# Lorraine
Cet article concerne la région culturelle et historique. Pour l'ancienne région administrative, voir Lorraine (ancienne région administrative). Pour les homonymes, voir Lorraine (homonymie).
La Lorraine (en allemand : Lothringen) est une région historique et culturelle de l'est de la France à la frontière avec la Belgique, le Luxembourg et l'Allemagne. Elle est constituée des départements de Meurthe-et-Moselle, de la Meuse, de la Moselle et des Vosges. Son nom est hérité de Lothaire II de Lotharingie et ses habitants sont appelés les Lorrains.
De 1956 à 2015, la région Lorraine était aussi une région administrative française qui a fusionné le 1er janvier 2016 avec les régions d'Alsace et de Champagne-Ardenne pour former la région Grand Est. De 1974 à 2015, la capitale régionale était Metz.
La région comptait 2 327 143 habitants au 1er janvier 2023, répartis dans 2 337 communes.
La superficie de la Lorraine est de 23 547 km2, chaque département ayant approximativement la même superficie (environ 6 000 km2). Son point culminant est le Hohneck à 1 364 mètres ; son point le plus bas est à 115 mètres d'altitude au niveau de la rivière Saulx.
Son territoire correspond à peu près à celui de l'ancien Gouvernement de Lorraine-et-Barrois, augmenté de celui dit des trois évêchés (Metz-Toul-Verdun), incorporé antérieurement au Royaume, entités administratives supprimées en 1790. Par la suite, c'est au XIXe siècle que la Lorraine contemporaine est définie, en tant que territoire formant quatre départements.
La région a été formée entre autres à partir des anciens duchés de Lorraine et de Bar ; des Trois-Évêchés de Metz, de Toul et de Verdun ; des comtés de Vaudémont, de Dabo et de Créhange ; des principautés de Salm et de Commercy et de la partie sud du duché de Luxembourg. Le comté de Sarrewerden, d'abord rattaché aux districts de la Moselle et de la Meurthe, a finalement été attribué au département du Bas-Rhin sous le nom d'Alsace Bossue (pour différencier ce petit territoire du plateau lorrain du reste de l'Alsace historique étant constitué essentiellement de plaines et du massif des Vosges) en novembre 1793 car sa population était en majorité protestante.
La Lorraine culturelle s'étend également en Belgique, avec la Lorraine belge, composée de la Gaume (patois : gaumais) et du pays d'Arlon (patois : arlonais).
L'histoire de la Lorraine est liée de très près a celle de sa voisine l'Alsace, toutes deux partagent une histoire commune et une influence franco-germanique forte. Les deux régions ont appartenu au Saint-Empire romain germanique durant près de huit siècles.

## Appellation
La Lorraine est appelée :
- en lorrain roman : Louréne, Lourène[9] et Loûerëne[9] ;
- en francique rhénan lorrain et en bas-alémanique lorrain[note 2] : Lothringe / Lotthringe ;
- en francique mosellan : Lothringen et Lothréngen ; en francique luxembourgeois : Lotréngen[10] et Loutréngen[10] ;
- en allemand standard : Lothringen[11].

## Géographie

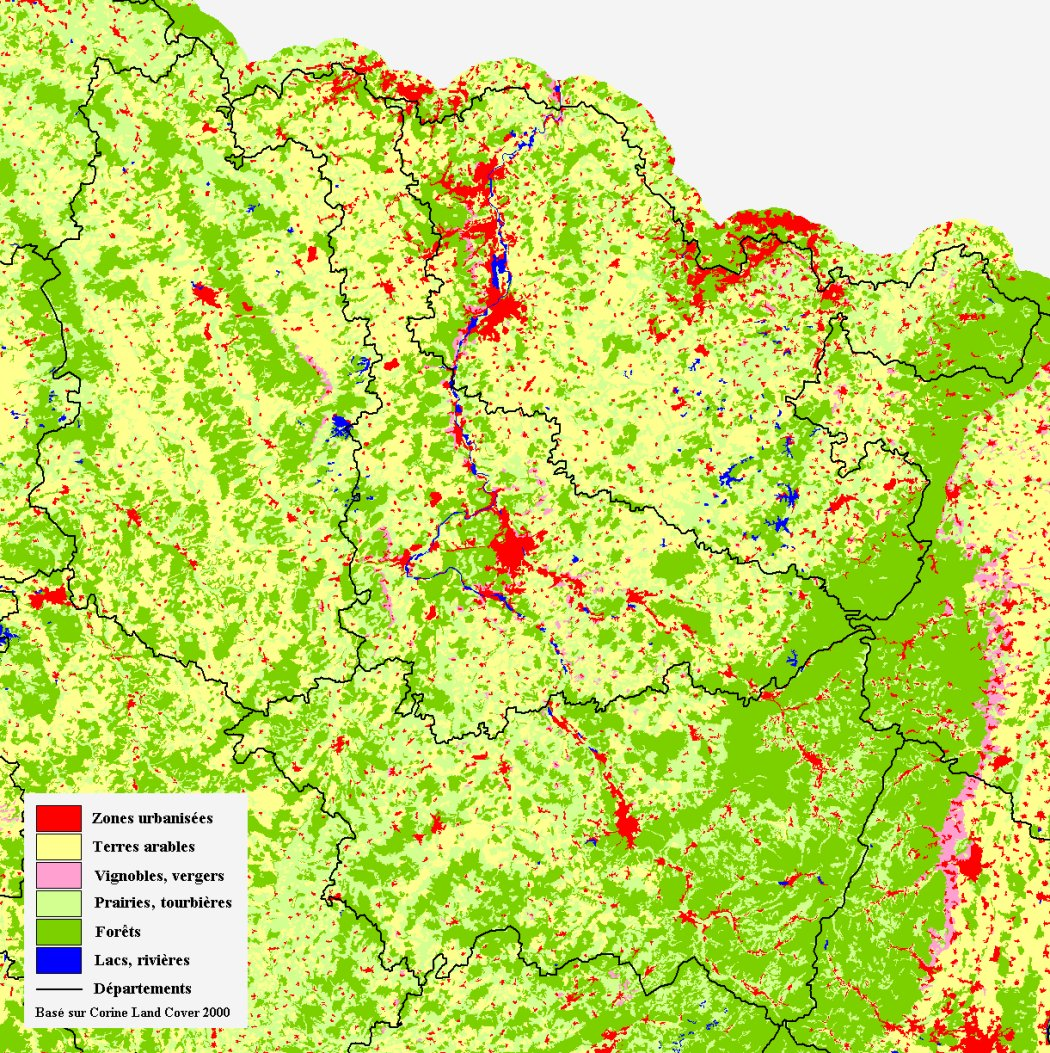
Occupation des sols.

La Lorraine est la seule région française à partager ses frontières avec trois autres pays : la Belgique (Région wallonne), le Luxembourg et l'Allemagne (länder de la Sarre et de Rhénanie-Palatinat). Elle fait partie de la région administrative du Grand Est.
Cette situation est un atout stratégique pour cette région située de ce fait à proximité du centre de la mégalopole européenne, cette conurbation qui traverse l'Europe du Lancashire (Angleterre) à la Toscane (Italie), en passant par le couloir rhénan. Cet avantage n'a pas toujours été exploité : comme le notait François Reitel, « La France a conscience de n'avoir qu'une fenêtre ouverte sur les pays allemands, l'Alsace rhénane ».
Son code ISO 3166-2 est FR-M.
| Metz Nancy Bar-le-Duc Épinal |

### Géologie

Géologie de la Lorraine.
Alluvions récentes
Alluvions anciennes
Crétacé
Jurassique supérieur
Jurassique moyen
Jurassique inférieur
Trias supérieur
Trias moyen
Trias inférieur
Granites hercyniens
Paléozoïque et antérieur

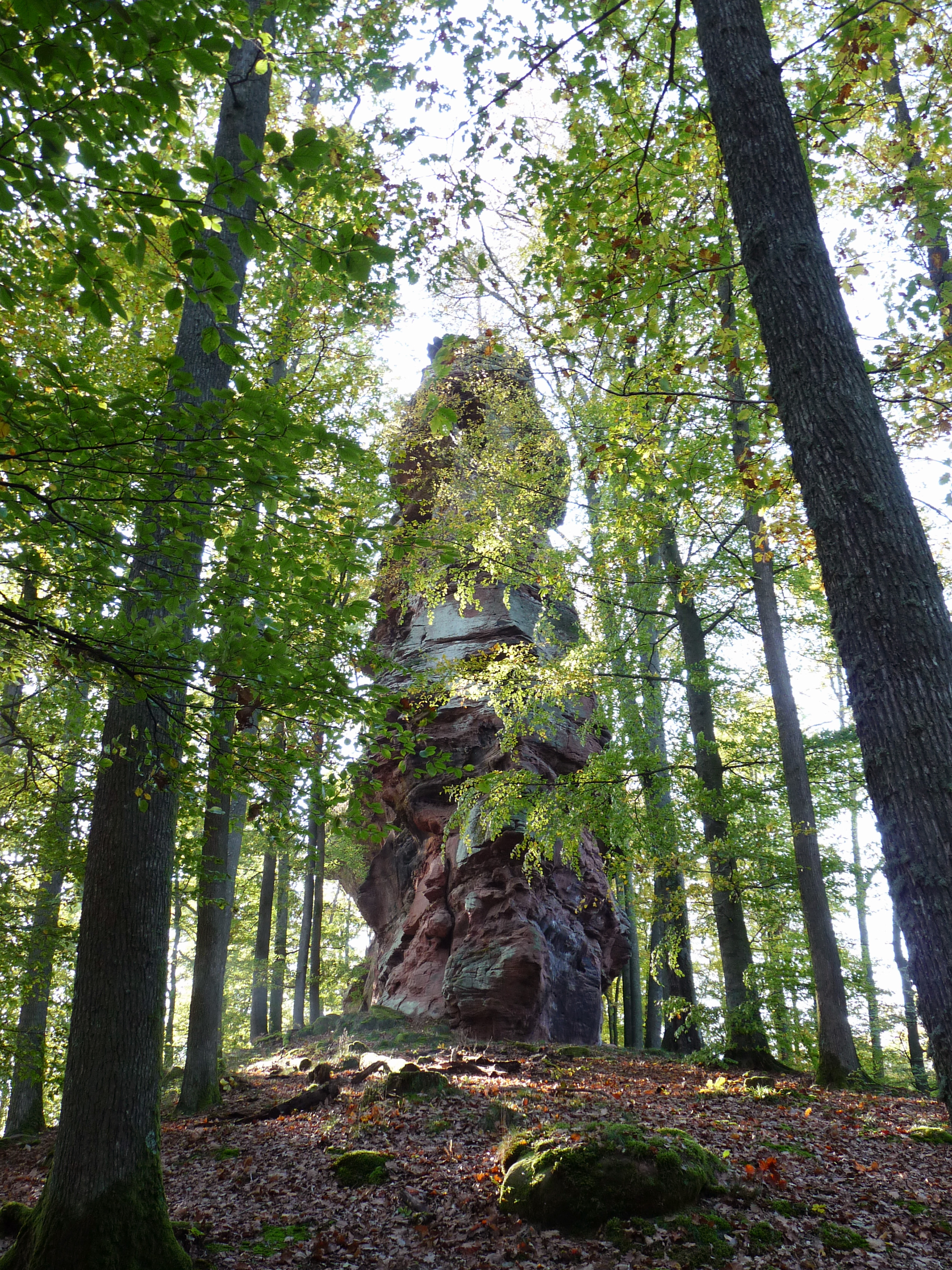
Erbsenfelsen de profil (Moselle).

La Lorraine est formée de plusieurs entités géologiques :
- Le massif des Vosges date dans sa partie Sud de l'ère primaire : il s'agit d'une partie des plissements hercyniens qui est relevée au moment de la formation des Alpes. Le massif des Vosges du Nord est au contraire constitué d'un monoclinal incliné vers le nord-est et formé essentiellement de grès du Buntsandstein (grès bigarré datant de 245  à   230 millions d'années)[13]. L'érosion dégage le rocher de l'Erbsenfelsen[14]. Les Vosges du Nord connaissent également les effets de l'orogénèse alpine qui fracture le grès, créant de nombreuses failles, ainsi que de l'action de l'érosion fluviale qui entaille le monoclinal et formé des vallées profondes. Les Vosges constituent la bordure Est de la région, séparant naturellement la Lorraine de l'Alsace.
- Le plateau lorrain qui constitue pratiquement le reste de la région. Il est dans son ensemble rattaché au bassin parisien dont il forme la partie orientale. Sa formation géologique remonte à plus de 250 millions d'années. Il est entrecoupé de lignes de côtes successives : l'Argonne, les côtes de Meuse et les côtes de Moselle.
- Au nord-est la boutonnière du Warndt formée également de grès du Buntsandstein, est creusée dans un anticlinal et rend accessibles les couches de charbon : elle correspond à peu près aux limites du bassin houiller lorrain.

Au nord de la région sont situés le bassin houiller lorrain et le bassin ferrifère lorrain. Ils ne sont plus exploités, de même que les gisements de charbon de Sarre (la mine d'Ensdorf a été fermée en 2012). De Sarralbe jusque dans le Lunévillois se trouvent les gisements de sel.
Au sud, on trouve également des sous-sols constitués de bans de grès (roches sédimentaires de l'ère primaire) : forêt de Darney, vallée de l'Ourche. Un gisement de lignite du Keuper se situe près de Vittel. Les lagunes sursalées du Keuper conduisent à la précipitation du sel gemme, que l'on rencontre à Varangéville et Château-Salins.
Des dents de mammifères ont été trouvées à Saint-Nicolas-de-Port. Elles figurent parmi les plus vieux restes de mammifères connus au monde,.

### Hydrographie
Le réseau hydrographique lorrain est essentiellement tributaire de la mer du Nord, s'articulant autour de la Moselle et de ses affluents, Madon, Meurthe, Seille, Sarre, et de la Meuse. La Saône et ses affluents (Gras, Ourche, Côney) font exception (bassin rhodanien), ainsi qu'un peu moins de la moitié ouest du département de la Meuse qui fait partie du bassin hydrographique de la Seine (Aire, Ornain, Saulx…)
Les lacs naturels les plus importants sont le lac de Gérardmer, le lac de Longemer, le lac de Retournemer et le lac des Corbeaux. Ils sont moins étendus que les trois retenues utilitaires, le réservoir de Bouzey, le lac de Madine et le lac de Pierre-Percée (appelé également lac du Vieux Pré).
Deux vallées principales traversent la région du sud au nord : celle de la Moselle et celle de la Meuse.

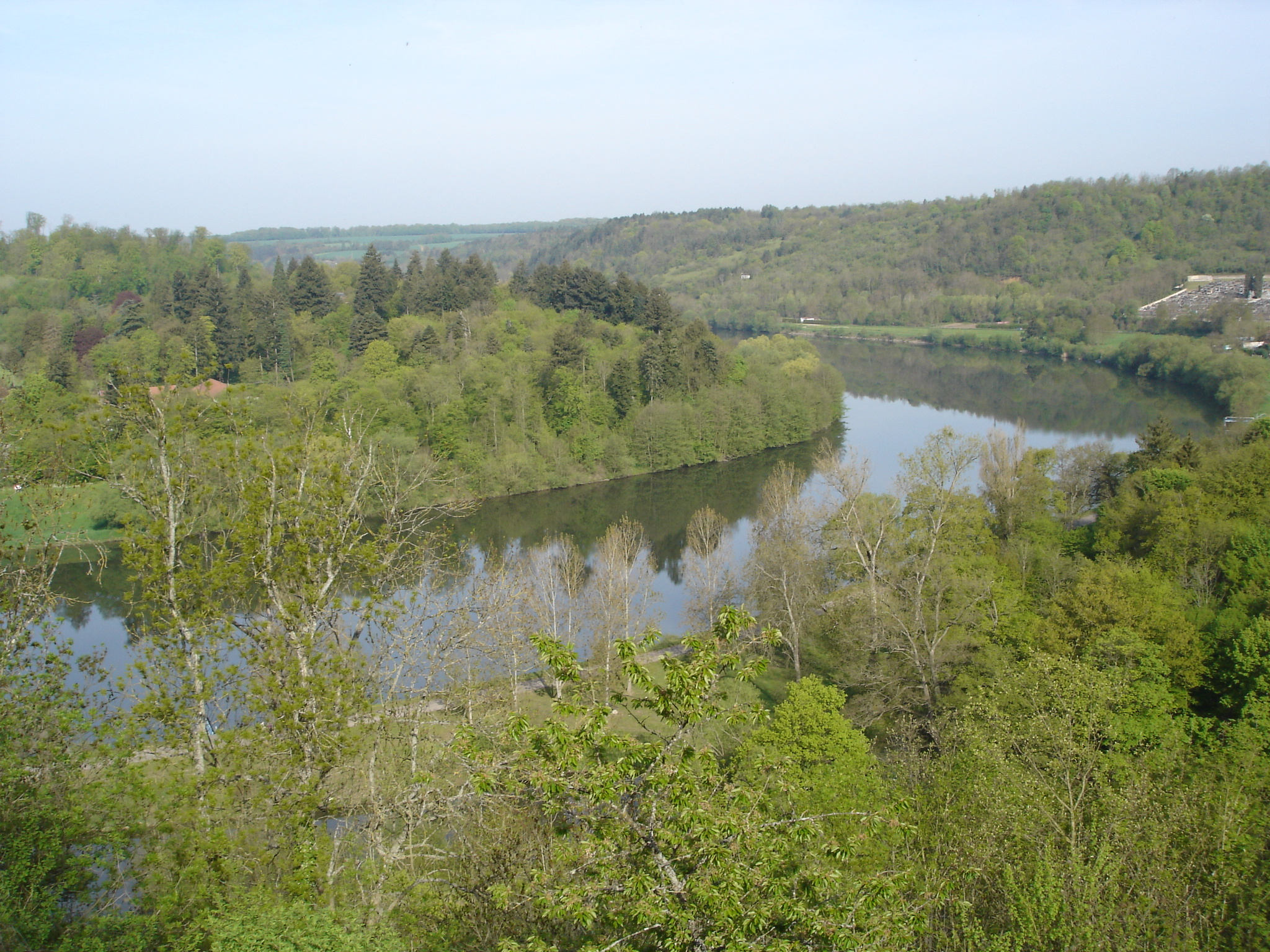
Boucles de la Moselle à Liverdun.
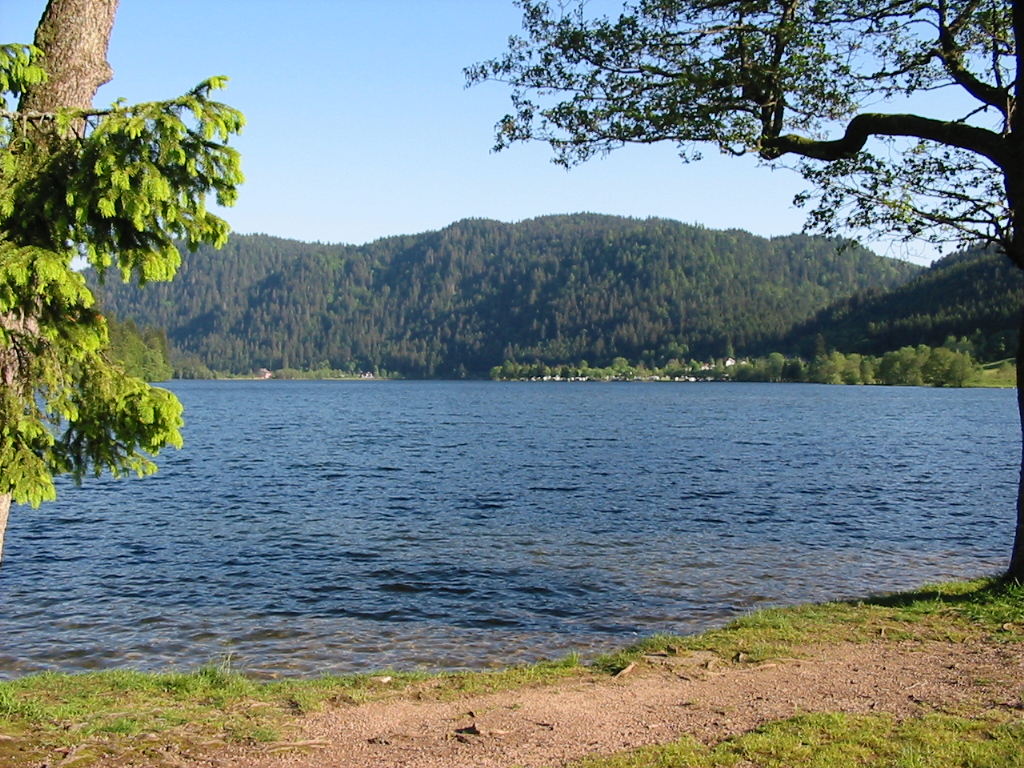
Lac de Longemer.
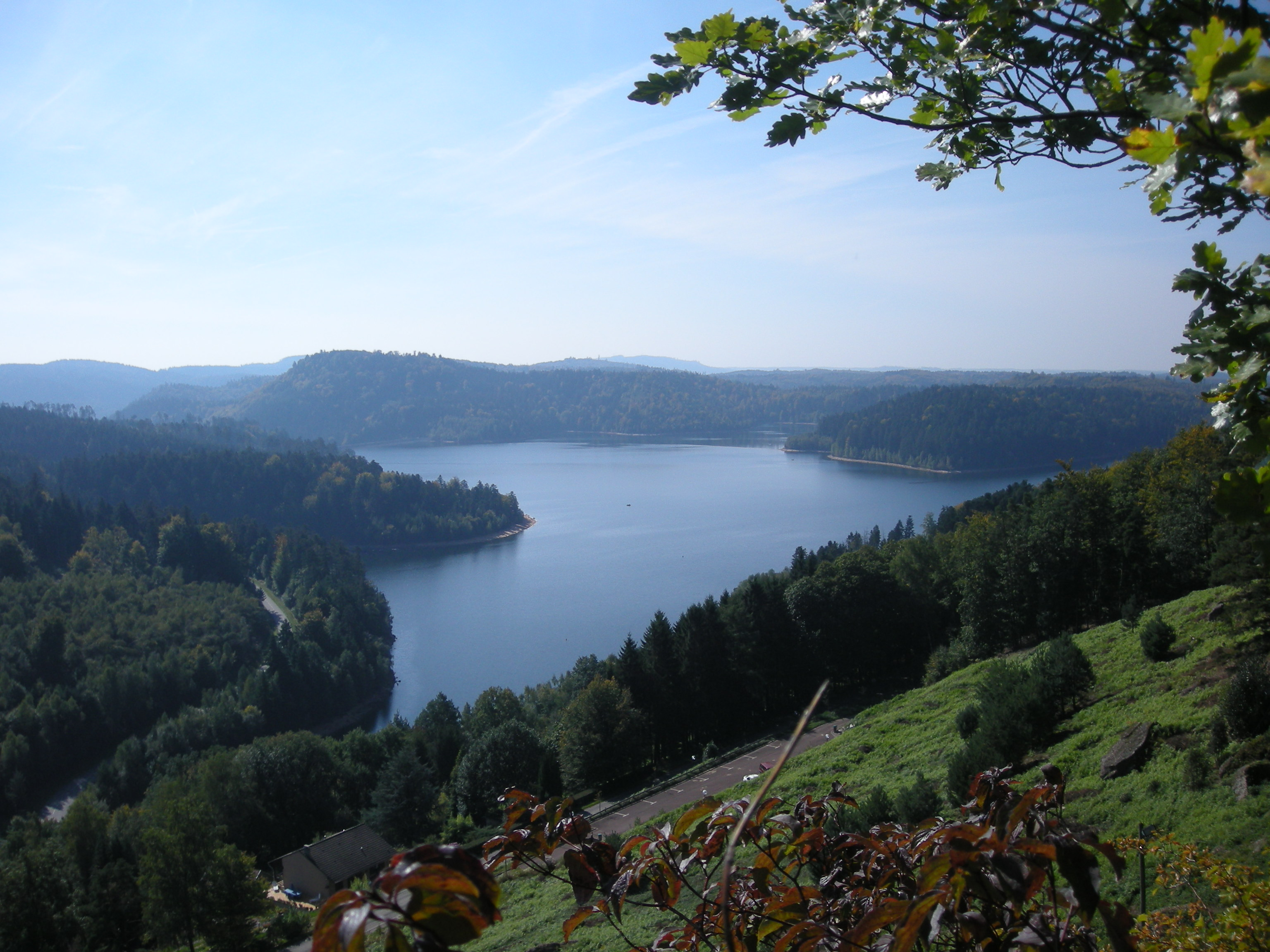
Lac de Pierre-Percée.
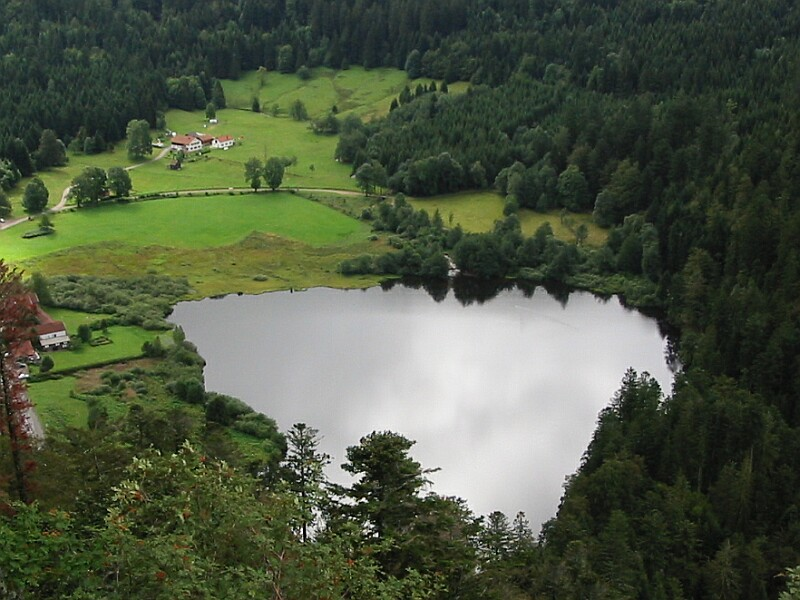
Lac de Retournemer.

### Climat

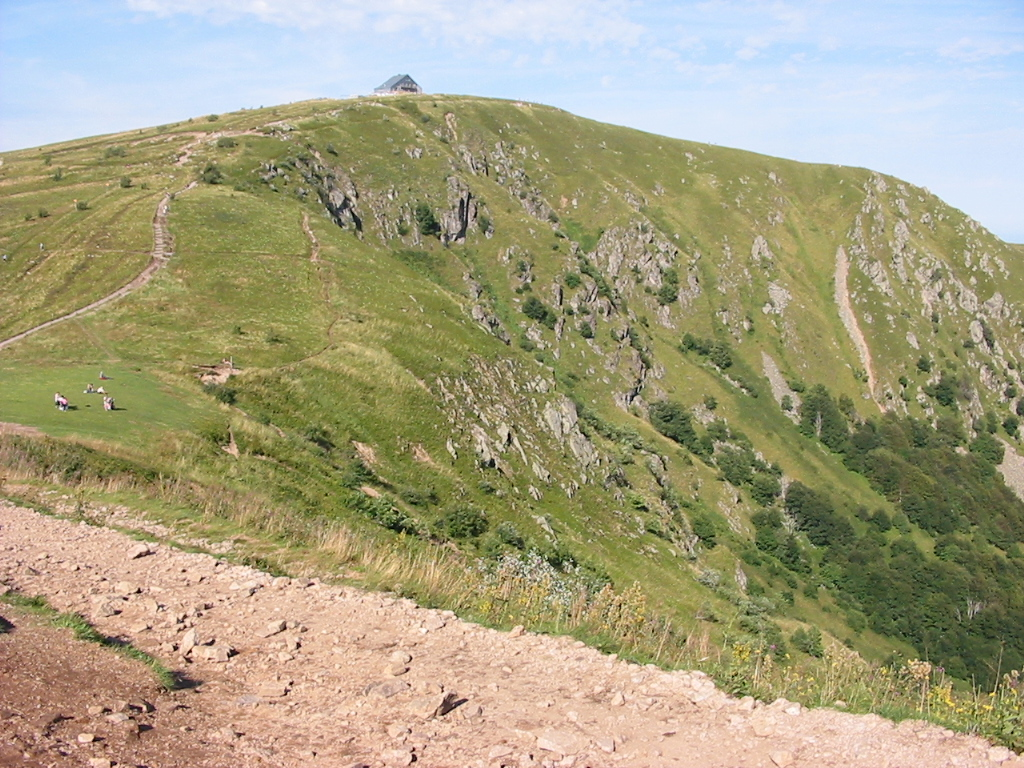
Le versant ouest du Hohneck est le point culminant de la Lorraine.

Le climat lorrain est qualifié d'océanique dégradé à influence continentale sur sa partie ouest, et de plus en plus continentalisé à mesure que l'on avance vers l'est avec une influence montagnarde à l'extrême Est sur le Massif des Vosges. Les saisons sont contrastées et bien marquées mais, en fonction des vents dominants, peuvent se succéder du jour au lendemain des périodes de précipitations (influence océanique) ou de forte amplitude thermique (influence continentale).
Par exemple pour la ville de Nancy : la température moyenne au mois de janvier est de 1,2 °C (Nice : 7,6 °C, Brest : 6,3 °C) tandis qu'elle atteint 18,3 °C en juillet (Nice : 22,9 °C, Brest : 16,2 °C).
 Les précipitations sont dans la moyenne nationale : 740 mm/an sur 163 jours, Nice : 767 mm en 88 jours, Brest : 1 178 mm en 211 jours).
Le massif des Vosges est beaucoup plus frais et plus humide (1 780 mm/an à Gérardmer), ce qui provoque un fort enneigement en hiver. Il arrive régulièrement que cet enneigement s'étende à toute la région pendant une période plus ou moins longue de l'hiver. La partie alsacienne du Massif des Vosges est concernée par le même climat, alors que la plaine bénéficie d'un très fort effet de foehn, ce qui la rend beaucoup plus sèche et chaude,.
La Lorraine est globalement une région fraîche du nord-est de la France. L'ensoleillement est légèrement plus important au sud qu'au nord : Metz (Nord Lorraine) totalise 1 640 h/an, Nancy (Centre Lorraine) 1 652 h/an, Épinal (Sud Lorraine) 1 734 h/an. Toutefois, le contraste Ouest-Est avec la plaine d'Alsace est beaucoup plus saisissant en beaucoup moins de kilomètres, cela étant principalement dû à un fort effet de foehn et à la perte brutale d'altitude[réf. nécessaire].
Le réchauffement climatique global, confirmé à l’échelon régional, a permis de constater que la température mesurée a augmenté de 1,2 °C sur la période 1899-2007, ce qui équivaut pour le climat lorrain à un glissement de 200 à 300 km vers le sud. Il apparaît que l’évolution possible des températures moyennes en Lorraine serait de + 3,6 °C en 2080 (par rapport à la période 1971-2000), avec des contrastes saisonniers importants. La température moyenne estivale pourrait connaître une hausse de + 5 °C en 2080. En Lorraine, cela pourrait se traduire par une baisse de fréquentation des domaines skiables (en raison d'une diminution de l’enneigement) et une augmentation de la fréquentation des lieux de vacances (campings par exemple) en été.

### Faune et flore

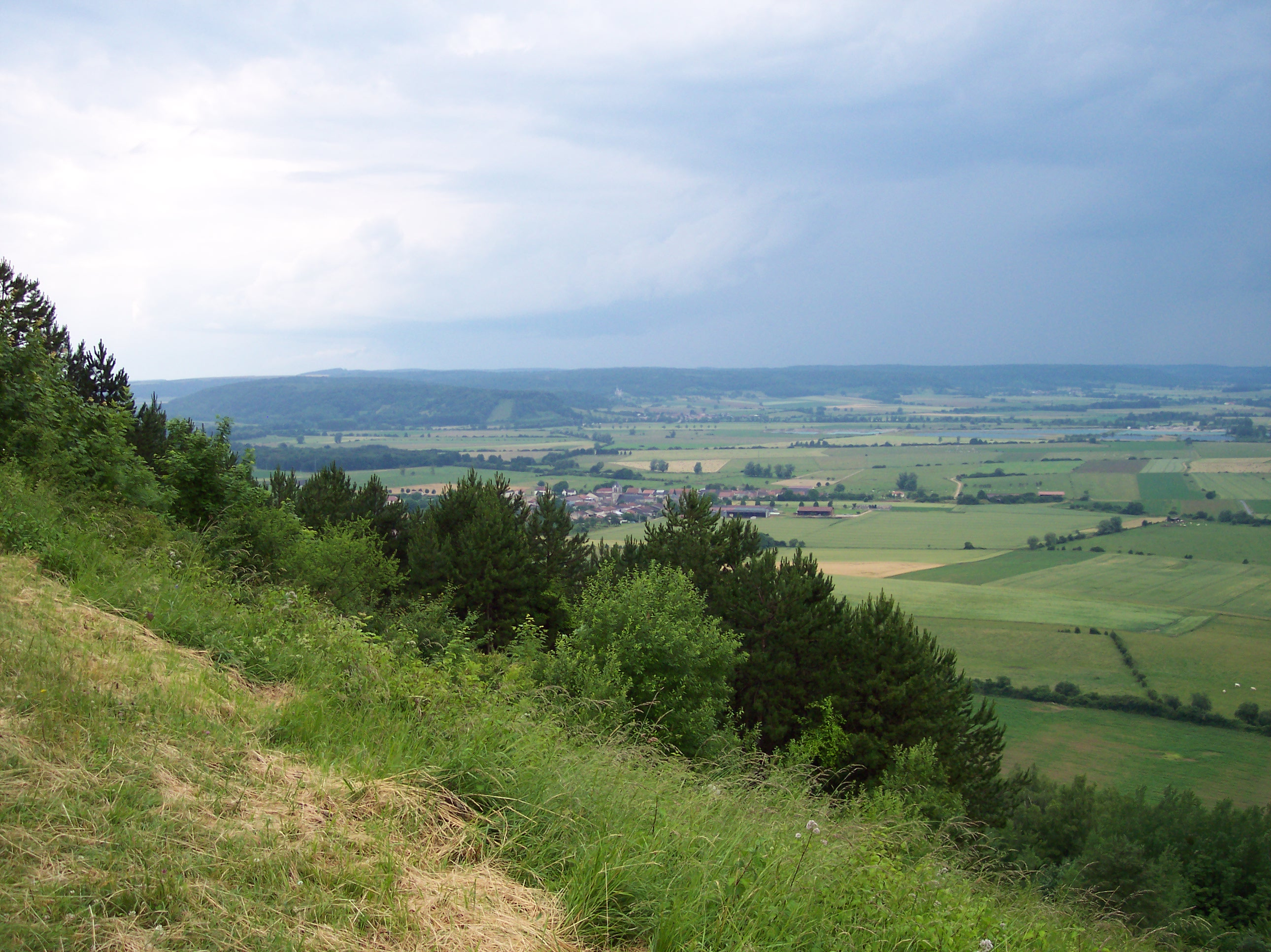
La côte de Meuse vue depuis la côte Saint-Germain (butte-témoin)

Avec 885 000 ha de forêts, et un taux de boisement de 37 %, la Lorraine est la 8e région la plus boisée de France métropolitaine.
Elle est la première région française en terme de forêts publiques (596 000 ha, soit 64 %). S'y ajoutent 316 000 ha, soit 36 % de forêts privées. La surface des forêts affectées au ministère de la Défense est de 5 600 ha
Le département des Vosges est le 13e département français le plus boisé avec un taux de 50 %. Pour la Meuse, le taux est de 36 %, pour la Meurthe-et-Moselle 32 %, pour la Moselle 31 %.
Certaines forêts comme la forêt de Darney sont réputées nationalement pour la qualité de leurs chênes et de leurs hêtres.
Peut-être pour partie à cause de la Première Guerre mondiale, et pour des raisons pédogéologiques, c'est aussi la région où le sol est en France métropolitaine le plus riche en ADN selon l'inventaire national de la biodiversité microbienne des sols.
L'Office des données naturalistes du Grand Est (ODONAT Grand Est) s'est donné pour objectif de recenser la biodiversité de la région.

#### Régions naturelles de la Lorraine
- Argonne
- Barrois
- Champagne humide et Perthois
- Côtes de Moselle
- Ornois
- Pays de Bitche
- Pays Haut
- Pays messin
- Pays des étangs
- Pays de Nied
- Pays de Sierck
- Pays thionvillois
- Plaine sous-vosgienne
- Plateau lorrain
- Saintois
- Saulnois
- Steinart
- Toulois
- Vasgovie
- Verdunois
- Vermois
- Vôge et collines sous-vosgiennes ouest
- Vosges cristallines
- Vosges du Nord
- Basses Vosges gréseuses
- Hautes Vosges gréseuses
- Warndt
- Woëvre

Cette variété fait sa richesse : forêts de plaine ou forêts de montagne, pelouses sèches, lacs et zones humides sont des écosystèmes qui additionnent leurs richesses.
D'autre part, entre 1995 et 2010, plusieurs pays administratifs se sont créés au sein de la région, qui étaient au nombre de 15 en janvier 2014,.

#### Plateaux calcaires
- Barrois (de Bar-le-Duc), côtes et collines de Meuse, Haye et Pays-Haut.

#### Faune

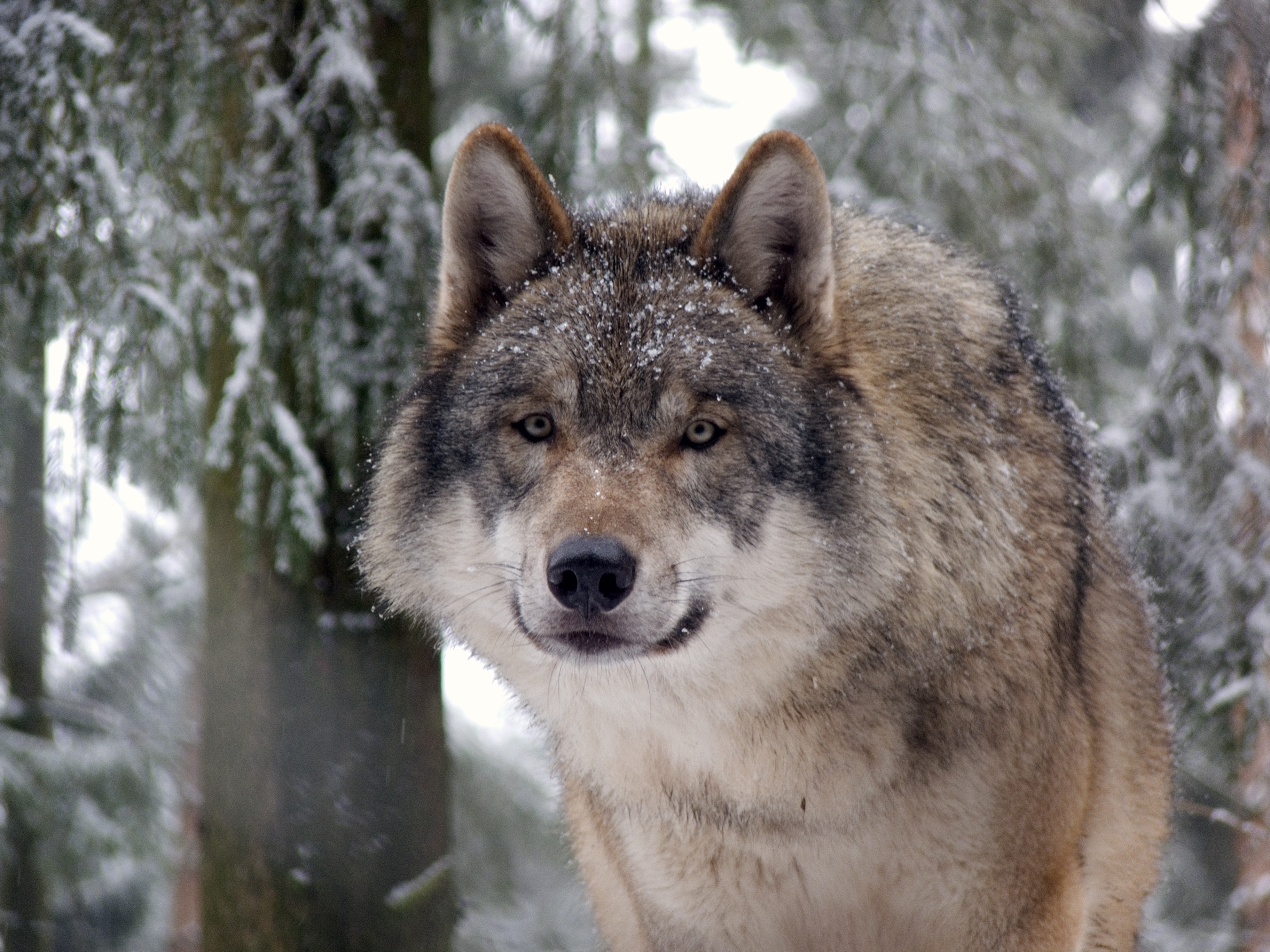
Le loup gris, de retour en Lorraine depuis 2011.

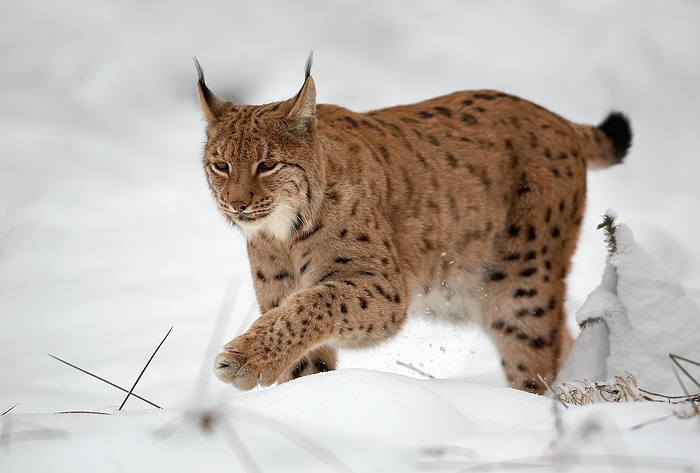
Le lynx, animal réintroduit en 1983 en Lorraine.

Les forêts de plaine abritent des cerfs, des chevreuils et des sangliers, parfois en trop grand nombre. Le milieu agricole voit une plus petite faune : lièvres, renards, perdrix, corbeaux… et les villages accueillent des hirondelles et des martinets.
Les étangs de Moselle et de Meuse sont un lieu de passage pour les animaux migrateurs et le refuge de nombreuses espèces : canards, hérons, cincles, crapauds, le cormoran. Le castor a été réintroduit en 1983.
La montagne vosgienne est traditionnellement associée au grand Tétras, menacé par les activités humaines. On y rencontre aussi des cervidés et des sangliers. Le chamois, introduit en 1956, a conquis les chaumes des Vosges alors que le lynx boréal, réintroduit en 1983, reste discret. Pouvant mesurer jusqu'à 75 cm au garrot, le lynx boréal est la plus grande espèce de lynx.
Le loup gris avait disparu de la région au début du XXe siècle. En 1994 un loup a été abattu dans les Vosges, il s'agissait vraisemblablement d'un loup apprivoisé, abandonné par la suite. Le loup est toutefois revenu naturellement dans le canton du Jura en Suisse, il y est présent depuis 2004 et a été aperçu à plusieurs reprises aux alentours de Montavon et de Coeuve à quelques kilomètres de la frontière alsacienne. On s'attendait ainsi à une confirmation rapide de sa réapparition naturelle dans le Jura alsacien et les forêts sundgauviennes, ce qui devait ouvrir la possibilité de son retour ultérieur dans le massif vosgien. Il fallut attendre sept ans pour que le loup fasse officiellement son retour dans les Vosges, le 8 juillet 2011, dans le secteur du Ventron et du col du Bonhomme. Le suivi hivernal 2011-2012 a confirmé l'existence de la Zone de Présence Permanente des Hautes-Vosges s'étendant sur les départements du Haut-Rhin, des Vosges et de la Haute-Saône.

## Toponymie

### Étymologie
D'abord Lotharii regnum « royaume de Lothaire », terme devenu au Xe siècle « Lotharingia »[réf. nécessaire].
La Lorraine tient son nom de son premier roi : Lothaire II, (Lothar en allemand ; Lotharius en latin).
Ce qui a donné Loth(a)r+ingen en allemand, et Lotharing+ia en latin. C'est ce même « Lotharingen » qui a, au fil du temps, donné l'actuel « Lorraine » en français.
Le terme Lotharingie, plus proche de l'orthographe originelle, est utilisé en français pour désigner la Lorraine primitive.

### Anciennes mentions
Attestée sous les formes ducem Lothoringiae (1187) ; de Lorenne, de Lorainne (1214) ; Loheregne (1230) ; de Lohereigne (1250) ; de Lohorranne (1259) ; de Loyierengne (1267) ; Lorraine après 1302.

## Histoire

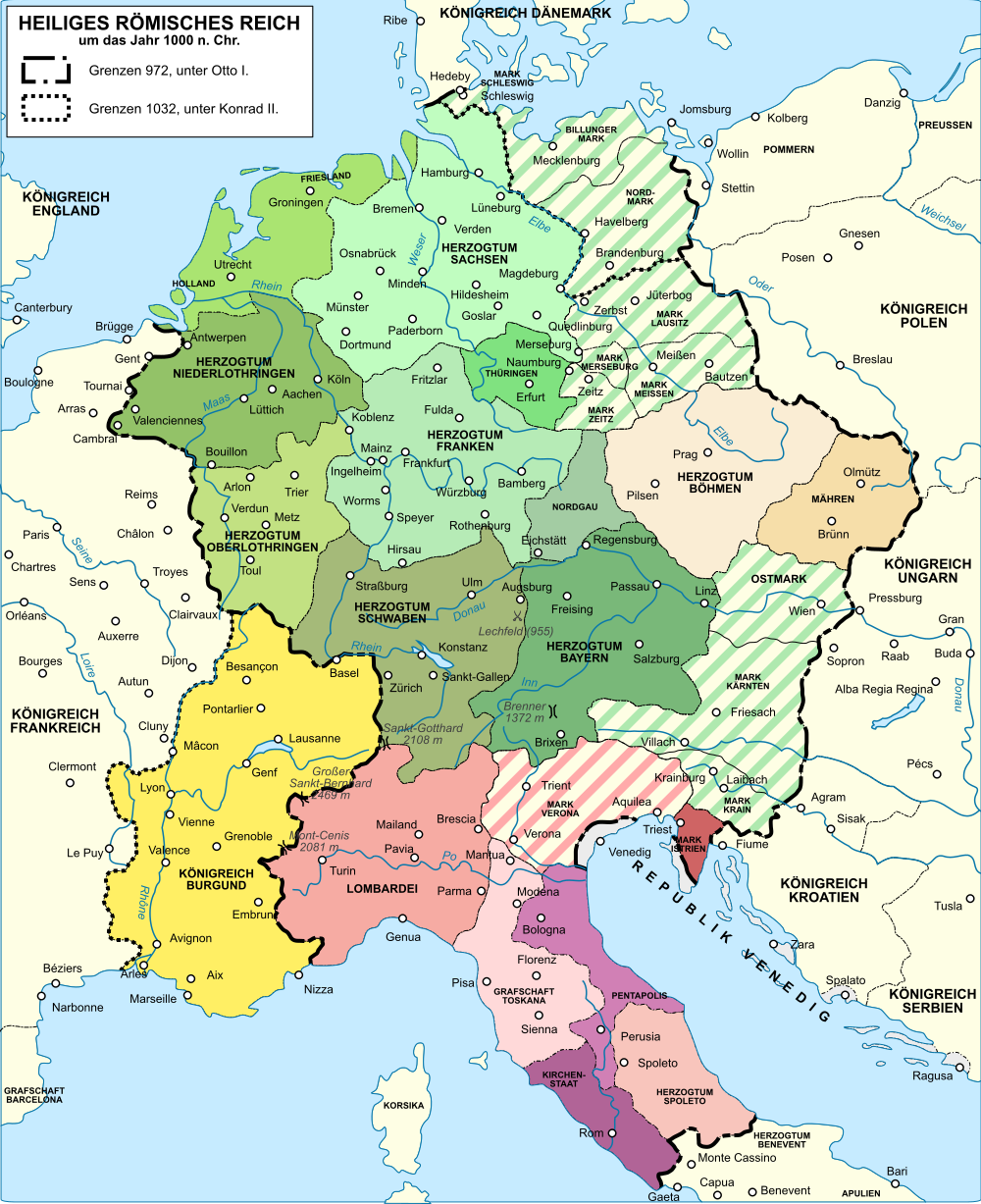
An mil, carte de la Lorraine dans l'Empire romain germanique : Oberlothringen, Haute-Lotharingie ou Lorraine ; Niederlothringen, Basse-Lotharingie ou Lothier.

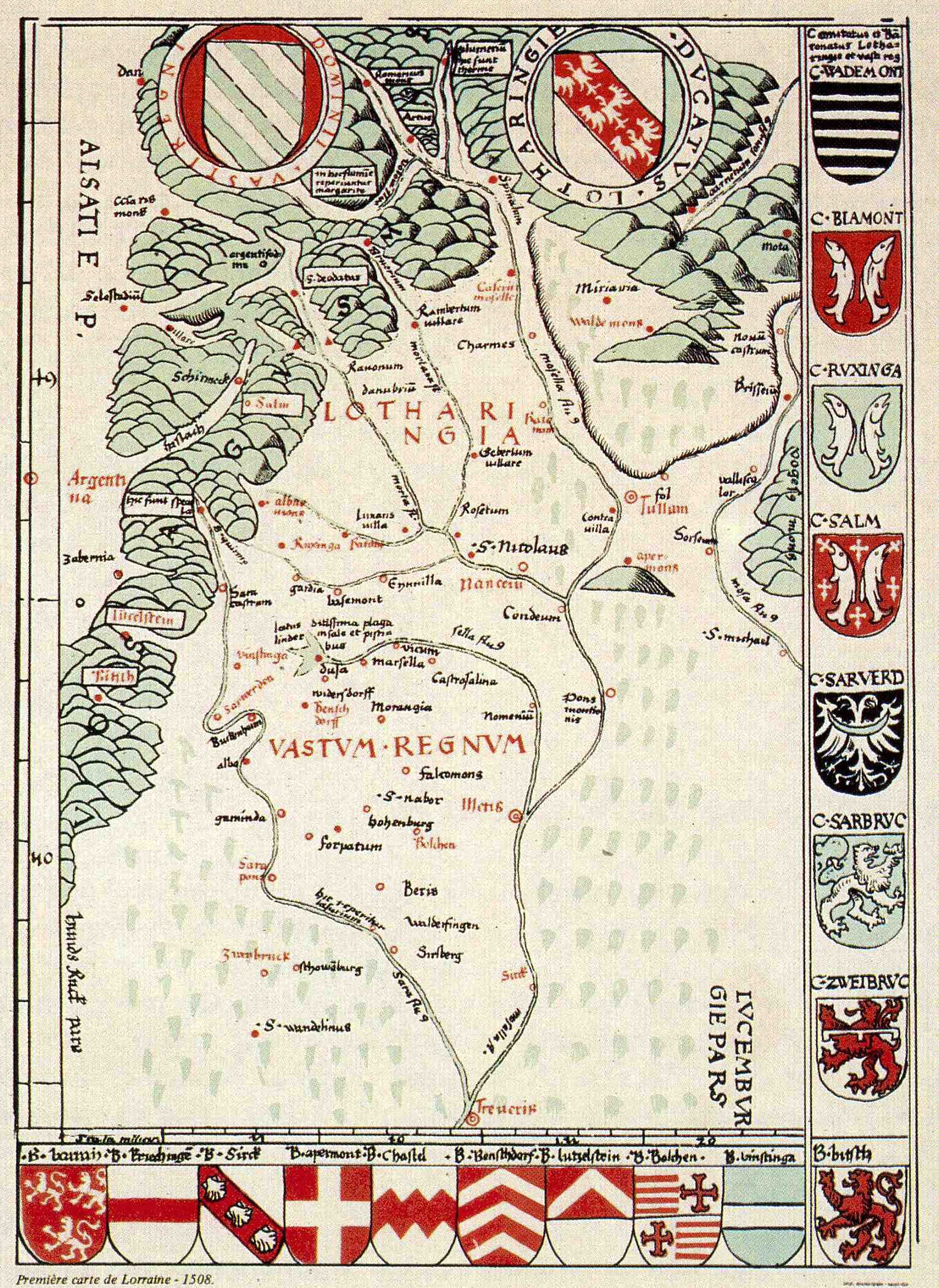
Première carte connue de la Lorraine et du Westrich (vers 1508). Le nord est en bas.

### De l'âge du fer à la Lotharingie
Durant l'âge du fer, l'actuelle Lorraine est occupée par les Trévires au nord, les Médiomatriques dans la Basse-Moselle, les Leuques dans la Haute-Moselle, les Lingons à l'extrême sud-ouest et les Séquanes à l'extrême sud-est.
C'est ensuite l'un des foyers d'apparition des Celtes (Civilisation de Hallstatt) dont on retrouve de nombreux sites archéologiques (Camp celtique de la Bure, Colline de Sion…)
Lors de la conquête romaine de la Gaule, la Lorraine est incluse dans la Gaule belgique. Lors de la paix gallo-romaine les principales cités sont : Metz (Divodurum Mediomatricorum), Verdun (Verodunum), Toul (Tullum Leucorum). Après le déferlement des Huns d'Attila, les Francs conquièrent la Gaule belgique. Ils créent en particulier un royaume, l'Austrasie, dont les capitales seront Metz et Reims. Ce royaume est apparu en 511 à la mort de Clovis, lorsque le territoire de celui-ci a été partagé entre ses fils. Cependant, le nom d'Austrasie n'est mentionné pour la première fois que pendant le règne de Childebert II ; il fut d'abord désigné comme royaume de Reims, puis royaume de Metz, du nom de ses capitales.
La Lorraine telle que nous la connaissons aujourd'hui est un vestige du royaume créé par le Traité de Prüm (855) pour le Carolingien Lothaire II, la Lotharingie, alors que ses frères recevaient les royaumes d'Italie et de Provence.

### Terre du Saint-Empire romain germanique
En 880, la Lotharingie est intégrée à la Francie orientale, royaume le plus important et noyau du futur Saint-Empire romain germanique (fondé en 962 par Otton Ier). Initialement, le duché de Haute-Lotharingie s'étend autour du bassin de la Moselle dont les villes épiscopales que sont Metz et Toul et sur la Meuse Verdun, héritières des privilèges carolingiens, s’octroient rapidement une indépendance de fait. L'autorité ducale se retrouve en conséquence à la tête de vastes possessions sans véritable ville importante. Rapidement les ducs successifs de Lorraine établissent un château au centre de leurs possessions, autour duquel un bourg, puis enfin une cité, Nancy devient la capitale politique et administrative du duché. Tout en étant très liés, les sorts des Trois-Évêchés de Toul, Metz et Verdun, et celui des duchés de Lorraine et de Bar sont relativement différents.
État membre du Saint-Empire romain germanique, la Lorraine est au contact direct du royaume de France aussi bien que des territoires germaniques et une sorte de frontière linguistique partage le duché de Lorraine entre son domaine roman et son domaine germanique. Elle bénéficie ainsi d'une double influence culturelle.
Au fil des siècles, le royaume de France n'a de cesse de prendre le contrôle des territoires lorrains. En 1301 le comte de Bar est contraint de prêter hommage au souverain français pour la rive gauche de la Meuse. Le comté de Bar, comme celui de Luxembourg, est élevé au rang de duché en 1354 par l'empereur Charles IV du Saint-Empire, lequel promulgue deux ans plus tard à Metz la Bulle d'or qui réglemente jusqu'en 1806 les modalités de l'élection de ses successeurs à la tête du Saint-Empire romain germanique.
En 1420, Charles II de Lorraine marie sa fille et héritière Isabelle Ire de Lorraine à l'héritier du duché de Bar, son voisin et ennemi, un prince français René Ier d'Anjou et consacre ainsi la paix entre les deux duchés. Le traité de Foug stipule que les deux duchés seront désormais gouvernés par le même souverain mais conserveront leurs droits, coutumes et indépendance respectives. Quelques années plus tard, Charles II reçoit à Nancy une jeune fille qui souhaite « bouter les Anglais hors de France », Jeanne d'Arc, qui lui conseille de renvoyer sa maîtresse et de reprendre son épouse légitime. De septembre 1444 à avril 1445, le roi de France Charles VII réside à Nancy en raison de son expédition contre Metz.
René II de Lorraine, duc de 1473 à 1508, reste dans l'histoire comme celui qui a préservé l'indépendance des duchés. Enclavée dans les territoires du duc de Bourgogne, la Lorraine est le maillon manquant de la continuité territoriale entre Bourgogne et Flandres. Elle est envahie par le duc de Bourgogne Charles le Téméraire en 1475 et vaillamment défendue par le duc René II. Charles le Téméraire trouve la mort et la défaite lors de la bataille de Nancy le 5 janvier 1477. C'est la fin de l'État bourguignon, laquelle profite surtout au roi de France, Louis XI, et l'un des événements qui clôt le Moyen Âge.

### Entre Saint-Empire et royaume de France

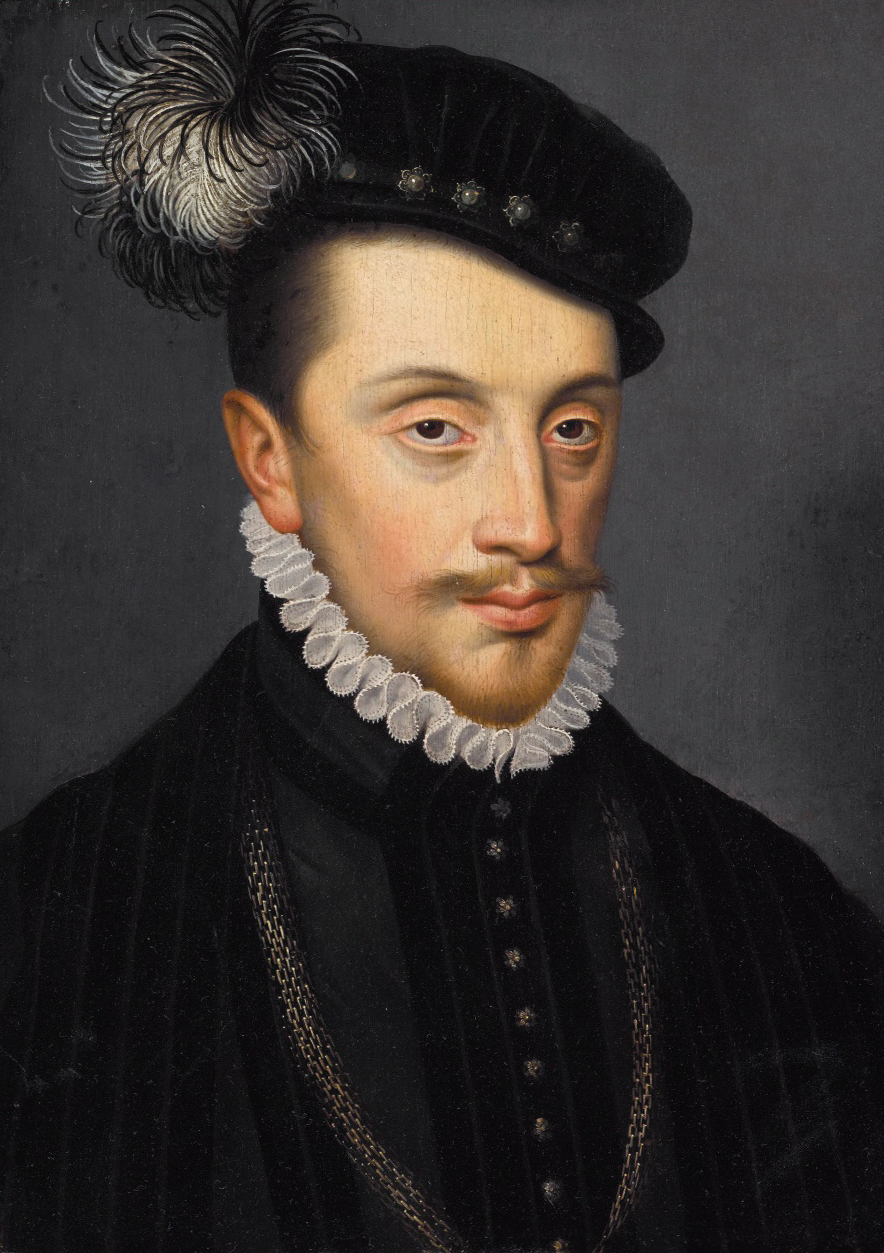
Charles III, duc de 1545 à 1608

Au XVIe siècle, à la rivalité France-Bourgogne succède la rivalité France-Autriche. Antoine de Lorraine, duc de 1508 à 1544, cherche à conserver la neutralité de ses duchés et de bonnes relations avec ses voisins. Son frère François de Guise combat pour la France tandis que son fils, le futur François Ier de Lorraine, filleul du roi de France François Ier, épouse une nièce de l'empereur Charles Quint. Peu avant sa mort, par le traité de Nuremberg (1542), Nicolas de Lorraine obtient que la Lorraine soit déclarée « État libre et non incorporable » par l'empereur du Saint-Empire. Son successeur François Ier de Lorraine meurt après 363 jours de règne. Il laisse un fils de deux ans, le futur Charles III de Lorraine, et la régence est partagée entre sa veuve Christine de Danemark, favorable à l'empereur et son frère, le prélat Nicolas de Mercoeur dit Nicolas de Lorraine, francophile.
En 1552, après avoir passé un accord avec les protestants allemands, le roi de France  Henri II, au cours de son « voyage d'Allemagne », annexe successivement les évéchés de Metz, Toul et Verdun qui seront unies par l'histoire sous le vocable « les Trois-Évêchés ». À cette occasion, il séjourne à Nancy. Il donne la régence au seul Nicolas de Mercœur et soustrait l'éducation du futur duc Charles III de Lorraine à sa mère en emmenant celui-ci à Paris. Le jeune duc ne revient en Lorraine que sept ans plus tard, avec une épouse, Claude de France, fille cadette du roi de France Henri II, et règne jusqu'en 1608. 
Le XVIIe siècle commence par un conflit de succession. Le successeur de Charles III, le duc Henri II de Lorraine meurt en 1624 en laissant deux filles. D'abord promise au futur roi de France Louis XIII, l'aînée, Nicole de Lorraine, est finalement mariée à son cousin Charles de Lorraine-Vaudémont devenu Charles IV de Lorraine. Le testament du duc Henri II stipule que les époux régneront conjointement, Charles IV tenant son pouvoir de Nicole. Charles réussit cependant à évincer Nicole du pouvoir mais sa politique extérieure fantasque et son opposition ouverte à la France causent le malheur de ses États et de ses sujets.

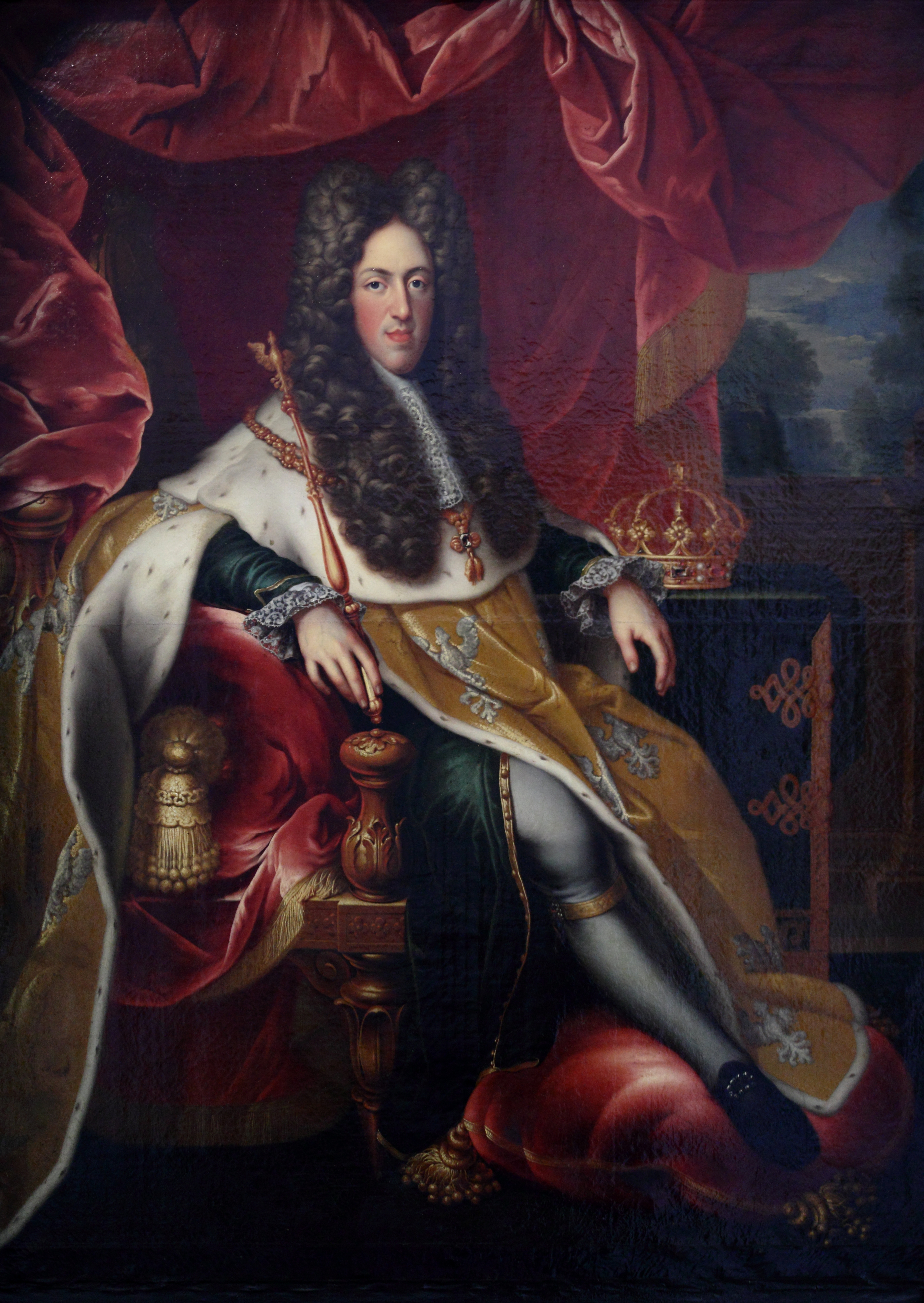
Léopold Ier, duc de Lorraine et de Bar (1703).

Les Trois-Évêchés sont officiellement réunis à la France en 1648 par les traités de Westphalie qui mettent fin à la Guerre de Trente Ans, qui fut très durement vécue par la Lorraine qui y perdit les deux-tiers de sa population.
En 1661, Charles IV cède plusieurs localités à la France dans le cadre du Traité de Vincennes.
Le duché est ensuite en partie occupé à plusieurs reprises par la France de Louis XIII et Louis XIV, au point que le fils de Charles IV, Charles V de Lorraine n'y réside jamais, mais il retrouve son indépendance (surveillée) par le Traité de Ryswick en 1697.
Le fils de Charles V, Léopold Ier, qui a lui aussi passé sa jeunesse en Autriche, entreprend alors de restaurer ses États. Il est celui qui fait construire le château-résidence de Lunéville. Estimé de tous, le duc Leopold Ier meurt en 1729, laissant le trône à son fils François III qui, lui aussi élevé à Vienne, épouse finalement Marie-Thérèse, l'héritière de l'empereur Charles VI. La France ne saurait accepter que l'influence du Saint-Empire, qui possède alors l'actuelle Belgique et le Luxembourg, s'étende jusqu'à Bar-le-Duc.
En 1738 à l'issue de la guerre de succession de Pologne et du traité de Vienne (1738) l'empereur Charles VI obtient l'acceptation par la France de la Pragmatique sanction en échange des duchés de Lorraine et de Bar. Selon les termes de ce traité, les deux duchés qui appartiennent alors à François III de Lorraine (qui deviendra empereur en 1745) sont cédés par celui-ci à la France de Louis XV. Celui-ci en fait donation à titre viager à son beau-père, le roi déchu de Pologne, Stanislas Leszczynski, dont la fille Marie Lesczynska est mariée à Louis XV, étant donc entendu que ces duchés reviendront à la France après le décès de Stanislas. Dans le même temps, compensation prévue par le traité de Vienne, après la mort en 1737 du dernier Médicis à la tête du Grand-duché de Toscane, celle-ci revient au duc de Lorraine, François III, devenu l'empereur François Ier du Saint-Empire. 
Ce dernier était l'époux depuis 1736 de Marie-Thérèse d'Autriche (1717-1780), fille de l'empereur auquel il avait succédé. Une de leurs filles Marie-Antoinette d'Autriche allait épouser le roi de France Louis XVI en 1770, et être comme celui-ci, condamnée à mort et exécutée lors de la Révolution française.)

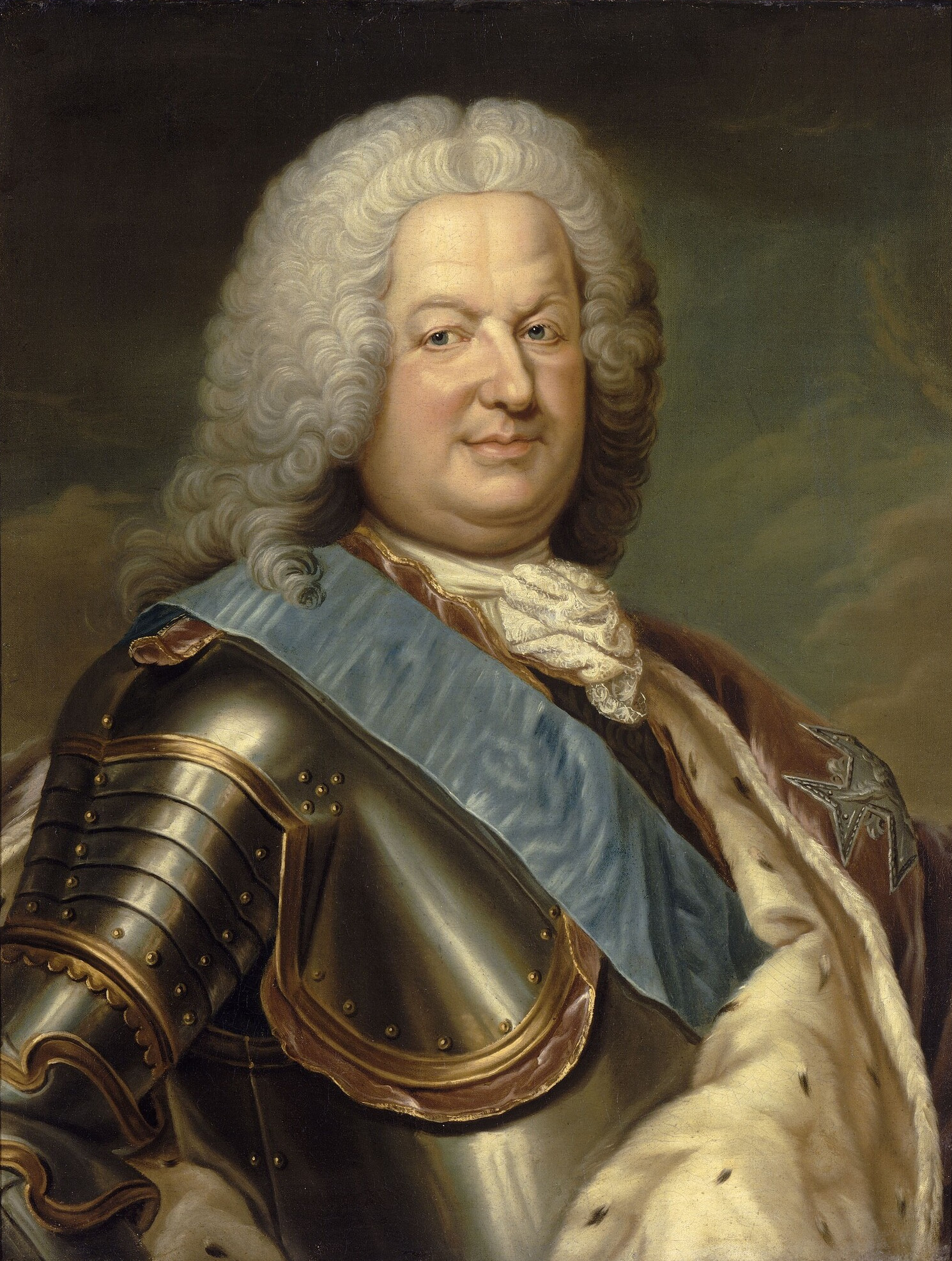
Stanislas Leszczynski, souverain imposé par la France.

Selon les termes de la donation par la France, Stanislas Leszczyński, homme affable, placé deux fois sur le trône de Pologne par des puissances étrangères et chassé deux fois par son rival Frédéric-Auguste Ier de Saxe, abandonne immédiatement la réalité du pouvoir à un intendant nommé par la France. Il fait du Château de Lunéville sa résidence favorite et devient à Nancy un acteur important des Lumières. Il dote la ville de Nancy, qui a subi les destructions des guerres de Louis XIII et Louis XIV d'un ensemble architectural exceptionnel : la Place Royale conçue à la gloire de son gendre Louis XV. Cet ensemble urbain est inscrit depuis 1983 au titre du patrimoine mondial de l’Humanité par l’Unesco. Il se distingue aussi par des initiatives sociales en avance sur son temps : écoles, hôpitaux et bibliothèques publiques, greniers collectifs, secours aux plus démunis, au point que l'on parle de lui comme de « Stanislas le Bienfaisant ». De son côté, l'intendant français Chaumont de La Galaizière remplace les administrateurs lorrains par des Français, impose la langue française dans les actes de justice (alors qu'une partie de la Lorraine était de langue germanique) et envoie les récalcitrants aux galères royales. En 1766, à la mort de Stanislas, la Lorraine est incorporée à la France.

### Province française de l'Est
En 1769, l'université fondée en 1572 à Pont-à-Mousson est transférée à Nancy par édit royal de Louis XV. En 1777, Nancy devient le siège d'un nouvel évêché. La même année, Saint-Dié - où résidait le primat de Lorraine avant l'annexion - devient une ville épiscopale. Le premier évêque du diocèse de Saint-Dié est un des fils de l'intendant haï Chaumont de la Galaizière.

Carte de la région Lorraine avec ses quatre départements, montrant les États et provinces qui existaient sur son territoire au milieu du XVIII.
Duché de Lorraine
Duché de Bar
Les Trois-Évêchés (Metz, Verdun, Toul)
Champagne et Clermontois
Prévôté de Montmédy, partie du Luxembourg français
Duché de Carignan
Principauté de Salm
Comté de Dabo
Alsace
Franche-Comté
Comté de Créhange

En 1790, durant la Révolution, quatre départements sont créés : Meuse, Meurthe, Moselle et Vosges. À cette même époque, des députés lorrains demandent la création d'un département de « Lorraine allemande " entre autres pour que les citoyens germanophones n'aient pas à avoir affaire à une administration francophone, mais cette proposition est refusée.
Les derniers territoires lorrains indépendants sont peu après rattachés à la France : Salm, Dabo et Créhange en 1793, Lixing en 1795, Hundling et Rouhling en 1797-98.
Puis l'histoire de la Lorraine se confond avec celle de la France jusqu'en 1871.

### Entre Empire allemand et France

Redécoupage des frontières départementales lors de l'annexion.

En 1871, le traité de Francfort attribue à l'Empire allemand les territoires lorrains correspondant à une partie du département de la Moselle et du département de la Meurthe : géographiquement cela recouvre la Moselle actuelle, qui forme avec l'Alsace le Reichsland d'Alsace-Lorraine jusqu'en 1918. Le département des Vosges est amputé des cantons de Saales et Schirmeck (arrondissement de Saint-Dié), qui sont rattachés au Bas-Rhin. Les habitants des territoires annexés sont contraints de choisir entre la nationalité française ou allemande, avant le 1er octobre 1872. Ceux qui souhaitent garder la nationalité française, les « optants », sont expulsés vers la France, alors que le traité de paix n'avait pas mentionné cela. Près de 20 000 messins quittent leur ville et beaucoup d'optants émigrent vers Nancy, dont la population double rapidement.
La Première Guerre mondiale marque profondément la Lorraine qui voit ses habitants s'affronter sur son sol sous des uniformes ennemis.
La majorité des Mosellans, sujets loyaux de l’Empire allemand, se battent pour l'Empereur. Entre 1914 et 1918, si 18 000 Alsaciens et Mosellans s'engagent dans l'Armée française, 380 000 Alsaciens-Lorrains, soit plus de 95 % des conscrits, se battent pour l'Empire jusqu’à la fin de la guerre, souvent jusqu'à l'ultime sacrifice. Leurs tombes sont entretenues par le Volksbund Deutsche Kriegsgräberfürsorge. La bataille de Verdun, l'une des plus longues et les plus meurtrières, se déroule en 1916 dans la Meuse. Plusieurs villages, entièrement détruits par les combats, ne seront jamais reconstruits. Cette région dévastée, appelée zone rouge, comporte d'importants mémoriaux, dont le plus fameux est l'ossuaire de Douaumont. Le traité de Versailles de 1919 restitue l'Alsace-Lorraine à la France. Le droit local en Alsace et en Moselle, contenant notamment le régime concordataire abrogé en France en 1905 et le régime de sécurité sociale Bismarkien, est maintenu dans ces territoires après 1918.
Durant l'entre-deux-guerres, la Lorraine voit l'édification de la ligne Maginot, que les Allemands contourneront par la Belgique. La Moselle est de nouveau annexée en 1940. À partir d'août 1942, cette annexion de fait permet à l'Allemagne nazie d'incorporer de force les jeunes Mosellans dans les armées du Troisième Reich.
La libération de la Lorraine se fait par étapes à partir du 31 août 1944 et se termine le 19 mars 1945. La première phase de la campagne de Lorraine, menée par la IIIe armée américaine, se termine par la victoire des Alliés dans les secteurs de Nancy, Lunéville, Épinal, Saint-Dié, Thionville, Sarrebourg et Metz, où les opérations durent trois mois. La seconde phase de la campagne, menée par la VIIe armée américaine, voit la libération des territoires mosellans encore occupés après décembre 1944. L'opération Undertone marque la fin des combats dans cette zone du front, permettant la libération de Forbach le 13 mars 1945, de Bitche le 16 mars, et de Sturzelbronn le 19 mars 1945.

### Lorraine, région européenne
L'après-guerre se révèle une période prospère pour la région disposant de réserves de matières premières quasi intactes. De nombreux immigrants, principalement d'Italie et de Pologne, viennent s'y installer. Ceci a pour conséquence un accroissement de la population et fait progresser la Lorraine au rang de 3e pôle économique français. Depuis la fin des Trente Glorieuses, la Lorraine, comme d'autres régions industrielles qui ont fait la richesse nationale, est touchée par d'importantes restructurations.

### Synthèse chronologique
- Vers 57 av. J.-C. : conquête de la région par Jules César.
- Vers 13 av. J.-C. : création de la province romaine de Gaule Belgique, dont la capitale est Durocortorum (Reims).
- Vers 280 : saint Clément est le premier évêque de Divodurum (Metz).
- Vers 297 : la Gaule Belgique est partagée en deux provinces : la Belgique Première, dont la capitale est Augusta Treverorum (Trèves), et la Belgique Seconde, dont la capitale est Durocortorum (Reims).
- 309 : visite de Constantin au sanctuaire de Grand.
- 366 : Jovin arrête les Alamans à Scarpone (Dieulouard).
- 451 : destruction de Metz par les Huns.
- 496 : date supposée de la bataille de Tolbiac (victoire des Francs sur les Alamans).
- 511 : après la mort de Clovis, la région est englobée dans le royaume de Reims (ou royaume d’Austrasie), dont la capitale sera transférée à Metz en 566.
- 612 : saint Arnoul, ancêtre des Carolingiens, est élu évêque de Metz.
- 679 : Dagobert II, dernier roi mérovingien d’Austrasie, est assassiné au cours d’une partie de chasse en forêt de Woëvre, près de Stenay.
- 749 : date approximative de la fondation de l’abbaye de Gorze par Chrodegang, évêque de Metz.
- 843 : traité de Verdun aboutissant au partage de l’Empire carolingien : la Francie occidentale est attribuée à Charles le Chauve, la Francie orientale à Louis le Germanique et la Francie médiane à Lothaire.
- 855 : après la mort de Lothaire, ses États sont partagés entre ses trois fils : Lothaire II reçoit la Lotharingie, avec Aix-la-Chapelle pour capitale.
- 869 : après la mort de Lothaire II, Charles le Chauve se fait couronner roi de Lotharingie à Metz.
- 870 : par le traité de Meersen, la Lotharingie est partagée entre Charles le Chauve et Louis le Germanique.
- 880 : le traité de Ribemont attribue l’ensemble de la Lotharingie à Louis le Jeune, fils de Louis le Germanique.
- 911 : la Lotharingie se rallie à Charles le Simple, roi de Francie occidentale, avant de retomber sous la domination germanique entre 923 et 925.
- 959 : l’archevêque Brunon partage la Lotharingie en deux duchés : la Basse-Lotharingie (Basse-Lorraine ou Lothier, correspondant approximativement à la Belgique et aux Pays-Bas actuels) et la Haute-Lotharingie (Haute-Lorraine ou Mosellane, correspondant approximativement à la Lorraine actuelle). La séparation deviendra effective à la mort de Brunon en 965.
- 977 : Frédéric (ou Ferry), comte de Bar, devient duc de Haute-Lotharingie.
- 1033 : les deux duchés sont à nouveau réunis sous l’autorité de Gothelon (ou Gozelon), comte de Verdun (jusqu’en 1044).
- 1038 : Louis de Scarpone devient le premier comte de Mousson et de Bar du fait de son mariage avec Sophie de Bar.
- 1047 : l’empereur Henri III attribue la Haute-Lotharingie à Adalbert (ou Albert) d’Alsace, comte de Metz : celui-ci est considéré comme le premier duc de Lorraine ; son frère Gérard lui succédera en 1048 comme duc héréditaire.
- 1049 : Bruno (ou Brunon) d’Eguisheim-Dabo, évêque de Toul, est élu pape sous le nom de Léon IX.
- 1061 : première mention de Nancy.
- 1301: traité de Bruges aboutissant à la formation du Barrois mouvant : les terres situées à l’ouest de la Meuse passent sous la suzeraineté du roi de France.
- 1354 : le comté de Bar est érigé en duché au profit de Robert, comte de Mousson et de Bar, qui s’intitulera désormais marquis du Pont et duc de Bar.
- 1429 : Robert de Baudricourt, capitaine de Vaucouleurs, autorise Jeanne d’Arc à se rendre à Chinon et lui fournit une escorte.
- 1431 : René d’Anjou, duc de Bar, devient duc consort de Lorraine en tant qu’époux de la duchesse Isabelle (morte en 1453).
- 1473 : René de Vaudémont, petit-fils de René d’Anjou, devient duc de Lorraine sous le nom de René II : il deviendra également duc de Bar à la mort de son grand-père en 1480.
- 1475 : Charles le Téméraire, duc de Bourgogne, se lance à la conquête de la Lorraine : il trouvera la mort au cours de la bataille de Nancy en 1477.
- 1507 : impression de la première carte représentant l'Amérique à Saint-Dié.
- 1525 : guerre des Rustauds : le duc Antoine de Lorraine écrase les paysans révoltés aux portes de Saverne.
- 1552 : Henri II, roi de France, s’empare des trois évêchés de Toul, Metz et Verdun, qui seront officiellement rattachés à la France en 1648.
- 1572 : création de l’université de Pont-à-Mousson.
- 1633 : première occupation française de la Lorraine (jusqu’en 1661). Au cours de cette période, la France acquiert notamment Montmédy, Thionville, Sierck, Gorze, Sarrebourg et Phalsbourg.
- 1670 : deuxième occupation française de la Lorraine (jusqu’en 1698).
- 1683 : Jean Sobieski, roi de Pologne, et Charles V, duc de Lorraine, contraignent les Turcs à lever le siège de Vienne.
- 1702 : troisième occupation française de la Lorraine (jusqu’en 1714).
- 1704 : installation de la famille Wendel à Hayange.
- 1729 : François III succède à son père Léopold comme duc de Lorraine et de Bar. Ayant épousé Marie-Thérèse de Habsbourg en 1736, il deviendra grand-duc de Toscane en 1737 et empereur germanique en 1745.
- 1737 : Stanislas Leszczynski, ci-devant roi de Pologne et beau-père de Louis XV, devient duc de Lorraine et de Bar à titre viager.
- 1751 : Senones devient la capitale de la principauté de Salm-Salm, qui sera réunie à la France et intégrée au département des Vosges en 1793.
  - Par un édit de juin, plusieurs bailliages sont supprimés et des nouveaux sont créés.
- 1755 : inauguration de la place Royale (actuelle place Stanislas) à Nancy.
- 1766 : après la mort accidentelle du roi Stanislas, les duchés de Lorraine et de Bar sont officiellement réunis à la France.
- 1768 : l’université de Pont-à-Mousson est transférée à Nancy.
- 1777 : création des évêchés de Nancy et de Saint-Dié.
- 1790 : création des départements de la Meuse, de la Moselle, de la Meurthe et des Vosges. Massacre des soldats suisses révoltés à Nancy.
- 1796 : fondation de l’imagerie Pellerin à Épinal.
- 1858 : entrevue de Plombières entre Napoléon III et Cavour.
- 1870 : guerre franco-allemande. Invasion de l’Alsace et de la Lorraine. Batailles de Gravelotte et de Saint-Privat. Capitulation de Metz.
- 1871 : le traité de Francfort cède à l’Allemagne la majeure partie de l’Alsace et le nord-est de la Lorraine. Le département de Meurthe-et-Moselle se constitue à partir des fragments des anciens départements de la Meurthe et de la Moselle laissés à la France.
- 1875 : création du « comité des promenades » de Gérardmer, qui prendra le nom de « syndicat d’initiative » en 1919.
- 1887 : l’arrestation du commissaire français Schnæbelé à Novéant-sur-Moselle provoque une vive tension diplomatique entre la France et l’Allemagne.
- 1909 : exposition internationale de Nancy.
- 1911 : l’Alsace-Lorraine allemande est dotée d’une constitution particulière.
- 1914 : bataille du Grand Couronné. Prise de Saint-Mihiel par les Allemands.
- 1916 : bataille de Verdun.
- 1918 : libération du saillant de Saint-Mihiel par les Américains. Armistice de Rethondes. Entrée des troupes françaises à Metz.
- 1919 : le traité de Versailles entérine le retour de l'Alsace-Lorraine (ou Alsace-Moselle) à la France.
- 1930 : André Maginot, ministre français de la guerre, fait voter les crédits alloués à la fortification des frontières.
- 1939 : évacuation des localités non protégées par la ligne Maginot.
- 1940 : l’Alsace et la Moselle sont de nouveau annexées à l’Allemagne.
- 1944 : libération de Metz.
- 1945 : libération de Forbach.
- 1964 : établissement de la préfecture de la région administrative à Metz. Inauguration du canal de la Moselle.
- 2016 : fusion des régions administratives Alsace, Champagne-Ardenne, et Lorraine en une seule région administrative sous le nom de Grand Est, avec Strasbourg comme chef-lieu.

## Économie

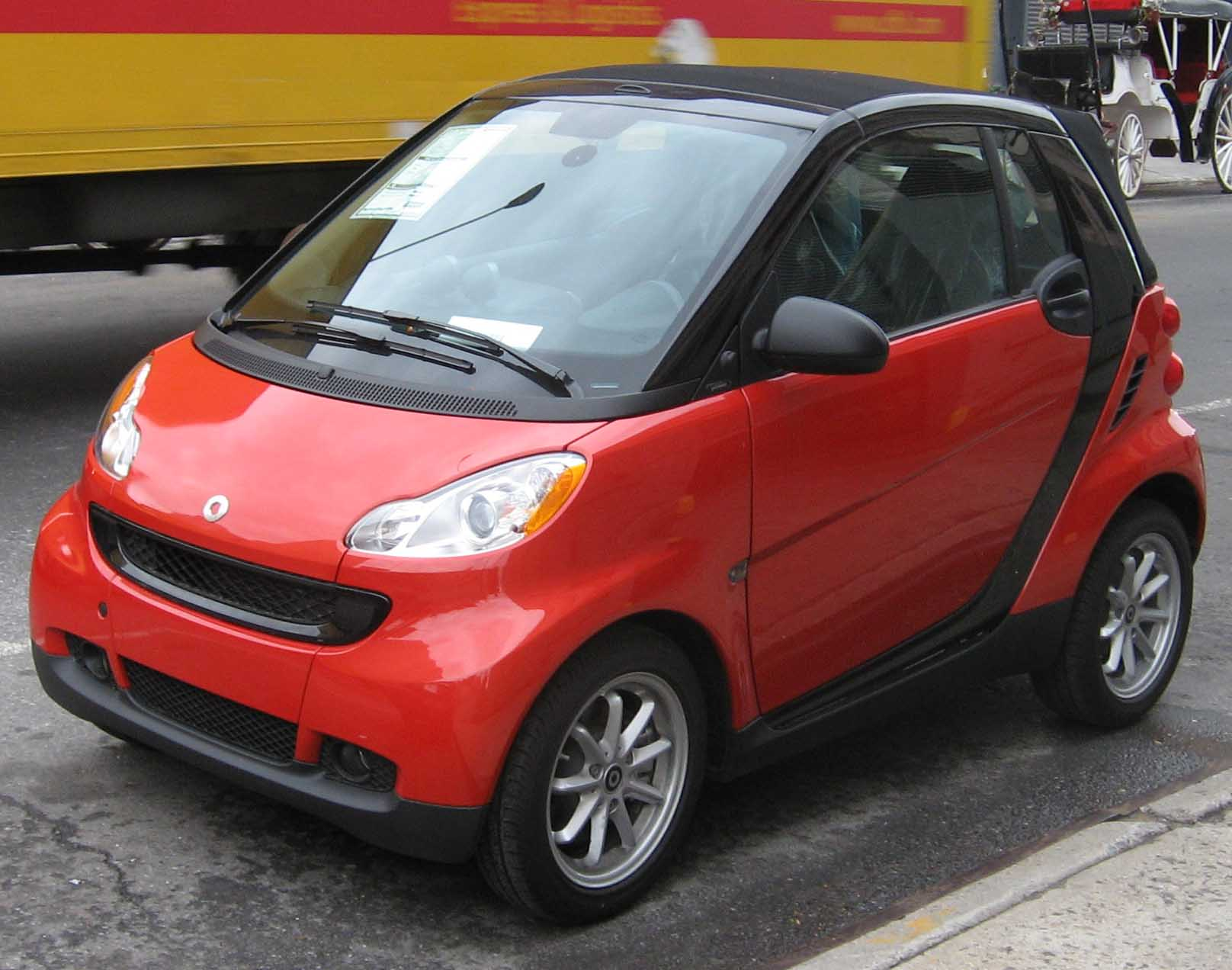
Smart ForTwo, voiture fabriquée à Hambach en Moselle

La Lorraine a été une région fortement marquée par l'activité industrielle. Avec le déclin de l'activité minière, une réorientation est en cours et on assiste à l'implantation de sociétés dans des domaines des nouvelles technologies (énergie, électronique…). La région profite des échanges frontaliers avec le Luxembourg, la Belgique et l'Allemagne.
Avec 44 milliards d'euros, l'économie de la Lorraine produit 3,4 % du PIB français, ce qui situe la région Lorraine à la 8e place des 26 anciennes régions françaises (avant la réforme territoriale).

## Administration
En 2015, la région Lorraine comprenait 4 départements, 19 arrondissements, 157 cantons et 2 337 communes.

### Départements
| Département        | Code Insee & postal | Préfecture | Superficie | Population (2023) | Densité |
| ------------------ | ------------------- | ---------- | ---------- | ----------------- | ------- |
| Meurthe-et-Moselle | 54                  | Nancy      | 5 246      | 732 590           | 140     |
| Meuse              | 55                  | Bar-le-Duc | 6 211      | 183 001           | 29      |
| Moselle            | 57                  | Metz       | 6 216      | 1 049 155         | 168     |
| Vosges             | 88                  | Épinal     | 5 874      | 362 397           | 61      |

### Région
Le siège du Conseil régional ainsi que du Conseil économique social et environnemental de Lorraine se trouvaient à Metz. Dans l'histoire, Metz et Nancy ont tour à tour assumé des rôles prédominants en Lorraine, rôles parfois complémentaires ou parfois antagonistes. Il en a résulté une répartition des sièges des directions régionales de l'État entre les deux villes ainsi qu'une certaine rivalité, aujourd'hui avec le développement harmonieux du « Sillon lorrain » (dit aussi « sillon mosellan » les deux villes se développant dans le bassin versant de cette rivière).
Par ailleurs, la chambre régionale des comptes de Champagne-Ardenne et de Lorraine était située à Épinal. Avec la création de la nouvelle entité administrative Grand Est, le siège de cette institution responsable du nouveau territoire a été transféré à Metz, au grand dam des élus vosgiens.
Le poids de l'histoire se fait également sentir, la Moselle actuelle (obtenue en démembrant les anciens départements de la Moselle et de la Meurthe), ayant été annexée entre 1871 et 1918 et de nouveau de 1940 à 1944 voire 1945 pour certains villages, la Meurthe absorbant alors la quasi-totalité du Pays-Haut (partie de l'ancienne Moselle non annexée) pour devenir la Meurthe-et-Moselle. De nombreux Mosellans ont eu ainsi le choix à l'époque de résister en restant en Moselle et devenir allemands (pour maintenir une présence française dans ce département annexé) ou bien de partir dans un autre département français pour marquer leur opposition à l'annexion et rester français. Il en subsiste des particularités, comme le droit local, dans le régime des cultes ou le fonctionnement de la Sécurité sociale et des associations.
Dans le domaine de l'éducation, la Moselle fait partie de l'académie de Strasbourg entre 1919 et 1971, puis est intégrée à l'académie de Nancy-Metz en 1972. Il en est de même pour les universités, réunies en Pôle universitaire européen.
Au premier janvier 2012, l’Institut national polytechnique de Lorraine, les universités de Metz, Nancy-I et Nancy-II fusionnent pour créer l’université de Lorraine.
Dans le cadre de la loi de réforme territoriale promulguée le 16 janvier 2015, la Lorraine a fusionné le 1er janvier 2016 avec les régions Alsace et Champagne-Ardenne pour former une nouvelle collectivité territoriale qui sera ultérieurement dénommée « région Grand Est ».

### Au niveau européen
La région Lorraine est également membre de la coopération inter-régionale transfrontalière « Saar-Lor-Lux » qui regroupe outre la Lorraine, le Luxembourg, le Land allemand de la Sarre auxquels sont associés au sein de la Grande Région, la Rhénanie-Palatinat et la Région wallonne en Belgique.
Le département de la Moselle fait partiellement partie de l'Eurodistrict SaarMoselle (GECT).
La Lorraine gaumaise est née dans le cadre d'un projet interreg IV-A Grande Région en 2012. Elle rappelle qu'historiquement la Lorraine s'étendait au-delà des frontières nationales actuelles.

## Transports
Les axes de transport de Lorraine se sont structurés sur une direction nord-sud, suivant le cours de la Moselle. Elle est traversée par la route de l'ambre vers l'Ouest méditerranéen, puis la voie romaine Lyon-Cologne. S'y ajoutaient des perpendiculaires, permettant de relier Seine et Rhin comme les voies romaines Reims-Toul ou Verdun-Metz.
Encore aujourd'hui, l'axe majeur de transport en Lorraine reste le sillon mosellan, appelé également « sillon lorrain » (Épinal, Nancy, Metz, Thionville) qui traverse la région en provenance du massif Vosgien au sud et s'ouvre au nord sur le Luxembourg, la Belgique et l'Allemagne. Sur la majeure partie de cet axe se côtoient l'autoroute A31 (Dijon-Luxembourg), les canaux à grand gabarit et les voies ferrées.
Il est complété par la Magistrale européenne Paris-Budapest, emprunté par la LGV Est, l'autoroute A4 et la RN4.

### Réseau routier et autoroutier
L'autoroute A31 traverse la région du nord au sud. Elle pose aujourd'hui des problèmes de saturation et il a été envisagé de la délester en construisant l'autoroute A32 ; ce projet a été abandonné au profit d'aménagements de l'A31 en juillet 2010. Des élus lorrains voient d'un mauvais œil la possibilité laissée à l'Alsace de taxer les poids-lourds : cette mesure risque de déporter une partie du trafic vers l'autoroute lorraine.
Les axes transversaux principaux sont l'autoroute A4 reliant Paris à Strasbourg en passant par Metz et la route nationale 4 qui relie Paris à Strasbourg via Nancy. L'autoroute A4 permet une liaison avec Sarrebruck en Allemagne (par l'A320) et avec Strasbourg. La RN4 est l'axe le plus court entre Paris et Strasbourg ; elle n'est cependant pas à deux fois deux voies sur toute sa longueur et permet donc une liaison Paris-Strasbourg moins rapide que via Metz par l'autoroute A4.
Les liaisons avec l'Alsace sont moins aisées dans le sud de la région, malgré le col de Bussang et la réouverture du tunnel Maurice-Lemaire qui améliorera le trafic.
Les liaisons avec la Franche-Comté et le Territoire de Belfort sont relativement bonnes via les Routes Nationales 57 (actuellement - 2012 - en travaux pour un passage en 2x2, et dont la mise en service est prévue à l'été 2013) et 66.
Le Laboratoire lorrain en informatique et ses applications (LORIA) travaille en collaboration avec Padam Mobility pour offrir une solution d'intelligence artificielle aux services de transport à la demande : les trajets font alors l'objet d'une optimisation par le logiciel d'itinéraire. Cet algorithme est utilisé par exemple par Flex'Hop de la Compagnie des transports strasbourgeois.

### Transport ferroviaire

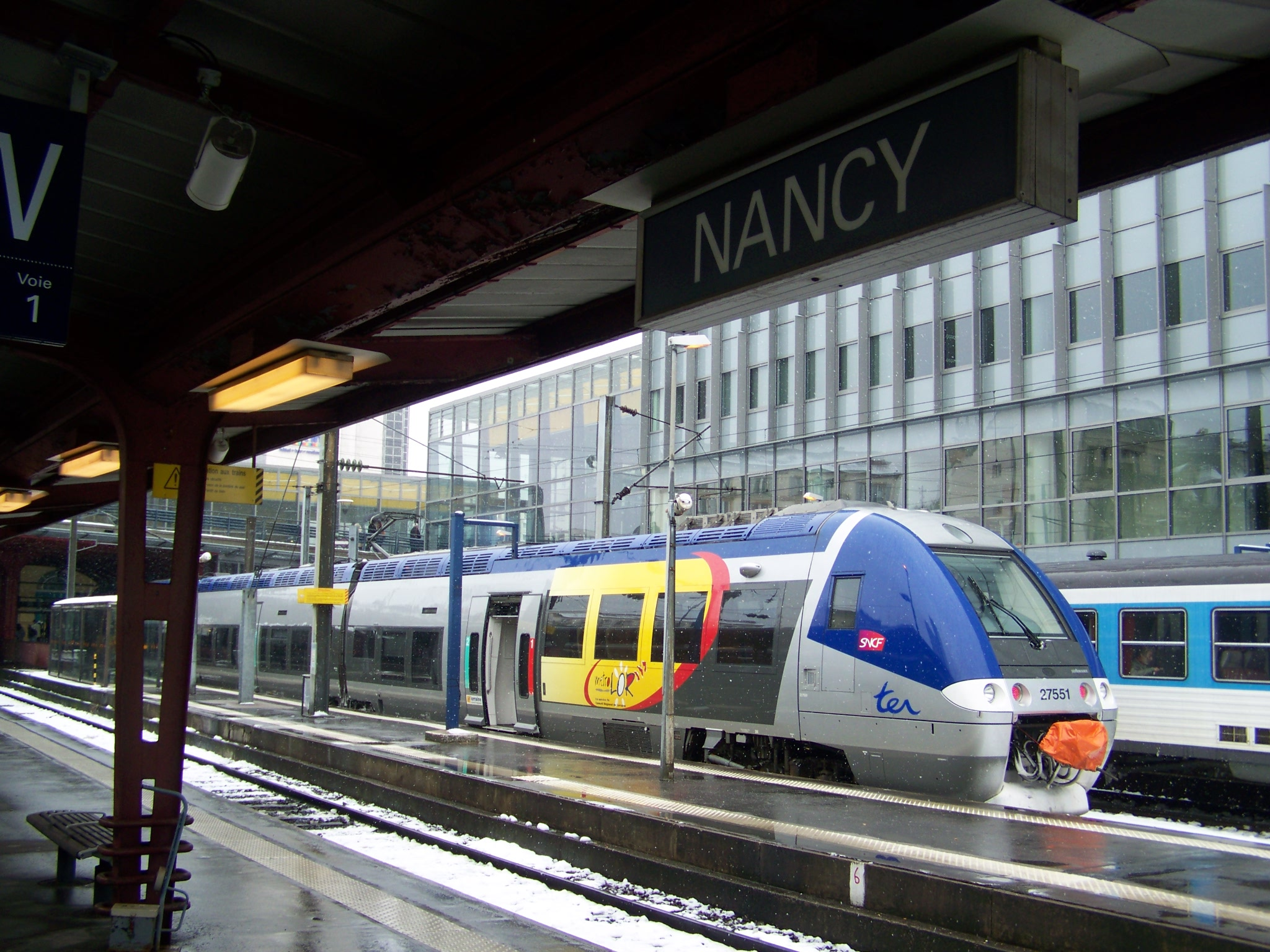
TER Lorraine (Métrolor) en gare de Nancy-Ville

Le premier train de l'histoire de la Lorraine relia Metz à Nancy le 10 juillet 1850 en 2h15. Cette première ligne fut prolongée en 1852 vers la Prusse. En Alsace et en Moselle, les trains circulent à droite sur les lignes à double voie, héritage de la période du Reichsland, alors qu'ils circulent à gauche dans le reste de la région comme sur l'ensemble du réseau ferré national.
La Lorraine est traversée, d'ouest en est, par la LGV Est européenne. Cette ligne à grande vitesse, ouverte en deux phases en juin 2007 et juillet 2016, a été en partie financée par l'ancienne région Lorraine. Elle relie Paris à Strasbourg en desservant Metz et Nancy ainsi que deux nouvelles gares TGV : gare de Meuse TGV et la gare de Lorraine TGV.
La région dispose aussi de bonnes liaisons par le train via le réseau TER Lorraine dont l'appellation commerciale est Métrolor.
Pour le trafic voyageurs, ce sont les liaisons vers le sud qui sont les plus difficiles. La relation Nancy - Lyon va être rouverte en 2024. La ligne Luxembourg - Dijon présente un tracé peu favorable et est fortement utilisée par les convois de fret.
Par ailleurs la quasi absence de liaisons ferroviaires vers la Franche-Comté est à déplorer. Dans le cadre de la mise en service du TGV Rhin-Rhône, il est donc envisagé de poursuivre l'électrification de la ligne Blainville-Damelevières - Lure au-delà d'Épinal pour améliorer les liaisons ferroviaires vers Belfort.
Les autres projets sont l'amélioration de la ligne Lérouville - Sarrebruck utilisée par les TGV reliant Paris à Francfort, ainsi que le probable déplacement de la gare de Lorraine TGV à Vandières.
Un service express régional métropolitain (SERM) pourrait voir le jour dans le sillon lorrain en 2028, et intéresserait également Luxembourg-Ville.
La Lorraine est également traversée par plusieurs grands axes de fret. La plus importante gare de triage de France est située à Woippy, au nord de Metz. Le trafic fret concernait 44 % des circulations en 2002, contre 29 % pour le TER, 20 % pour les acheminement de matériel et 7 % pour les grandes lignes. Au milieu des années 2000, la Lorraine représentait ainsi a elle seule 22 % du chiffre d'affaires fret de la SNCF.
La réhabilitation de la ligne de Nançois - Tronville à Neufchâteau est une condition sine qua non de la réalisation du projet de stockage des déchets radioactifs en couche géologique profonde Cigéo. Aussi la Commission nationale du débat public (CNDP), dans une décision du 13 janvier 2021, nomme-t-elle Jean-Daniel Vazelle et Luc Martin garants de la concertation préalable sur le « projet de réhabilitation de la ligne ferroviaire Nançois-Tronville-Gondrecourt le Château visant à faciliter la réalisation des travaux du projet Cigéo et desservir à terme le site ».

### Transport fluvial

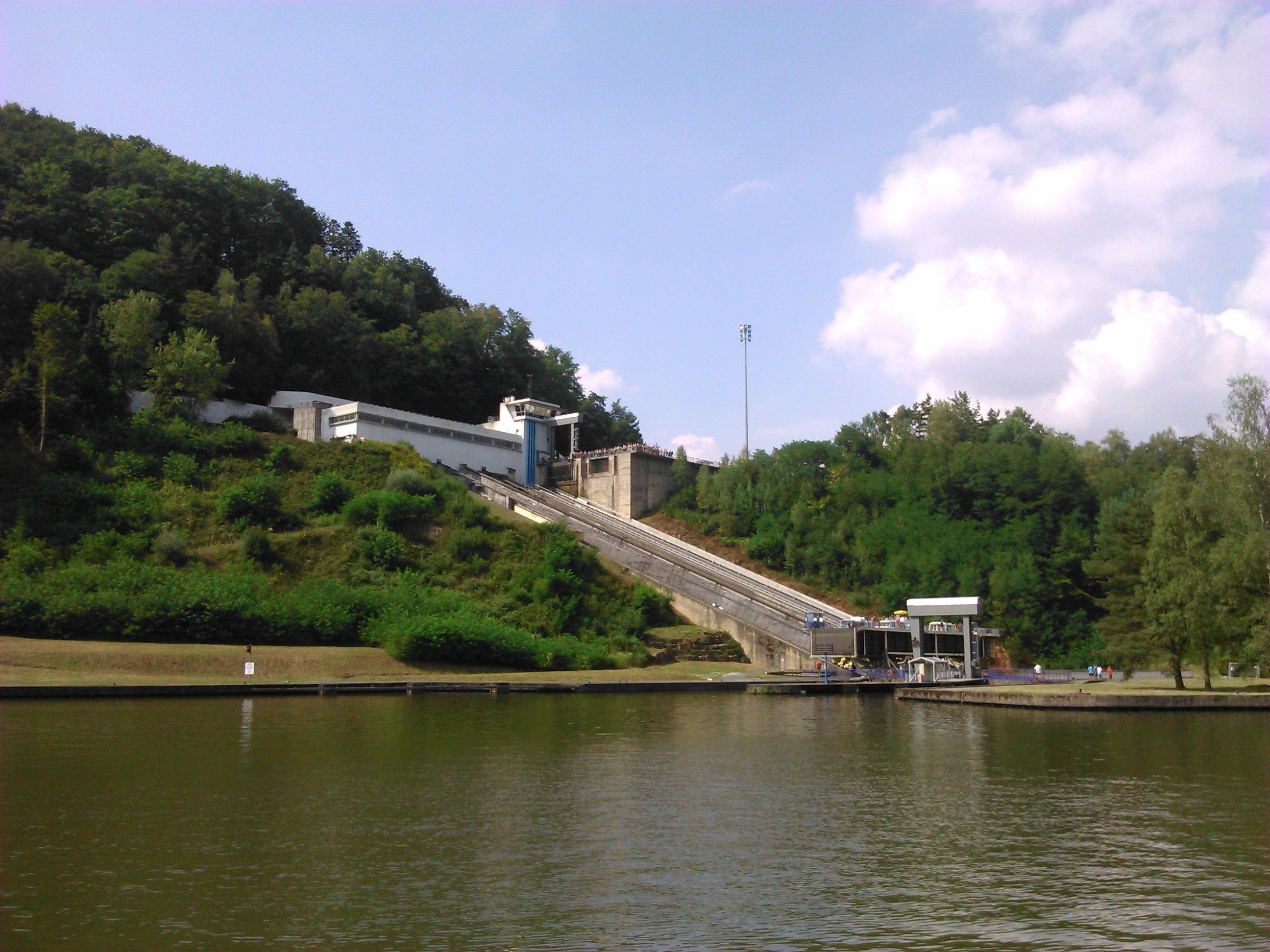
Plan incliné de Saint-Louis-Arzviller.

Le transport fluvial est aussi très présent à la fois par la Moselle canalisée et avec un réseau relativement dense de canaux. La Lorraine est en effet traversée par de nombreux canaux : le canal des Salines de l'Est (inachevé), le canal de la Marne au Rhin, créé en 1853, relie d'importantes villes de Lorraine comme Bar-le-Duc, Toul et Nancy, et permet de rallier la région parisienne à une extrémité et l'Alsace et le Rhin par l'autre. Le canal de l'Est comprend deux branches : l'une appelée branche Nord permet de rallier le Benelux et les ports de la mer du Nord, tandis que la branche Sud permet la communication avec la Saône et le Rhône. Enfin, par le canal des houillères de la Sarre qui draine l'est mosellan, on peut réaliser la jonction avec Sarrebruck. Tous ces canaux sont, contrairement à la Moselle canalisée, au gabarit Freycinet (péniche de 38,5 m chargeant au maximum 250 tonnes à 1,80 m d'enfoncement).
25 % des échanges internationaux de la Lorraine passent par voie d’eau. La Moselle canalisée accueille déjà un trafic très important : 10 millions de tonnes par an de marchandises sont chargées et déchargées sur ses ports soit plus de 95 % du trafic fluvial en Lorraine. L’augmentation de la hauteur libre entre Metz et la frontière franco-luxembourgeoise par le rehaussement des ponts a été réalisée par le Conseil régional afin de garantir le passage de bateaux chargés de trois couches de conteneurs.
Au total, la région compte 700 km de voies navigables et quatre grands ports fluviaux commerciaux : le nouveau port de Metz (premier port céréalier de France et le sixième port fluvial français), le port de Nancy-Frouard, le port de Metz-Mazerolle et le port d'Illange (à proximité de Thionville). La région présente également de nombreux ports de plaisance.
Un canal à grand gabarit entre la Moselle et la Saône est en projet. D'une longueur d'environ 250 km, il irait de Neuves-Maisons jusqu'à Saint-Jean-de-Losne en Bourgogne.

### Transport aérien

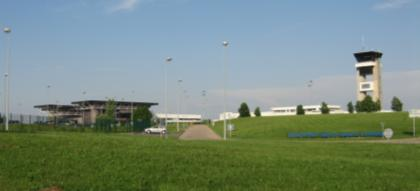
Tour de contrôle de l'aéroport Metz-Nancy-Lorraine.

L'aéroport de Metz-Nancy-Lorraine est ouvert depuis 1991. Situé en Moselle, à 25 km au sud de Metz et 35 km au nord de Nancy, il n'a pas eu le succès escompté.
Des vols réguliers directs desservent Lyon, Nice, Marseille, Toulouse, Ajaccio et Bastia, ainsi qu'Alger et Constantine. En période estivale seuls des vols internationaux desservent l'Italie, le Maghreb, l'Égypte, la Grèce.
Avant l’ouverture de Metz-Nancy-Lorraine les liaisons civiles étaient assurées par les aéroports de Nancy-Essey et de Metz-Frescaty.
Les premières études datent de 1974, quand la région choisit le site de Louvigny dans le cadre de la préparation du 7e Plan. Ce projet est accepté par l’État l’année suivante, avec, chose inédite, un financement exclusivement local et une mise en service programmée pour 1983-1985. Des implémentations alternative comme Phalsbourg ou Toul-Rosières sont proposées, puis finalement le projet sombre dans l’oubli.
La construction débuta le 9 septembre 1989 et s’acheva officieusement durant l’été de 1991 par l’envol de plus de 800 montgolfières à partir de la nouvelle plate-forme aéroportuaire. L’inauguration a eu lieu le 30 septembre 1991 à 11 heures. Le premier avion d’une ligne régulière décolla le 28 octobre 1991 à 6 h 30 à destination de Marseille. L’aéroport aura coûté 378 millions en francs actualisés (valeur 1992); financé à 35 % par l’État, 35 % par la Région, 18 % par l’Europe, à 7 % par le département de Meurthe-et-Moselle, 3 % la ville de Metz et 3 % par la ville de Nancy. Le département de la Moselle n’a pas souhaité contribuer au financement. L'aéroport est géré directement par la région administrative Grand Est.
| Année | Passagers |
| ----- | --------- |
| 2010  | 254 204   |
| 2011  | 279 030   |
| 2012  | 277 780   |
| 2013  | 238 000   |
| 2014  | 245 000   |

## Tourisme

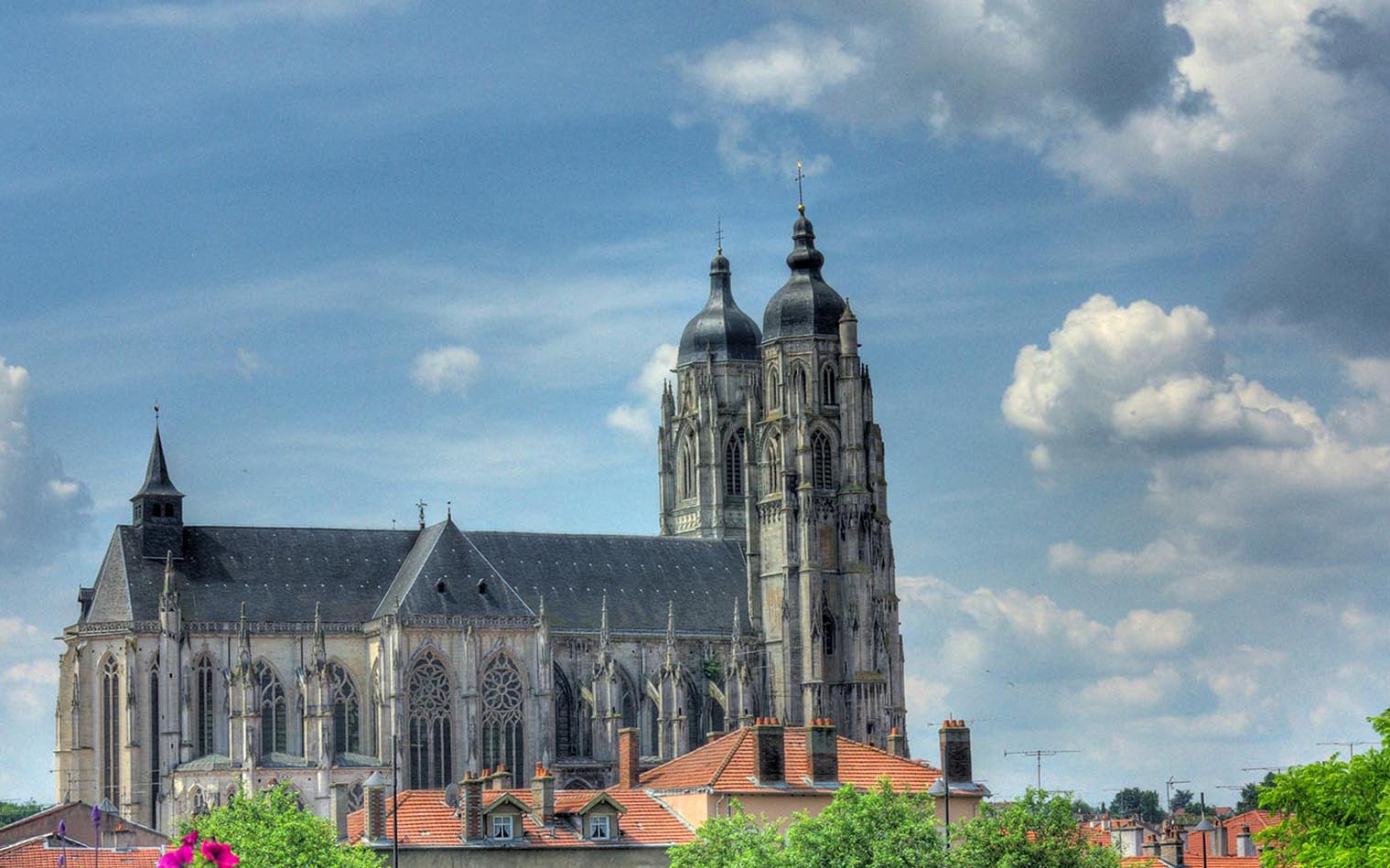
La basilique de Saint-Nicolas-de-Port.

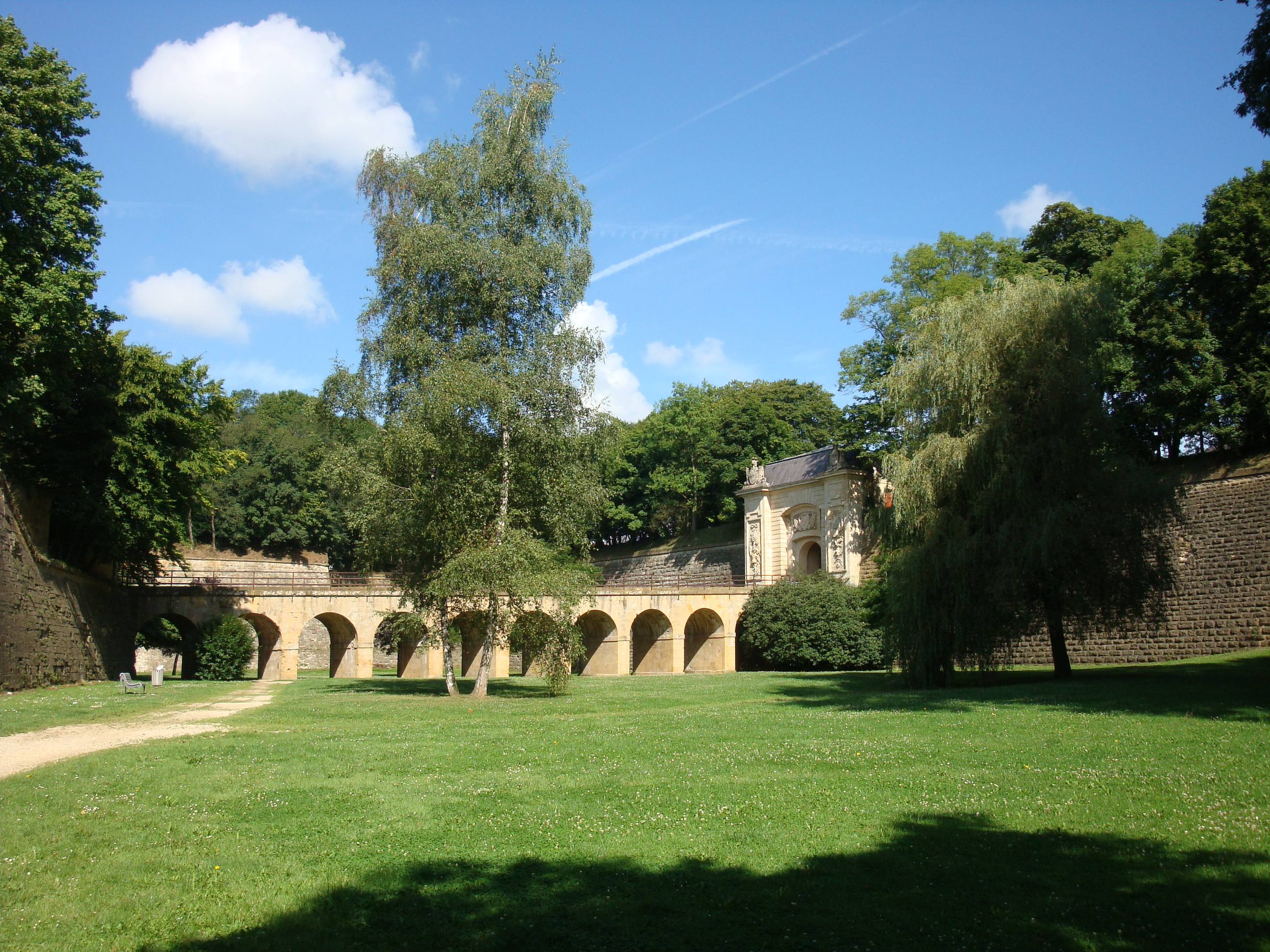
Les remparts à Longwy, inscrits au patrimoine mondial de l'UNESCO au titre du Réseau des sites majeurs de Vauban.

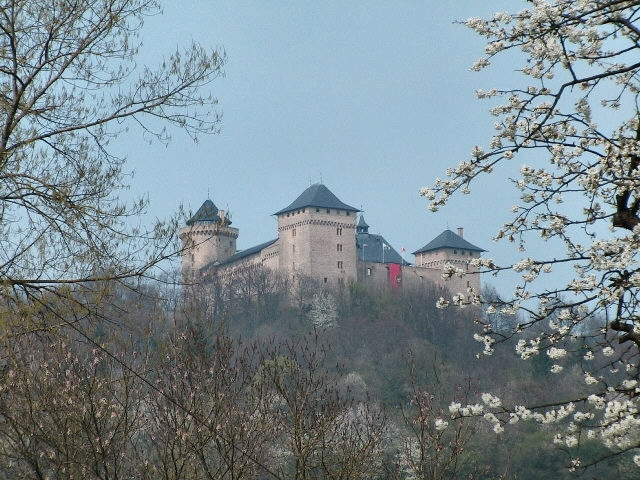
Le château de Malbrouck.

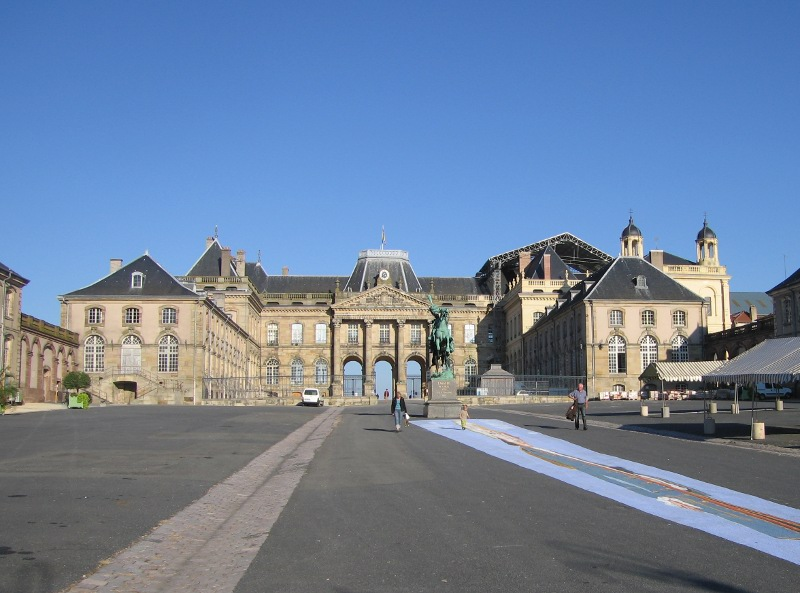
Le château de Lunéville.

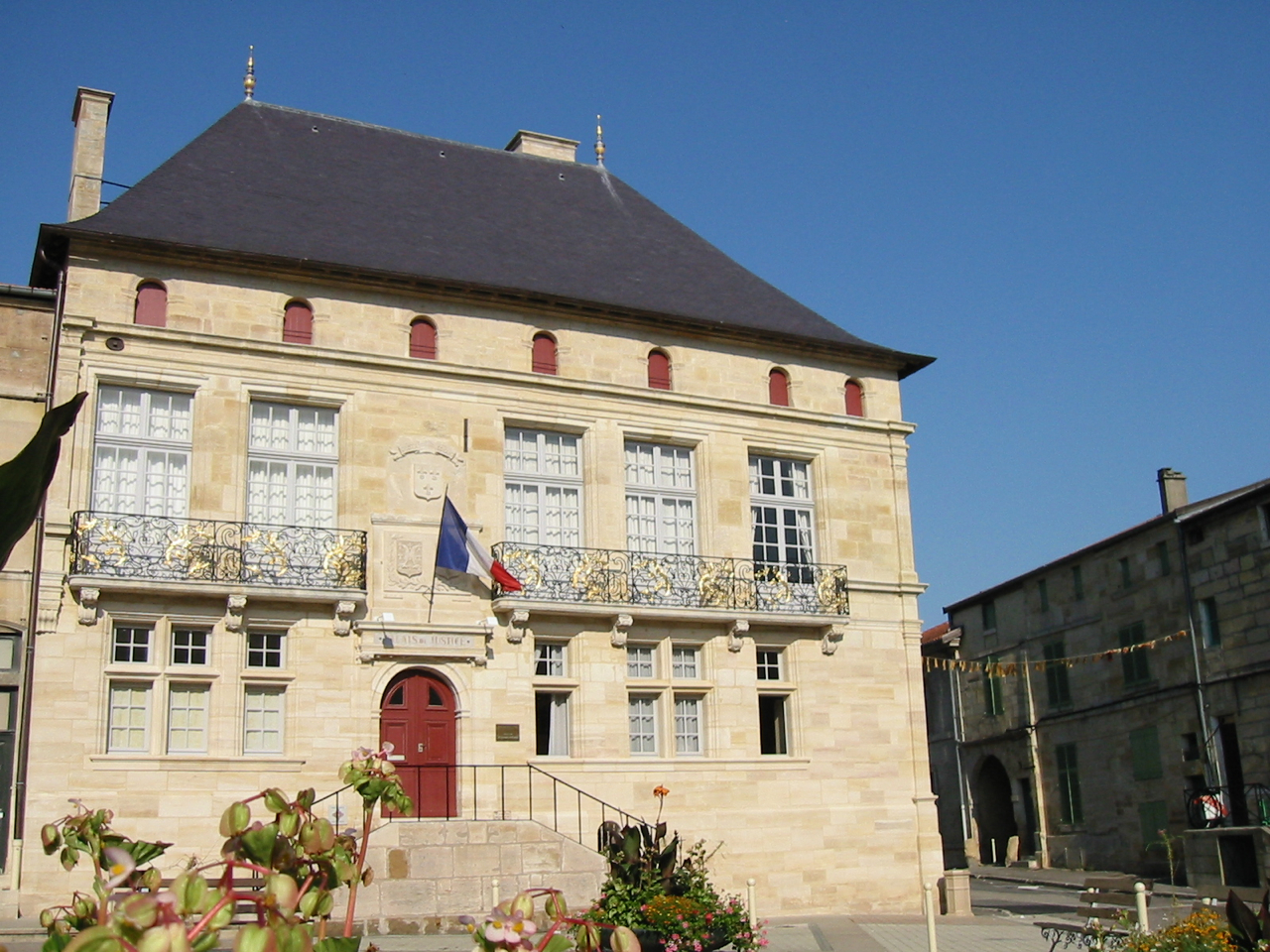
Hôtel de Florainville à Bar-le-Duc.

Le tourisme en Lorraine est une activité déjà très ancienne et qui connait actuellement[Quand ?] un regain. Axés autrefois principalement sur le thermalisme (Plombières, Contrexéville), les pèlerinages (basilique de Saint-Nicolas-de-Port, basilique du Bois-Chenu de Domrémy, Basilique Saint-Pierre-Fourier de Mattaincourt, Basilique Notre-Dame de Sion et basilique Notre-Dame-de-Bon-Secours de Saint-Avold…) et le tourisme militaire (Verdun, la ligne Maginot), la région tente de diversifier ses atouts. La Lorraine n'est que la 15e région française en termes de part de marché sur l’ensemble des séjours touristiques. Cependant la région a su mettre en valeur un patrimoine riche, mais aussi divers et varié. Les principaux centres touristiques sont les parcs naturels, les musées, les sites militaires, les monuments (châteaux et sites historiques), la gastronomie et les métiers d'art. S'y rajoute le tourisme industriel, secteur en plein développement.
La région, grâce au massif des Vosges dont une partie est classée réserve mondiale de biosphère par l'UNESCO, bénéficie aussi de visites touristiques sportives hivernales, l'été étant plutôt consacré à la visite des espaces naturels et historiques, des édifices religieux des principales villes et du développement de l'artisanat notamment en Meurthe-et-Moselle et en Moselle. Le pays du Verre et du Cristal regroupe plusieurs communes qui ont accueilli l'art verrier. On peut noter les villages de Meisenthal (qui abrite aujourd'hui encore le Musée du verre et du cristal ainsi que la Halle Verrière de Meisenthal réhabilitée en un lieu de création et de diffusion culturelle), Goetzenbruck (où l'art des vitraux et l'industrie du verre à lunette sont encore présents), Lemberg ou encore Saint-Louis-lès-Bitche et Baccarat (où les célèbres cristaux sont toujours fabriqués). La lutherie d'art reste quant à elle liée à la région de Mirecourt dans le département des Vosges.
D'autres manufactures prestigieuses continuent d'exercer. Ces manufactures séculaires travaillent pour le monde du luxe et fabriquent pour Pierre Frey textile, Kenzo, Sir Elton John, Tiffany & Co de New York, The American Friends of Versailles… et produisent des collections propres que l'on retrouve aux quatre coins du monde. Toutes ces entreprises sont accessibles aux visiteurs sur rendez-vous, et le siège de l'une d'entre elles, la faïencerie de Niderviller fondée en 1735 en Moselle est classée à l'inventaire supplémentaire des monuments historiques. Vous pouvez aussi découvrir la cristallerie de Portieux fondée en 1705 dans les Vosges, la cristallerie de Vallérysthal fondée en 1707 en Moselle et les manufactures Royales de Faïence de Lunéville & Saint-Clément fondées en 1730 & 1758 en Meurthe-et-Moselle.
Depuis le début de la fermeture des mines de Lorraine, le tourisme industriel est en plein développement. Le musée de la mine à Neufchef présente les différentes installations du début jusqu'à la fermeture des mines de fer de Lorraine.
Il en va de même pour le parc du haut fourneau U4 à Uckange. Symbole fort du patrimoine industriel de la vallée de la Fensch sauvegardé grâce à son inscription à l’inventaire des monuments historiques, le U4 est le dernier des six hauts-fourneaux de l’usine d’Uckange ; il est aujourd’hui l’un des rares vestiges de la sidérurgie du XXe siècle conservé en France.
Dans l'ancien Bassin Houiller à Petite-Rosselle, le Musée du carreau Wendel est le seul site minier français invitant à partir à la découverte des différentes techniques d'exploitation du charbon, utilisées jusqu'à la fermeture de la dernière mine française en 2004.
Nancy jouit de nombreux atouts culturels qui en font une ville d'art et d'histoire remarquable. Le classement sur la liste du patrimoine mondial l'UNESCO de l'ensemble architectural du XVIIIe siècle de la Place Stanislas, place d'Alliance et place de la Carrière en font une destination de premier choix. Nancy connait également un fleurissement des arts à la Renaissance (palais des ducs de Lorraine, hôtels particuliers de la Ville Vieille, George De La Tour…). Nancy fut également la capitale française de l'Art Nouveau au début du XXe siècle avec la création de l'École de Nancy (Gallé, Daum, Majorelle…) et la construction de plus de 50 immeubles et maisons art nouveau désormais classés.
À Metz, le Centre Pompidou-Metz, musée d'art moderne, est devenu une attraction nationale et même internationale depuis sa construction (exposition Sol Lewitt inaugurée en mars 2012). Son célèbre Marché-aux-Puces est le second de France. Depuis 2007, la ville de Metz a engagé une démarche visant l'inscription au Patrimoine mondial par l'UNESCO de son quartier impérial. La ville s'enorgueillit aussi de sa célèbre cathédrale Saint-Étienne de Metz non seulement la cathédrale de France ayant la plus grande surface vitrée (près de 6 500 m2) mais également celle qui présente les plus grandes verrières gothiques d’Europe.
Amnéville-les-Thermes a développé un centre touristique et de loisirs dans le bois de Coulange, doté d'une cité thermale et d'un casino. De nombreux équipements permettent des divertissements variés, notamment avec un zoo et une piste de ski indoor, le « snow hall d'Amnéville », un aquarium, un musée de la moto et du vélo, ainsi qu'une piscine-patinoire.
Verdun, haut lieu historique et capitale mondiale de la Paix depuis 1966, ainsi que ses champs de bataille, proposent aux touristes des parcours diversifiés. Depuis 1994, son ancien palais épiscopal abrite le Centre mondial de la paix. La reconnaissance de ce patrimoine militaire à Verdun, mais aussi à Toul, Metz et Épinal, devrait générer des opportunités nouvelles pour le développement touristique.
Labellisée « Ville d'art et d'histoire », Bar-le-Duc est située au cœur de la Lorraine Champenoise. Sa ville haute constitue un des ensembles urbains de style et d'époque Renaissance les plus remarquables de France.
La Lorraine gaumaise est un espace culturel et touristique transfrontalier formé par le pays de Montmédy (Meuse) et la partie méridionale de la Gaume (territoires de Florenville et de Virton). Au niveau architectural, les sites majeurs de la Lorraine gaumaise sont la Citadelle de Montmédy, la Basilique d'Avioth, la Cité renaissance de Marville, le château de Louppy-sur-Loison, l'abbaye d'Orval, le château d’Herbeumont et le château de Montquintin. Sa situation géographique, entre le massif ardennais et les côtes lorraines, explique la diversité de ses paysages.

## Population et société

### Démographie
Entre 2006 et 2012, la population lorraine a augmenté en moyenne de 0,1 % par an.
La population légale de la Lorraine est de 2 349 816 habitants au 1er janvier 2012. Depuis 1999, la population de la région augmente, après trente ans de stabilité. À la fin des années 1980, l’excédent naturel a pris le dessus sur le déficit migratoire. La croissance démographique se concentre dans le sillon lorrain, et plus particulièrement dans les territoires périurbains. À l’inverse, le sud de la région souffre d’une baisse importante de sa population sauf la communauté de communes de Dompaire.

#### Villes et métropoles lorraines
Les deux principales aires urbaines de Lorraine sont celle de Nancy, première aire urbaine régionale regroupant 434 900 habitants en 2010, et celle de Metz, qui comptait 389 851 habitants la même année. Ces deux agglomérations sont suivies par celle de Thionville avec 130 000 habitants. Si la conurbation de celle de Forbach ne compte que 100 000 habitants en Moselle, elle se prolonge dans la Sarre pour former Sarrebruck-Forbach qui totalise plus de 700 000 habitants. Épinal est la principale ville des Vosges avec 90 000 habitants et Verdun celle de la Meuse avec 20 000 habitants.
Malgré les conséquences de l'histoire récente sur le découpage départemental et les enjeux de pouvoir entre Metz et Nancy, les outils de la statistique comme de la sémantique peinent à résoudre les contradictions de définition et de hiérarchisation des aires géographiques à travers les modèles territoriaux existants de « métropole », « agglomération », « zone d'emploi » sur lesquels toute politique nationale ou européenne puisse opérer. Dans les années 1970, l'OREAM-Lorraine a tenté de promouvoir la réalisation d'une métropole lorraine bipolaire continue (Metz-Nancy), restée à l'état d'utopie tant le développement urbain en Lorraine (pôles anciens, importantes conurbations des bassins industriels, dynamiques transfrontalières, etc.) est un phénomène complexe et multipolaire.

##### Metz
Au confluent de la Moselle et de la Seille, préfecture du département de la Moselle et anciennement de la région Lorraine, Metz, la Divodorum gallo-romaine, au passé trois fois millénaire, possède un riche patrimoine urbain allant des époques antique (musées de la Cour d'Or), médiévale (place Saint-Louis), Renaissance (maison des Têtes) et classique (place d'Armes, Opéra-théâtre) à l'époque actuelle (église sainte Thérèse, centre Pompidou-Metz).
La cathédrale Saint-Étienne est la troisième de France en hauteur de nef (après Amiens et Beauvais), et possède la plus grande surface de vitraux de France (près de 6 500 m2 de vitraux). L'une de ses tours appelée « tour de la Mutte » abrite une imposante cloche d'origine médiévale pesant onze tonnes et mesurant 2,32 m de diamètre. La cathédrale Saint-Étienne fait l’objet d’un classement au titre des monuments historiques depuis le 16 février 1930.
Le quartier impérial, édifié au cours de l'annexion de l'Alsace-Lorraine, a été proposé pour classement au Patrimoine mondial de l'humanité de l'UNESCO.
Metz est surnommée « ville jardin » du fait de la présence continue de l’eau et de jardins intégrés à la ville.
Le Centre Pompidou-Metz ouvert en 2010 est une annexe décentralisée du centre national d'art et de culture Georges-Pompidou de Paris. C'est un musée consacré à l’art moderne et contemporain, qui a pour projet culturel la présentation d’expositions temporaires et la programmation de spectacles vivants, de séances de cinéma et de conférences dans deux salles spéciales, le Studio et l’Auditorium Wendel. Des ateliers permanents sont destinés à l’initiation artistique des enfants et des adolescents et complétés par des temps forts destinés à valoriser la créativité des jeunes publics.
La ville de Metz abrite un pôle universitaire créé en 1970 et qui aujourd'hui fait partie du grand établissement Université de Lorraine. Elle porte depuis 2005 le nom de Paul Verlaine, poète né à Metz en 1844. Elle accueille, en 2010, plus de 14 460 étudiants et 1 300 stagiaires en formation continue.

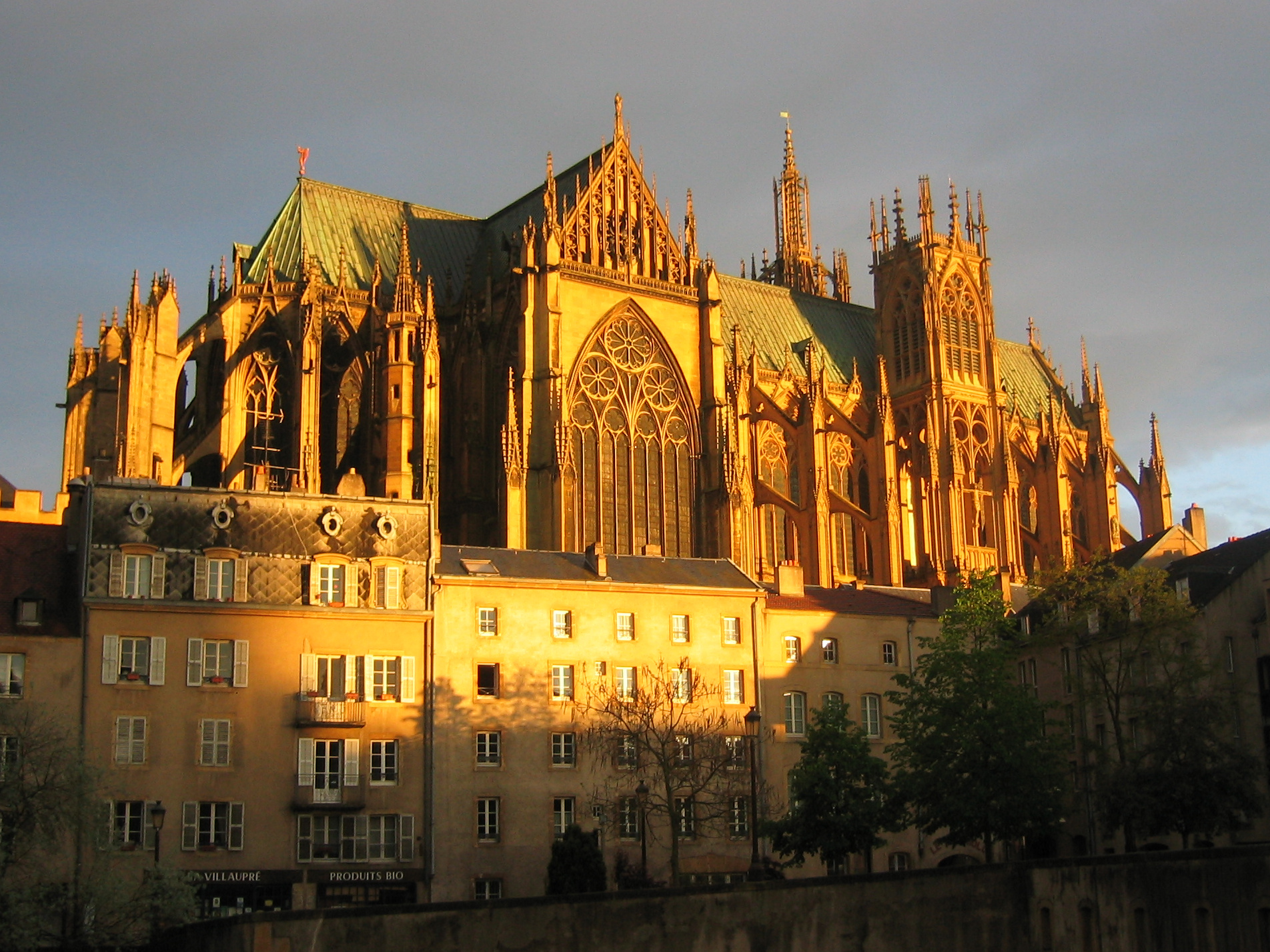
La cathédrale Saint-Étienne.
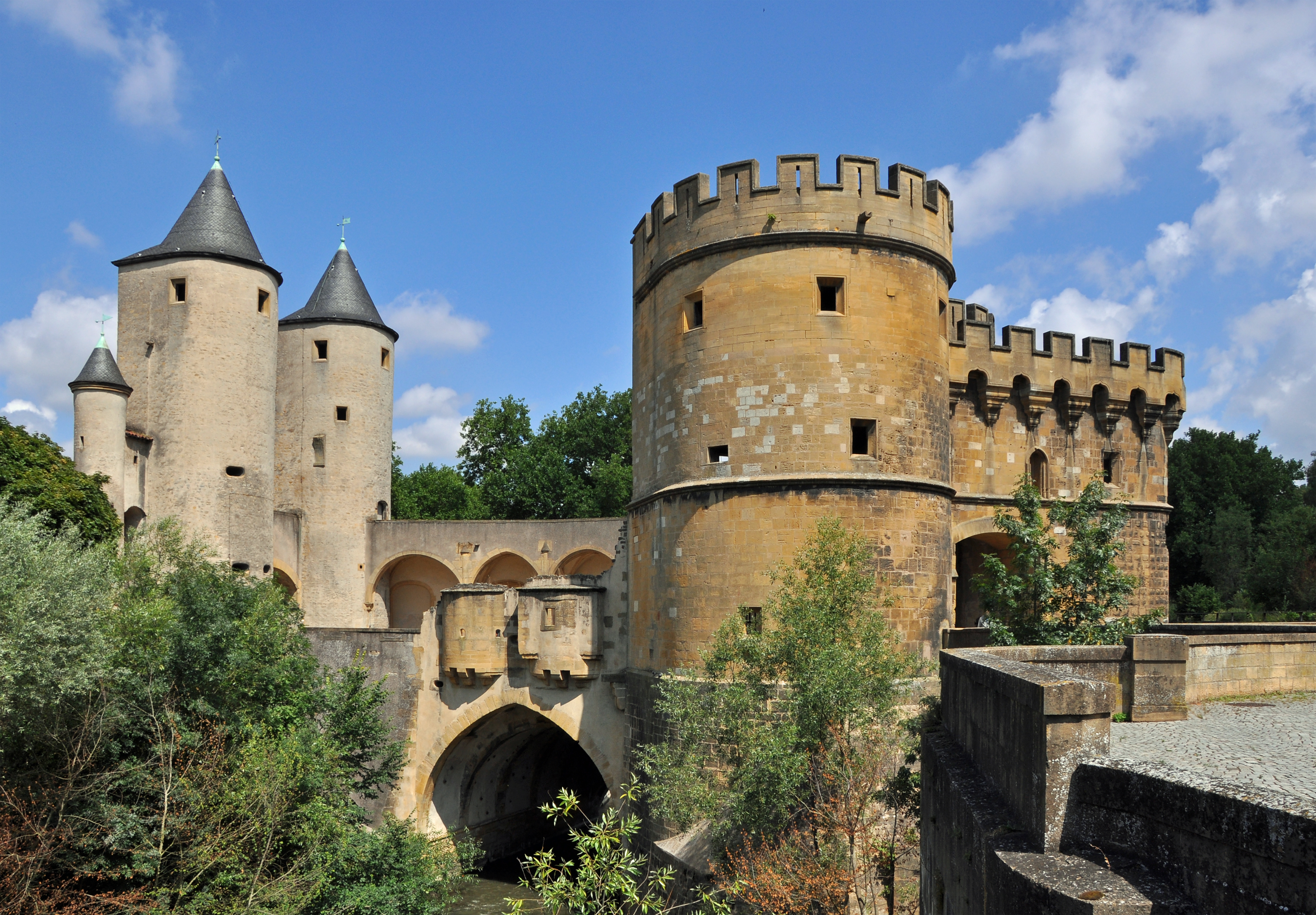
La Porte des Allemands.
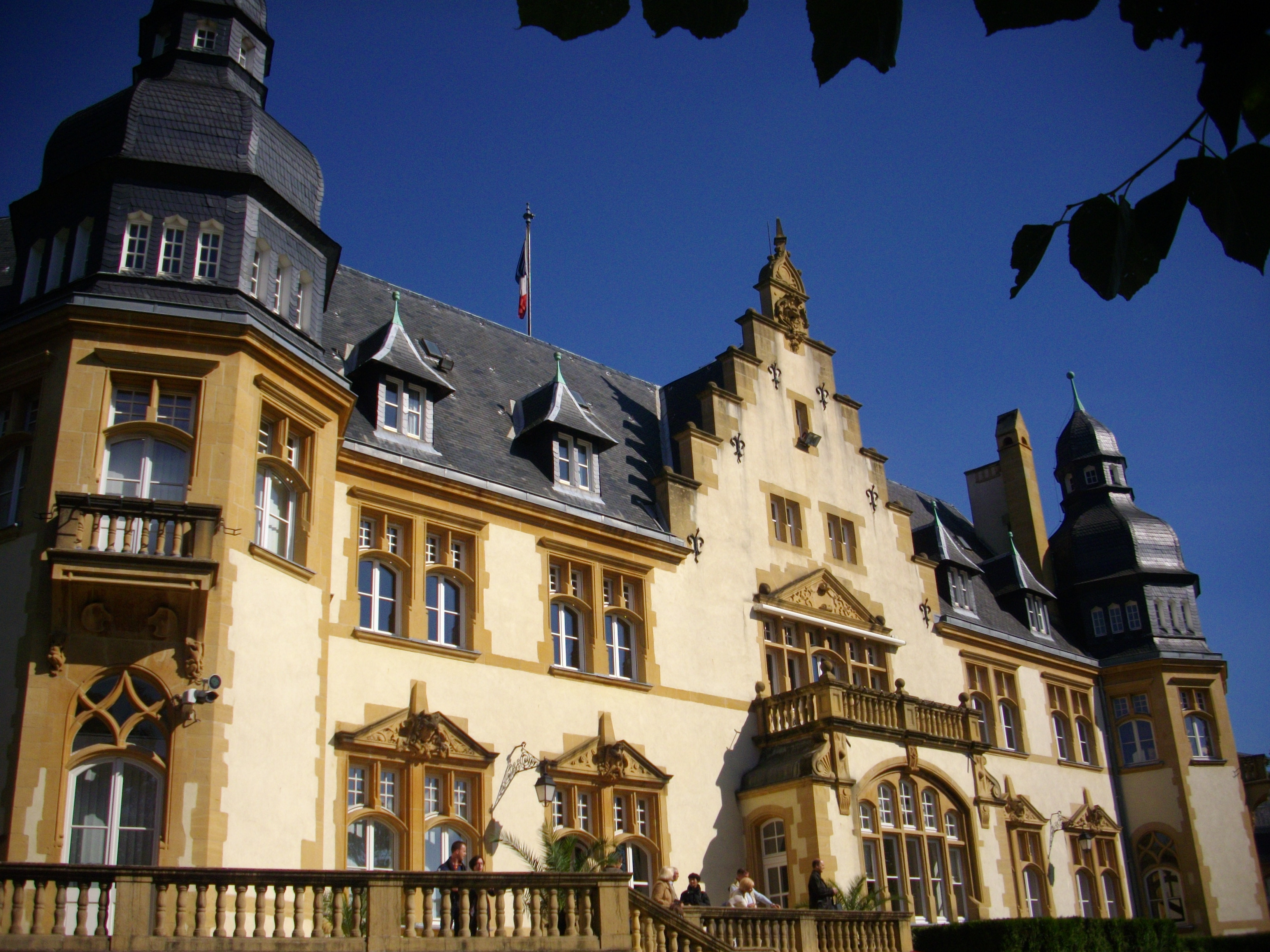
Le palais du Gouverneur, du côté de ses jardins.
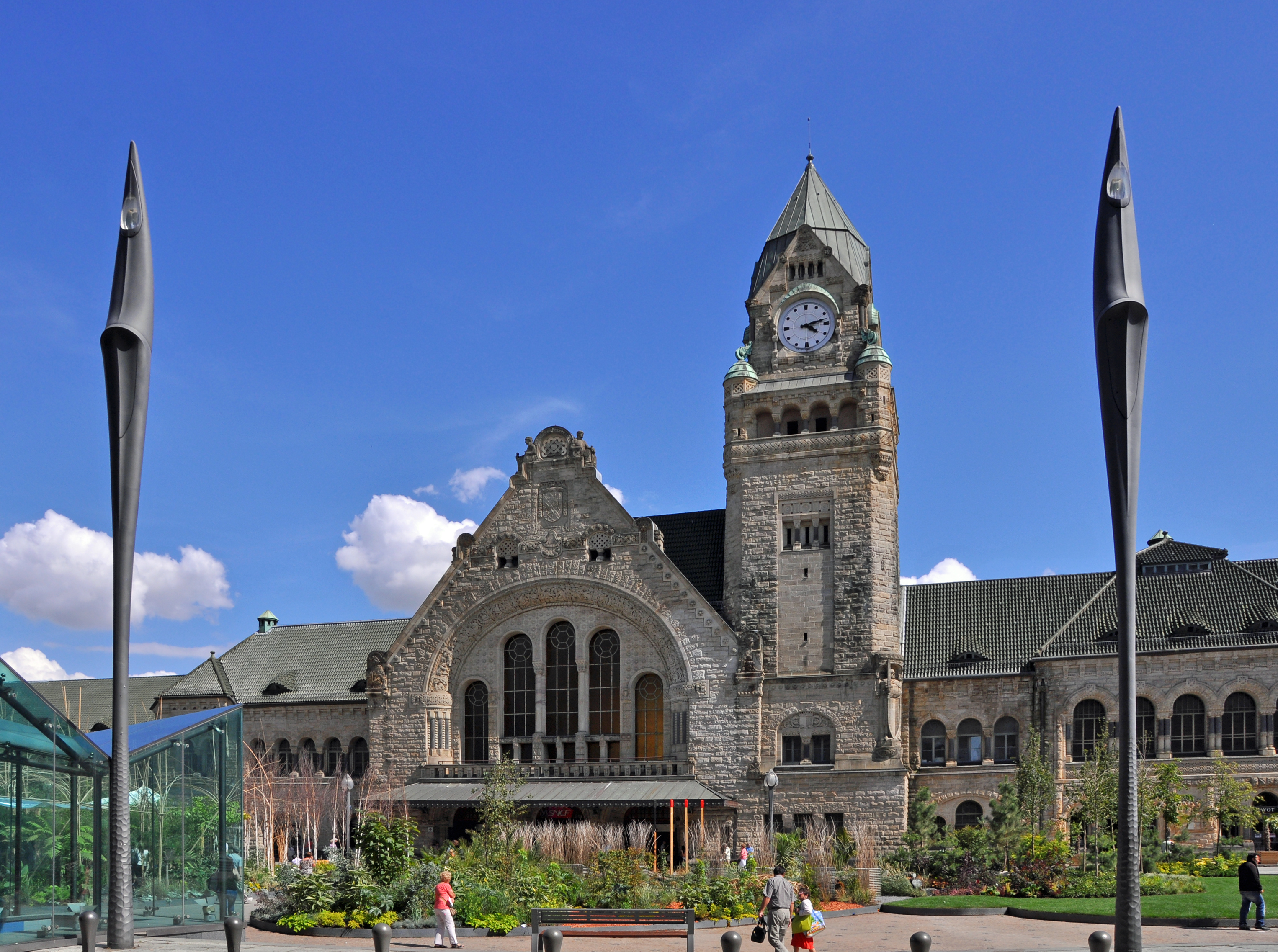
La gare de Metz-Ville.

##### Nancy
Ancienne capitale des ducs de Lorraine, située sur la Meurthe, aujourd'hui chef-lieu du département de Meurthe-et-Moselle, Nancy possède un riche patrimoine urbanistique, d'une part via la ville médiévale et la ville Renaissance, mais surtout par les célèbres place Stanislas et ses places voisines de la Carrière et d'Alliance, toutes les trois classées au patrimoine mondial de l'UNESCO.
Un vaste secteur sauvegardé de 166 hectares englobe le centre historique, et notamment le palais ducal et les hôtels particuliers de la Renaissance ou de la période Classique. En effet, l'urbanisation de Nancy est originale : au cœur initial de la ville édifiée au Moyen Âge fut jouxtée, à la Renaissance, la ville-neuve, un projet urbanistique particulièrement innovant pour l'époque. Ces deux villes étaient fortifiées, ainsi la ville conserve huit portes fortifiées dont la plus ancienne est la fameuse porte de la Craffe, datant du XIVe siècle. L'ensemble fut relié ensemble au XVIIIe siècle par le complexe urbanistique édifié sous le règne de Stanislas.
Le palais des Ducs de Lorraine ainsi que l'église des Cordeliers, lieu de sépulture des ducs de Lorraine furent classés dès 1840, sur la première liste des Monuments Historiques.
La ville est également connue comme un centre important de l'Art nouveau grâce au mouvement artistique de l'école de Nancy, dont la ville conserve de nombreux bâtiments classés.
Ce riche passé artistique et historique a fait de Nancy une ville de musées avec le Musée Lorrain, le Musée des Beaux-Arts, le Museum-Aquarium, le Musée de l'école de Nancy et le Musée de l'histoire du fer.
Avec plus de 56 000 étudiants, Nancy est aussi la 5e ville universitaire de France. Peu après être devenue française, l'ancienne capitale des ducs a obtenu le transfert en ses murs de l'Université de Pont-à-Mousson, créée en 1572, puis, après l'annexion de l'Alsace-Lorraine par l'Allemagne, celui de l'université de Strasbourg. La ville possède ainsi de nombreuses facultés et écoles d'ingénieurs qui font partie du grand établissement Université de Lorraine.

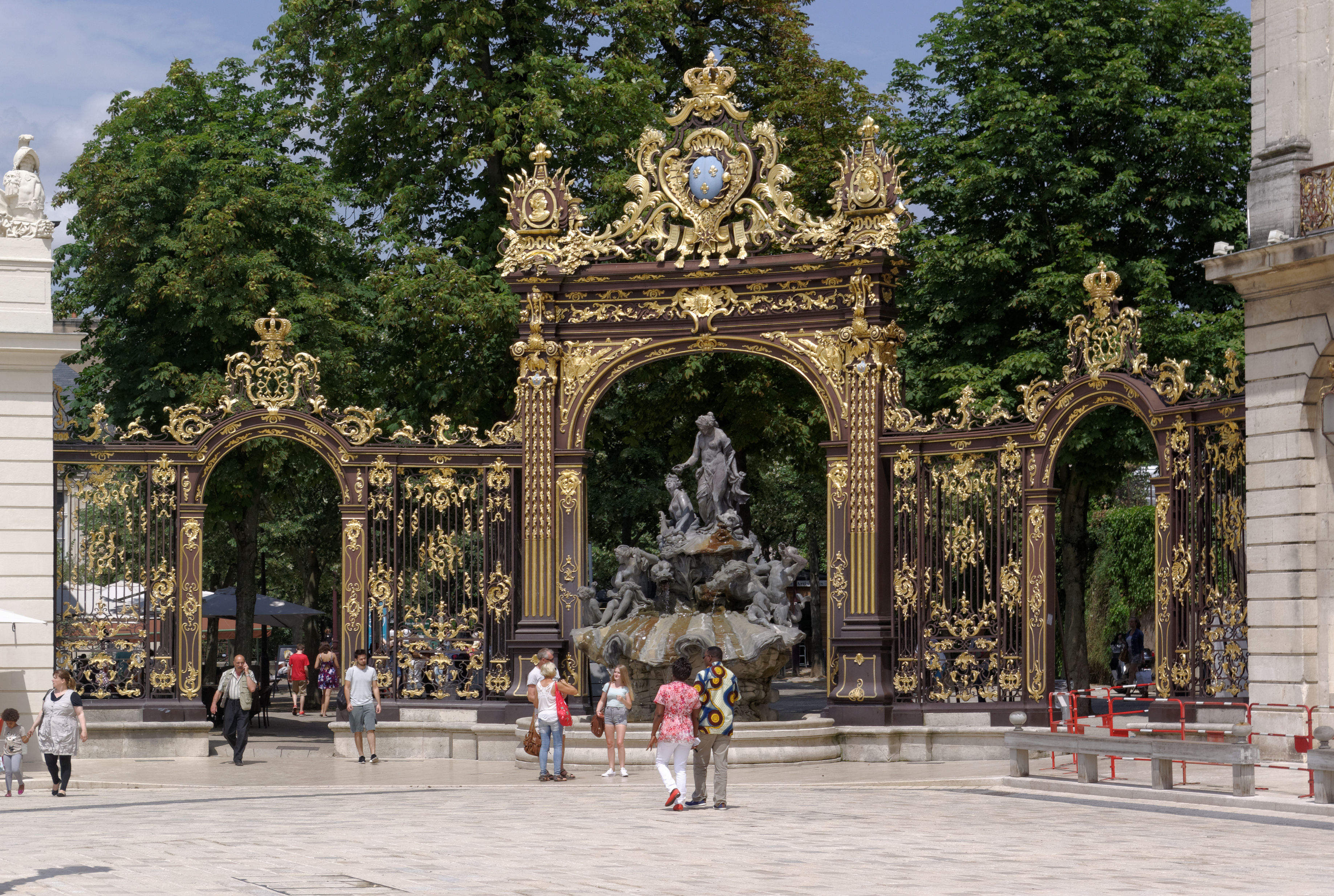
Place Stanislas, la fontaine d'Amphitrite et les grilles de Jean Lamour.
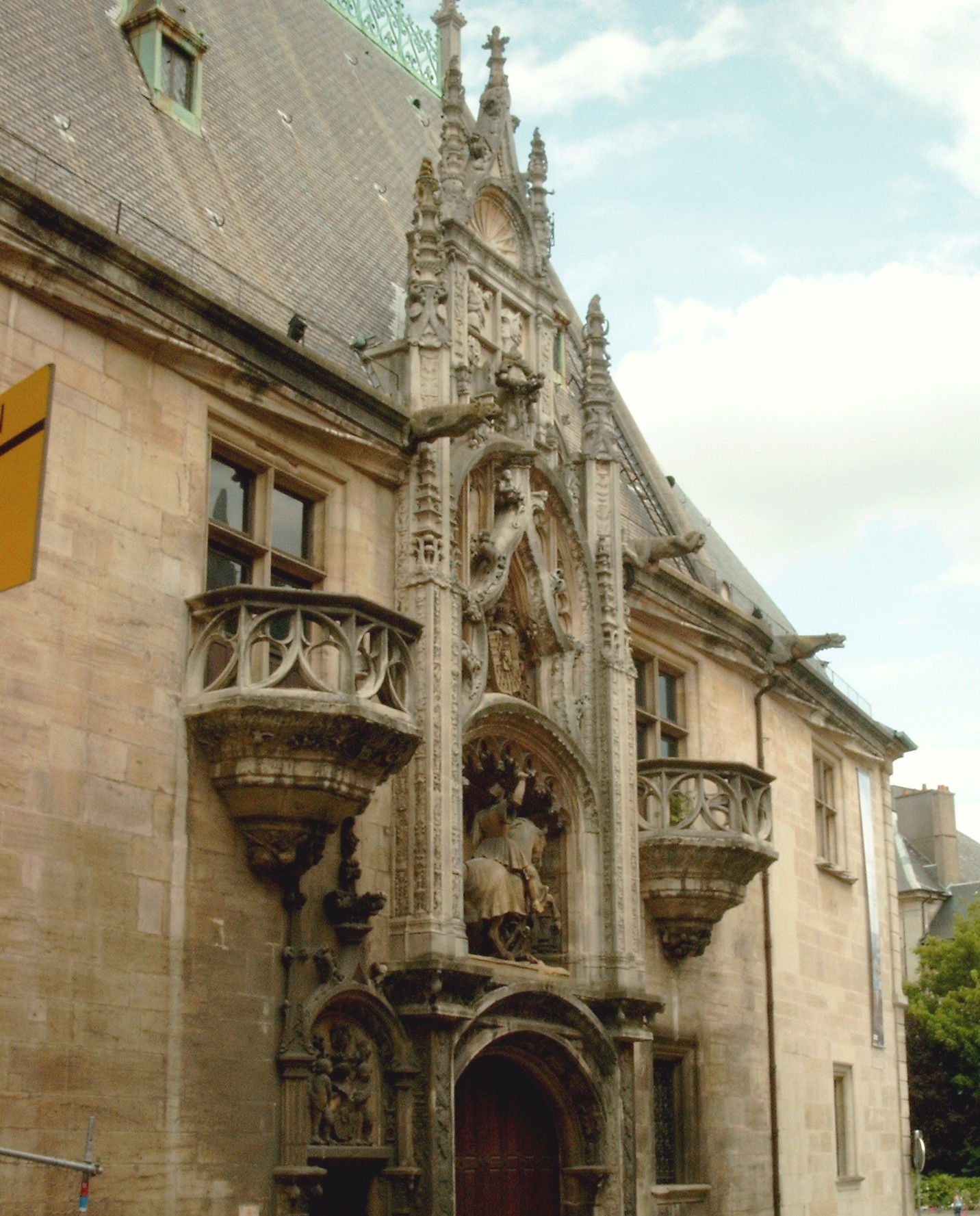
Palais des Ducs de Lorraine.
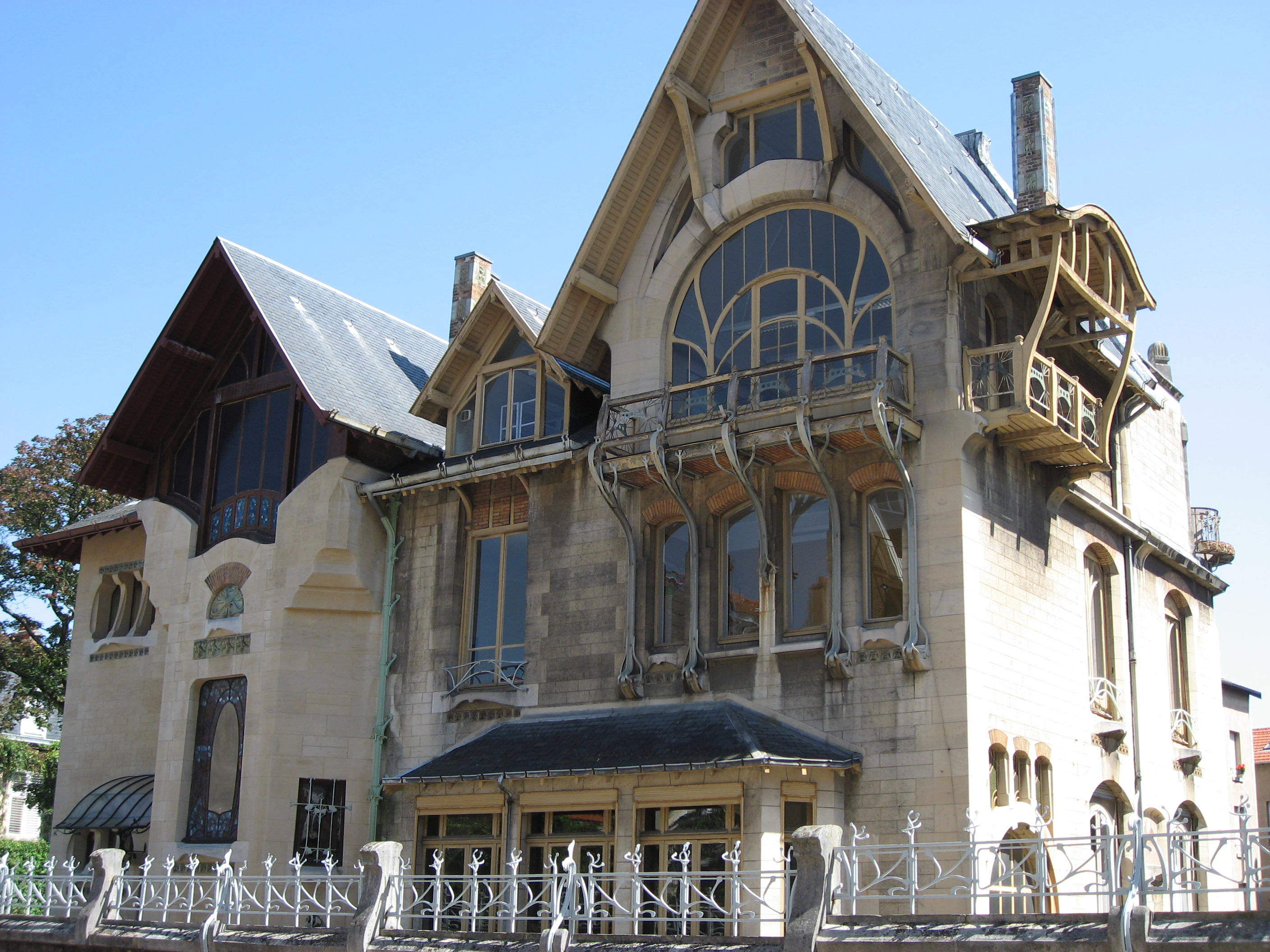
Villa Majorelle, architecture Art nouveau.
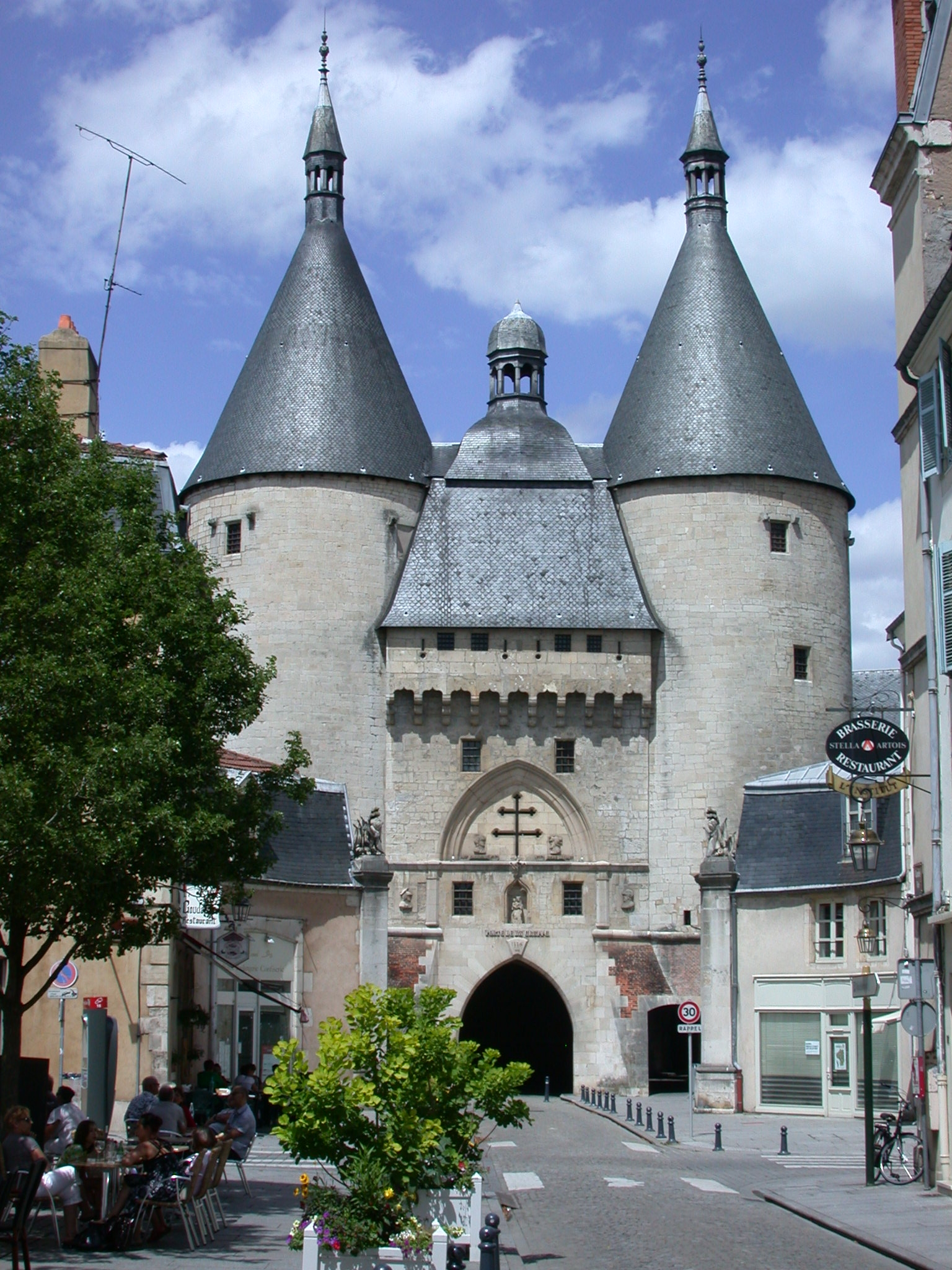
Porte de la Craffe.

##### Épinal
Préfecture du département des Vosges, située sur la Moselle, Épinal possède un intéressant quartier historique situé sur la rive droite de la Moselle, de nombreux édifices religieux, publiques et places le composent.
Le château d'Épinal et les ruines de l'ancienne forteresse dominent la ville à 387 m d'altitude avec un parc animalier en plein air gratuit.
La cité vosgienne est aussi connue pour son imagerie que l'on peut redécouvrir à travers un musée. Pistes de ski de Gérardmer et La Bresse, etc.

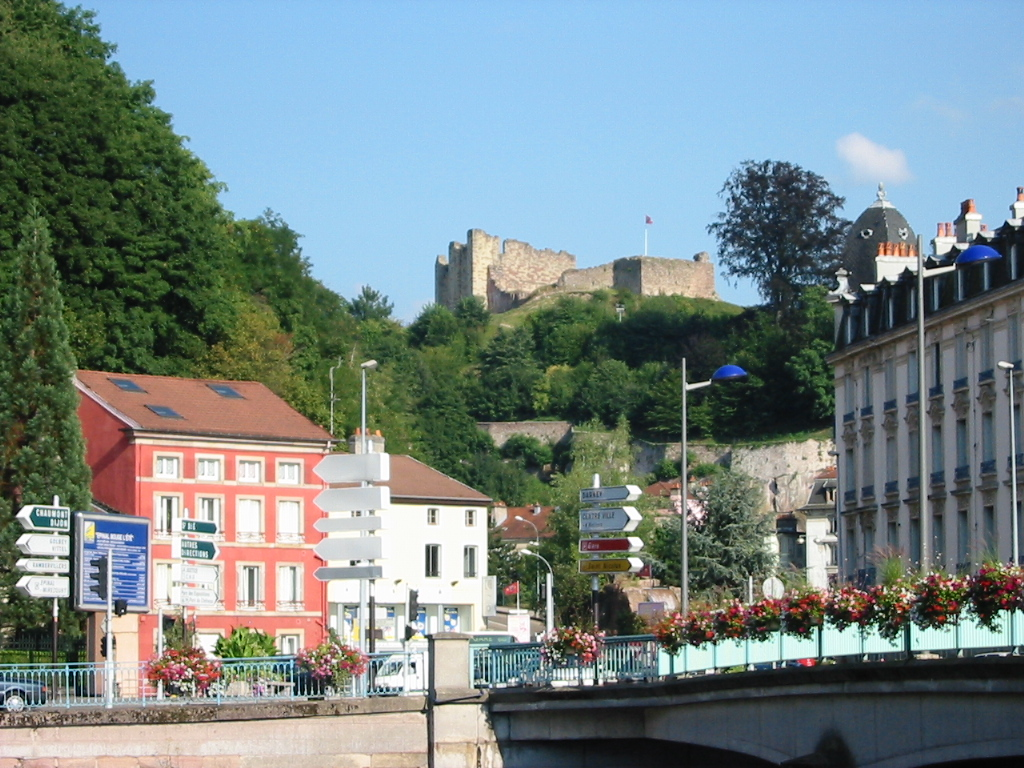
Le château vu de la ville et le pont Clemenceau à Épinal.
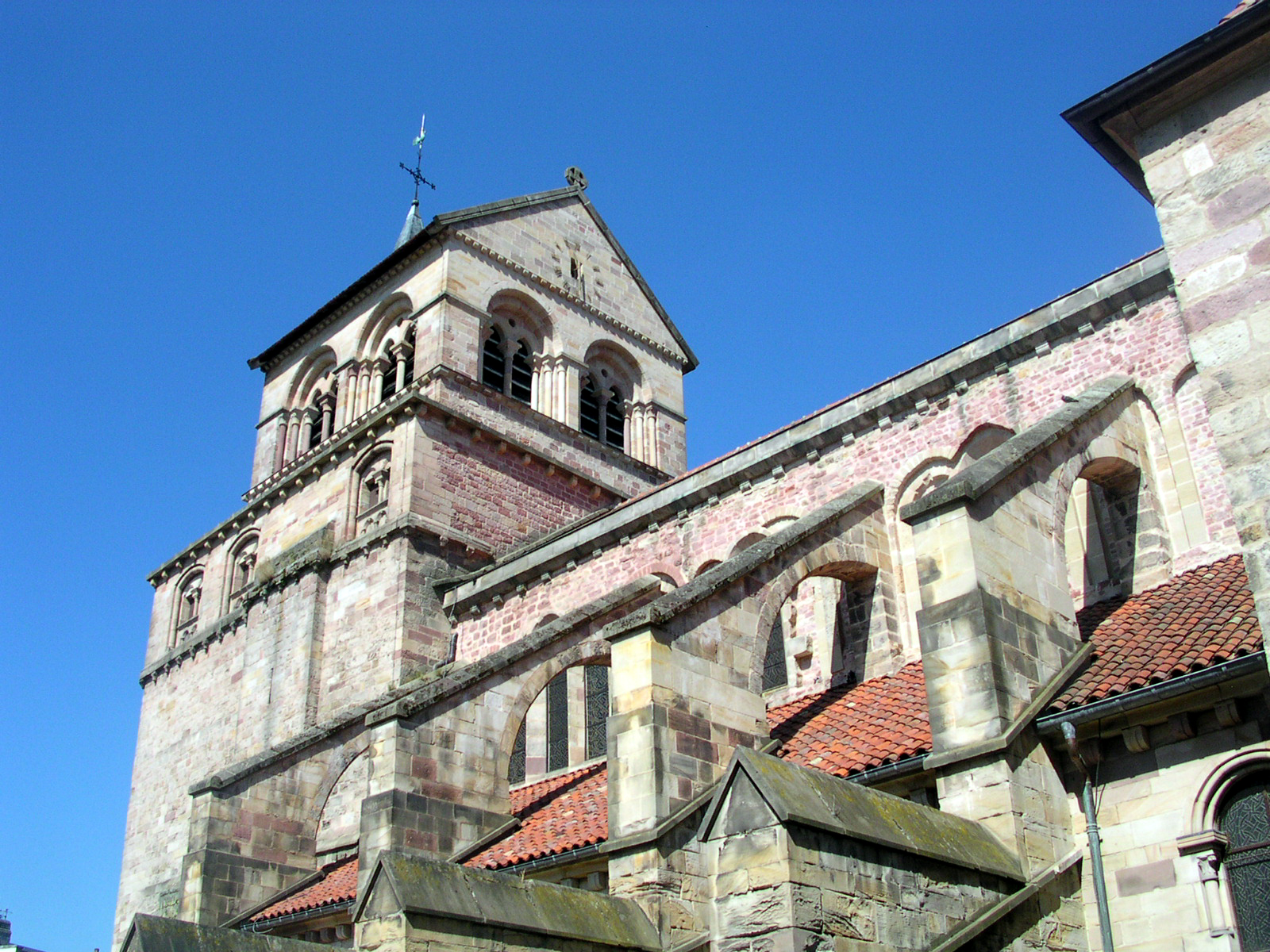
La basilique Saint-Maurice.
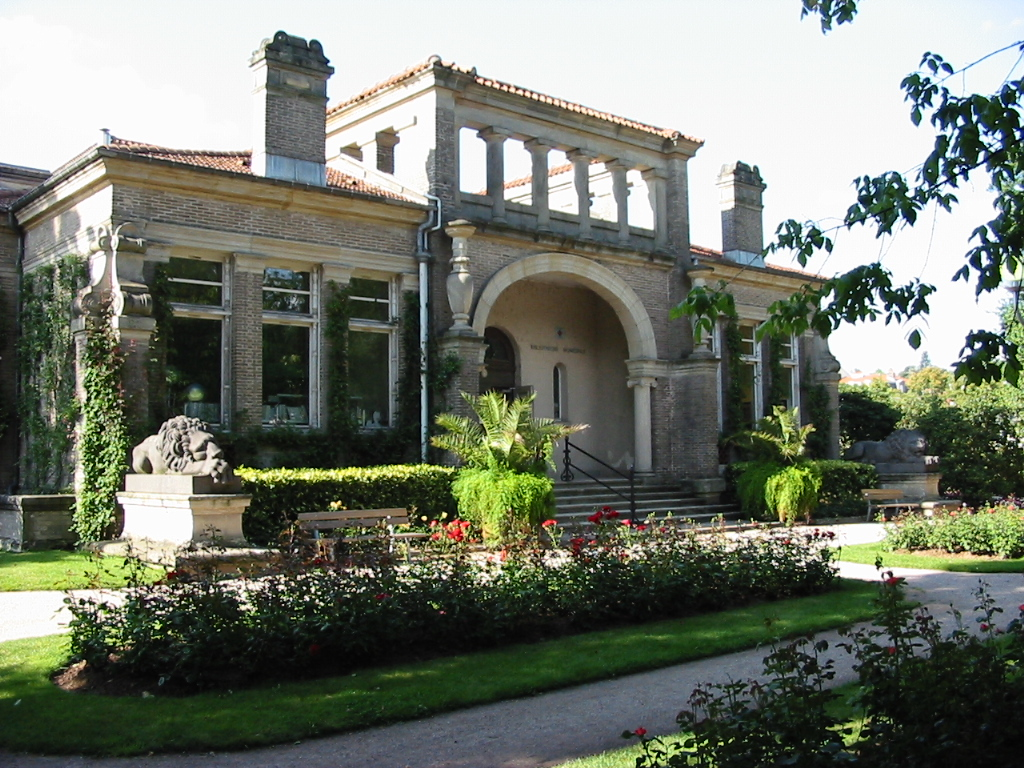
La « Maison romaine ».
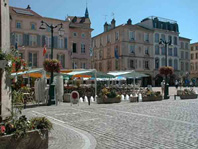
La place des Vosges.

##### Bar-le-Duc
Préfecture du département de la Meuse, ancienne capitale du duché de Bar, la ville se situe sur l'Ornain et est divisée en deux parties :
- la ville haute (centre historique) de style renaissance avec notamment le château des ducs de Bar et ses nombreux hôtels particuliers qui en fait l'un des ensembles civil de la Renaissance des plus importants[78] ;
- la ville basse, de part et d'autre de l'Ornain, qui fut le lieu initial de fondation de la ville par les Romains.

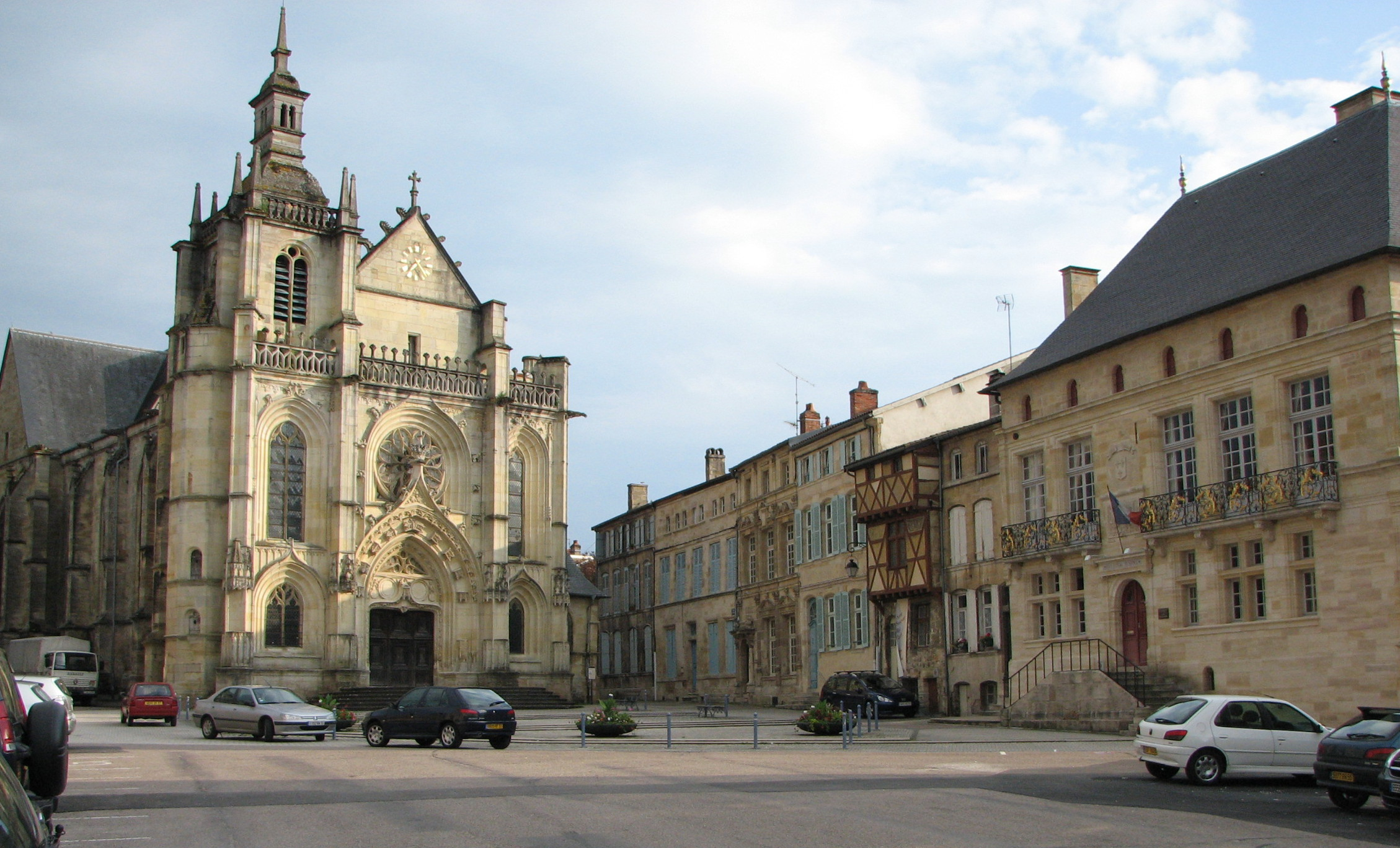
Place Saint-Pierre, église Saint-Étienne de Bar-le-Duc.
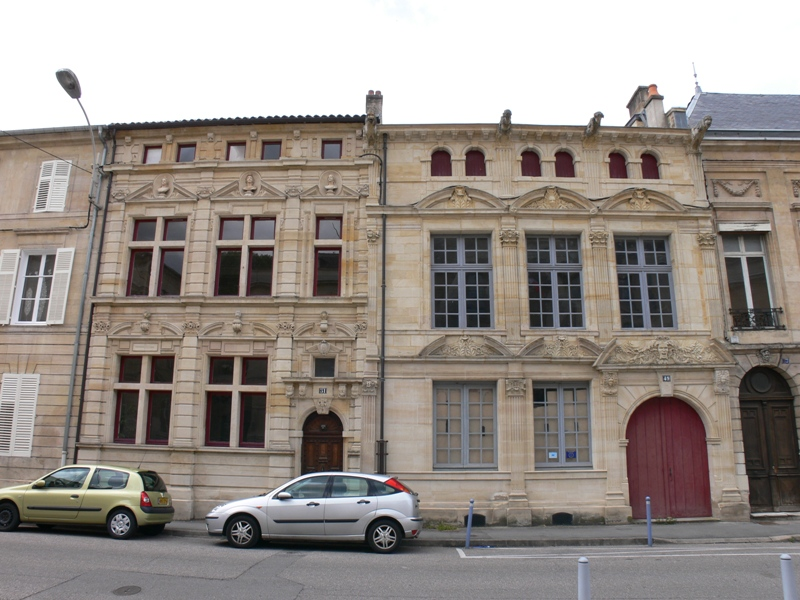
Façades Renaissance, rue du Bourg.
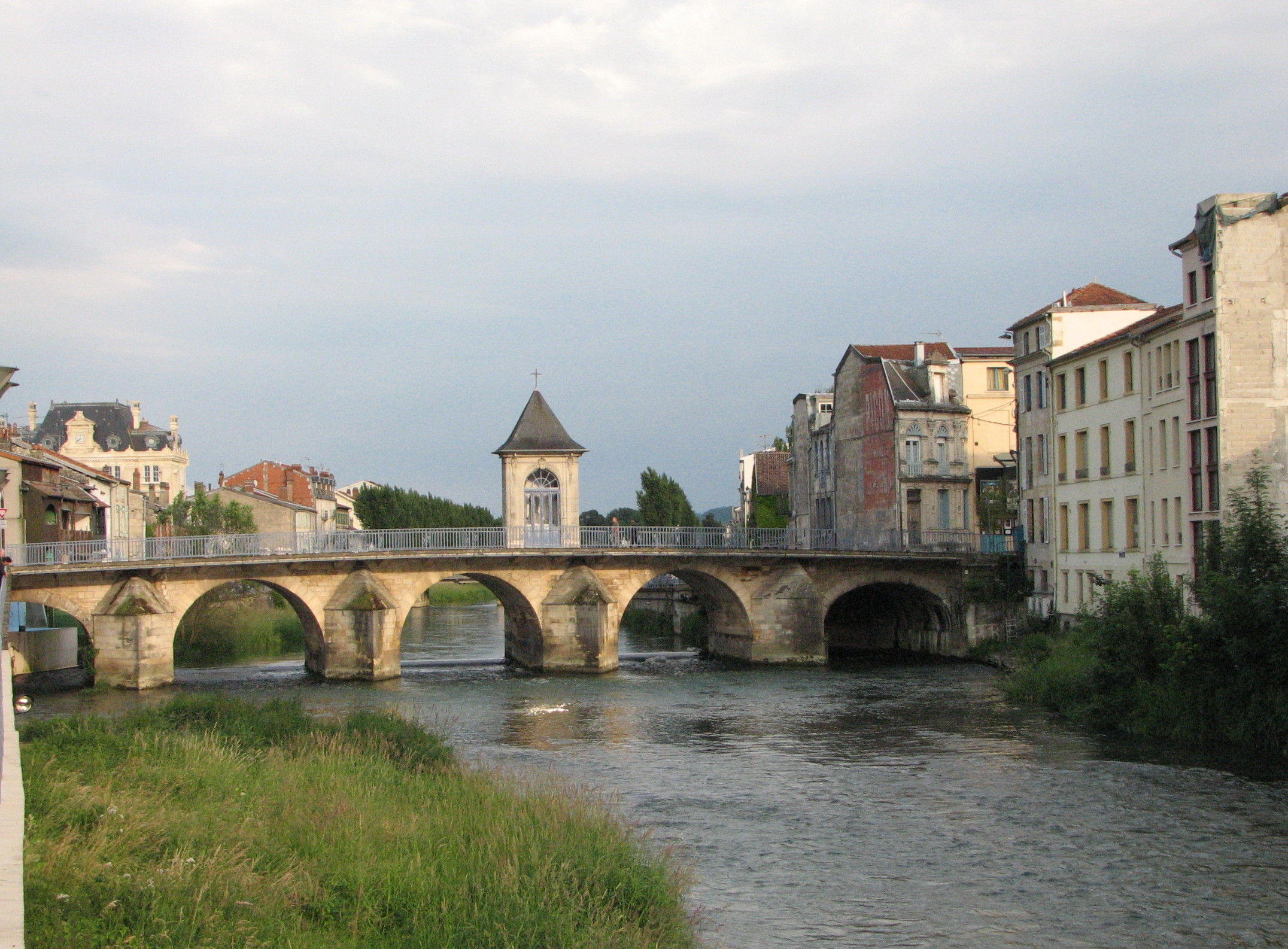
Le Pont-Notre-Dame.
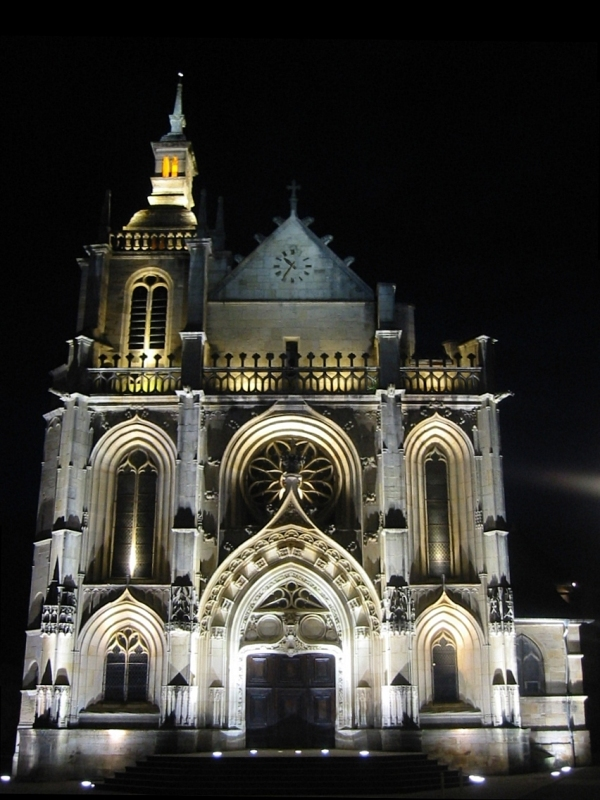
Église Saint-Étienne (de nuit).

##### Verdun
Siège d'un diocèse épiscopal, la ville est riche en édifices historiques et religieux méconnus. Sa cathédrale Notre-Dame de Verdun, à la fois romane, gothique et Classique est classée monument historique par arrêté du 30 octobre 1906. Le cloître est classé monument historique par arrêté du 13 juillet 1907. Sa synagogue ainsi que l'ancienne maison du rabbin, font l’objet d’un classement au titre des monuments historiques depuis le 7 octobre 2002. Verdun abrite le Centre mondial de la paix depuis 1994. Son Mémorial de la Paix accueillait à lui seul environ 500 000 touristes en 2005. Près des trois-quarts de l'armée française a combattu à Verdun en 1916. Bataille franco-allemande, des forces coloniales y furent également engagées. Par son ampleur et la violence des combats menés, la bataille de 1916 marque un des temps forts de la Première Guerre mondiale. Elle est ainsi devenue, dans la conscience collective, le symbole de la Grande Guerre dont elle représente le paroxysme des combats. Elle résume à elle seule la Grande Guerre dans toutes ses composantes et fait de Verdun son lieu de mémoire emblématique.

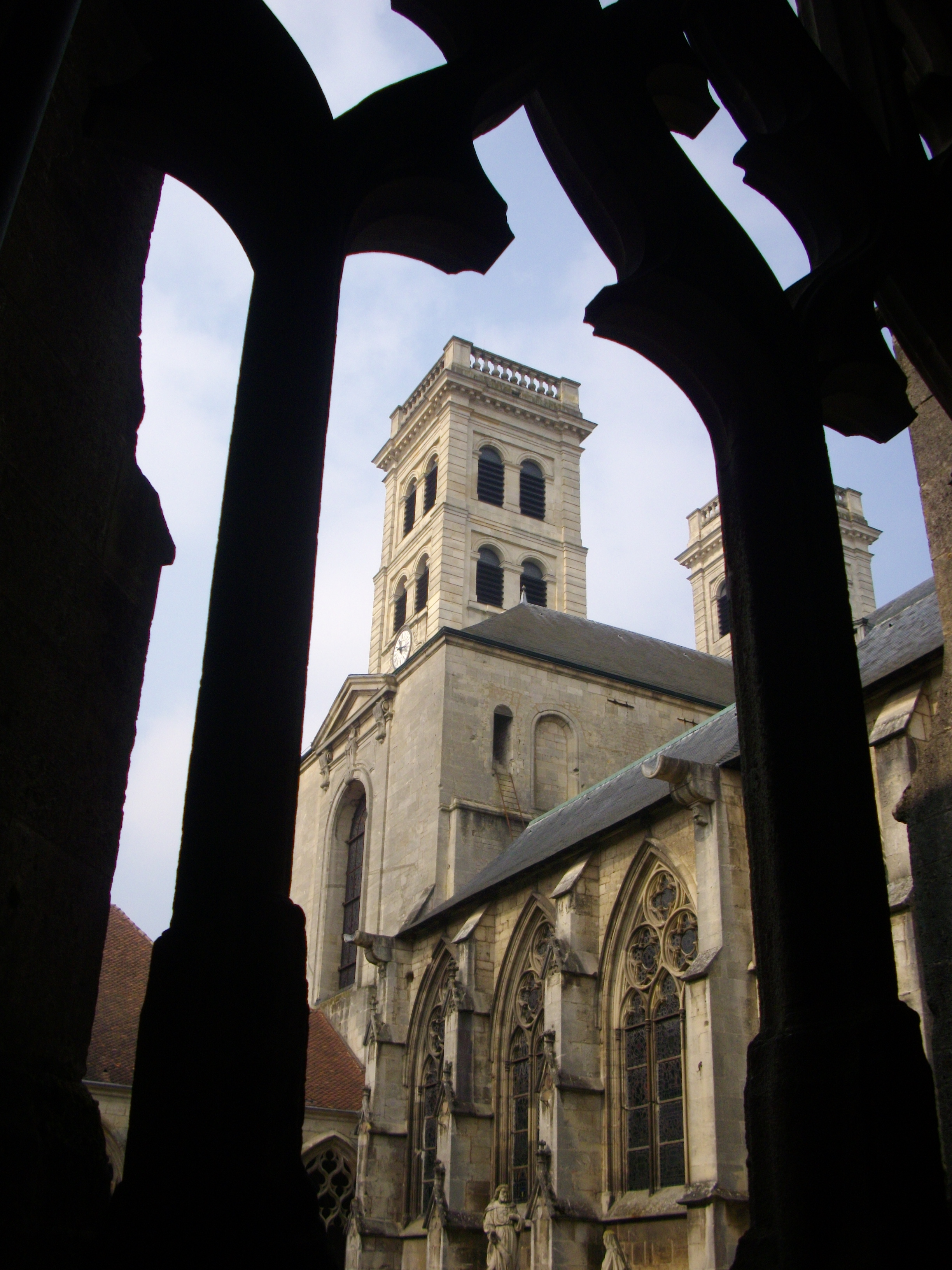
La cathédrale Notre-Dame de Verdun.
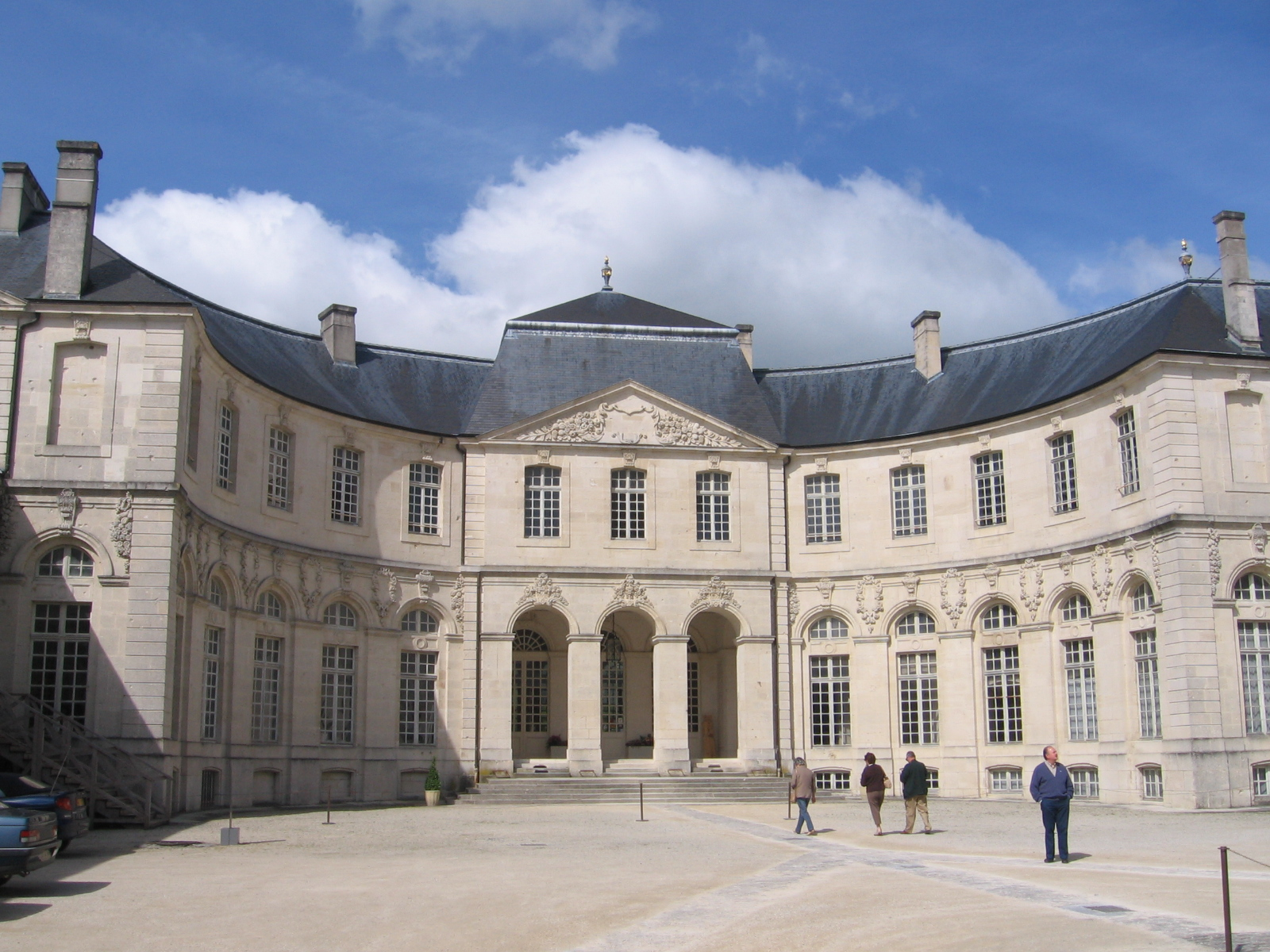
Le palais épiscopal à Verdun, Centre Mondial de la Paix.
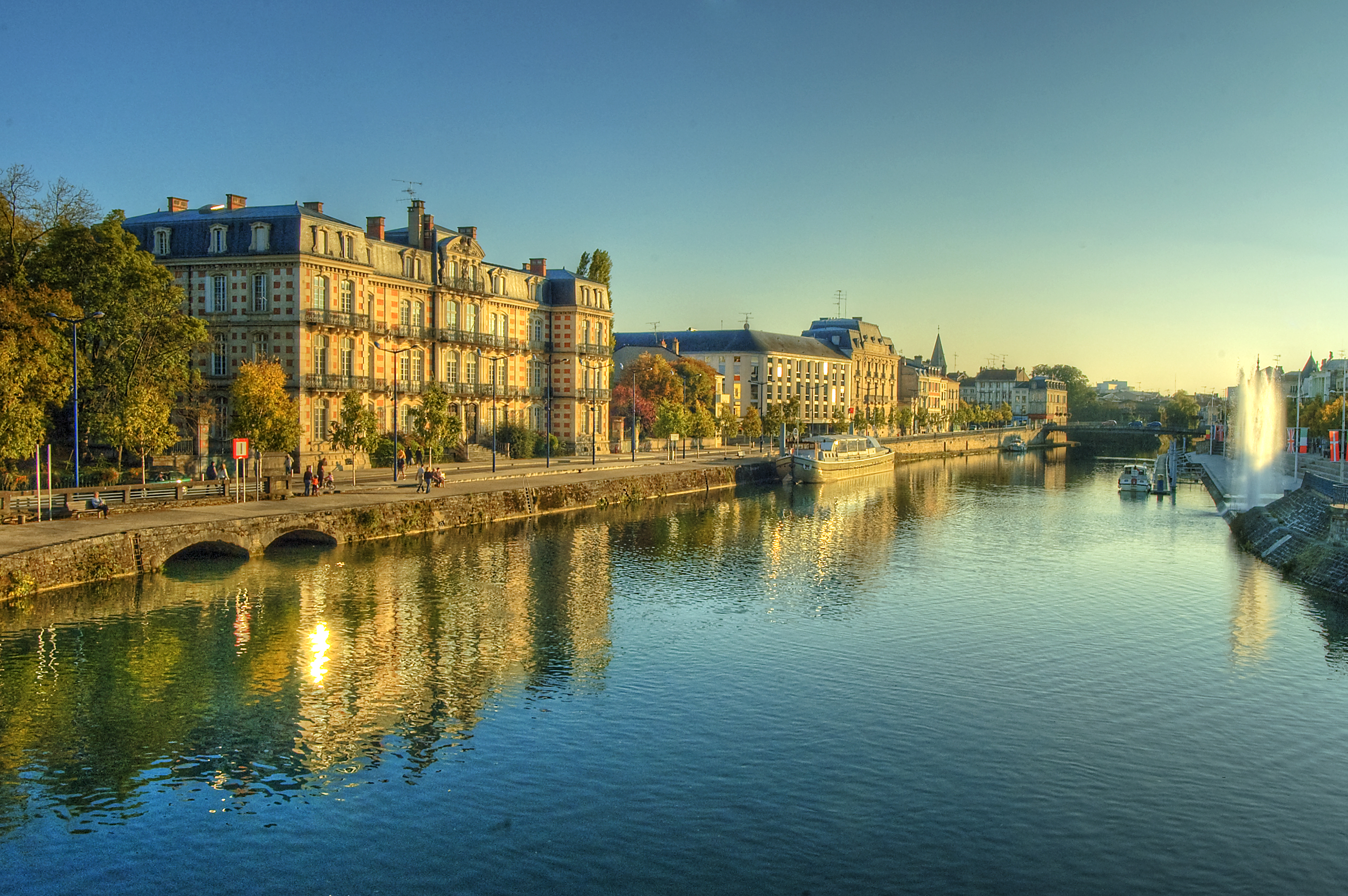
La Meuse et le Mess des Officiers.
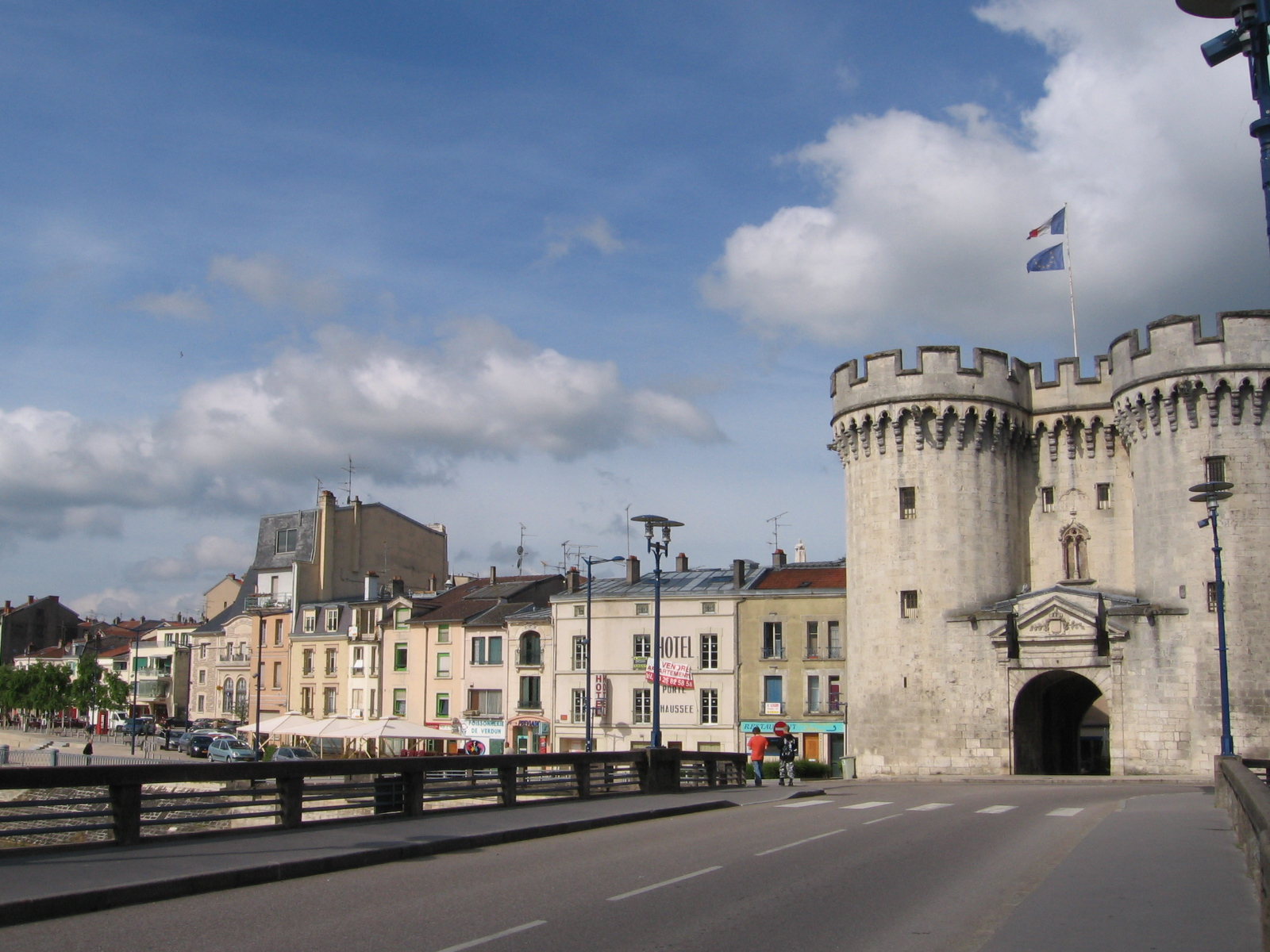
La Porte Chaussée et le quai de Londres.

### Sports
- Grand Prix automobile de Lorraine, Rallye de Lorraine
- Ligue lorraine de football, Rivalités dans le football en Lorraine, Derby lorrain
- Ligue spéléologique lorraine
- Lorraine Mondial Air Ballons
- Meeting Stanislas
- Raid de la mirabelle
- Tournoi de tennis de Lorraine

### Religion
- Diocèses : Metz, Nancy-Toul, Saint-Dié, Verdun
- Pèlerinage de Saint-Nicolas-de-Port
- Liste des saints de Lorraine

## Vie militaire
La Lorraine est une région de tradition militaire. Elle a cependant été particulièrement touchée par les diverses restructurations de l'armée française au cours des années 1990 et 2000 avec la dissolution des garnisons de Commercy et de Morhange, la fermeture de la base hélicoptères de Nancy-Essey et des bases aériennes de Metz-Frescaty et Toul-Rosières.
Malgré tout, la présence militaire en Lorraine demeure particulièrement importante avec notamment :
- le 16e bataillon de chasseurs à pied, le 12e groupement d'instruction à Bitche ;
- le 18e régiment d'instruction des transmissions à Dieuze ;
- l’antenne du Service industriel de l'aéronautique à Domgermain ;
- le 3e régiment d'hélicoptères de combat à Étain-Rouvres ;
- le 1er régiment de chasseurs, le 151e groupement d'instruction à Thierville-sur-Meuse ;
- le 40e régiment de transmissions à Thionville et Hettange-Grande ;
- le 516e régiment du train à Toul ;
- le 53e régiment de transmissions à Lunéville et Chenevières ;
- le 1er régiment de tirailleurs à Épinal ;
- le 1er régiment d'infanterie, un centre de ravitaillement des essences à Sarrebourg ;
- le groupement munitions du Rozelier à Sommedieue ;
- le 1er régiment d'hélicoptères de combat à Phalsbourg ;
- l’état-major de zone de défense, le commandement de l'Aviation légère de l'Armée de terre, le 3e régiment de hussards, l'hôpital d’instruction des armées Legouest à Metz ;
- le 1er régiment du service militaire volontaire à Montigny-lès-Metz ;
- la base aérienne 133 Nancy-Ochey, la brigade aérienne de l'aviation de chasse (BAAC), le commandement de la logistique de l’énergie opérationnelle (CLEO) et le centre de soutien technique et administratif (CSTA) du service de l'énergie opérationnelle à Nancy ;
- le groupement de recrutement et de sélection nord-est à Vandœuvre-lès-Nancy ;
- le 6e régiment du matériel à Woippy.

## Culture
Du fait de sa position géographique et de son bilinguisme - on y parle le Lorrain roman et le francique lorrain - la Lorraine fut un lieu d'échanges privilégiés entre la culture romane puis française et les cultures germaniques. En effet, Augustin Calmet cite comme suit : « on remarque souvent dans les anciens monumens du pays, qu'on parlait allemand dans une grande partie de la Lorraine, et qu'on y distinguait le Roman pays ou l'on parlait français, ou Roman, de l'Allemagne, ou Tietsch, ou l'on parlait allemand ».
C'est ainsi que de nombreuses innovations ont fait leur entrée en Lorraine avant de se répandre dans le reste de la France (musique, gastronomie, etc.) ou inversement vers l'Allemagne et l'Europe centrale. Un des exemples peut être l'armoire lorraine, en France les armoires n'ont pas de rangements horizontaux en bas de l'armoire, en Allemagne, il y en a généralement un assez gros, en Lorraine, il y en a deux petits.
À l’époque mérovingienne la Lorraine a été un centre politique mais aussi un foyer culturel important. Ses nombreux monastères et leurs scriptoriums jouèrent un grand rôle dans la conservation du savoir et le développement des enluminures (École de Metz). La Lorraine, au cœur de l'empire fondé par Charlemagne fut également l'un des centres de la renaissance carolingienne avec des personnalités majeures comme Chrodegang qui introduisit entre autres le chant grégorien par l'intermédiaire des moines de l'abbaye de Gorze.
Le Moyen Âge fut également marqué par l'édification d'églises et de cathédrales audacieuses : à la période romane, la cathédrale de Verdun deviendra la source d'inspiration des cathédrales rhénanes, tandis qu'au XIIIe siècle, la Cathédrale de Toul, également héritière d'un plan carolingien, fera la synthèse des influences Françaises et Impériales. Quant à la cathédrale de Metz, elle devient l'un des fleurons du gothique avec son impressionnante élévation et son importante surface vitrée.
L'Europe se pacifie considérablement après la bataille de Nancy, en 1477, qui éradique la possibilité d'émergence d'un d'état puissant entre royaume de France et Saint-Empire. Cette période de paix est favorable à la création artistique, c'est à ce moment qu'apparait une première Renaissance Lorraine (Palais Ducal de Nancy...) dont l'âge d'or sera le règne du Duc Charles III de Lorraine avec la création de l'Université de Pont-à-Mousson ainsi que l'édification de la ville-neuve de Nancy, œuvre urbanistique étonnante puisqu'elle établi une nouvelle-ville à côté de la ville médiévale. La Renaissance Lorraine prendra fin avec la guerre de Trente Ans (1618).
Le rayonnement culturel lorrain à la Renaissance voit la reconnaissance d'artistes majeurs comme Ligier Richier pour la sculpture, Georges de La Tour en peinture, Jacques Callot pour la gravure. Après la guerre de Trente Ans, un nouvel âge d'or artistique eut également lieu à la période classique, avant d'être le berceau de courants culturels originaux dont le plus fameux est assurément l'art nouveau, porté en France par l'École de Nancy.
La Lorraine est également riche de nombreux artistes et musiciens professionnels. Ainsi la Région Lorraine célèbre chaque année une grande Fête de la Musique le 21 juin en invitant des musiciens de toute la Région ainsi que des facteurs d'instruments qui ont fait la valeur de la région (luthiers, facteurs d'orgues, etc.).
Depuis 2007, une Fête de l'Excellence est organisée tous les ans dans différents villages de Lorraine : à Bruley en 2007, à Marly en 2008 et à Gérardmer en 2009. La manifestation rassemble au cours d'un week-end les artisans régionaux en métiers d'art et gastronomie, qui viennent présenter leurs savoir-faire au grand public.

### Emblèmes

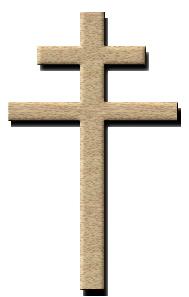
Croix de Lorraine.

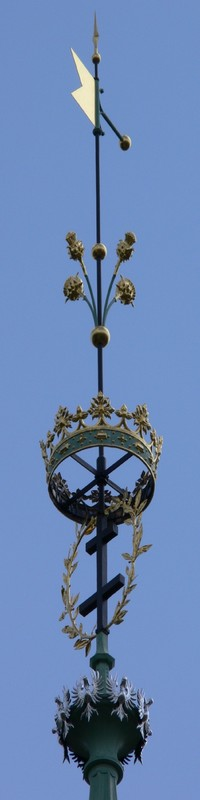
La flèche du palais ducal de Nancy.

- La croix de Lorraine est l'emblème le plus connu de la région. Symbole de la France libre de De Gaulle, elle est initialement l'héritage de la dynastie des ducs d'Anjou qui furent rois de Hongrie (c'est aussi la croix de Hongrie), et par la suite ducs de Lorraine. Elle est apparue au cours de la bataille de Nancy (5 janvier 1477). Ses deux branches perpendiculaires symbolisent les deux bras du Christ (en bas, la plus longue) et l’inscription INRI (en haut, la plus courte). On dit que la croix de Lorraine a été choisie, à l'occasion de la Seconde Guerre mondiale, par Émile Muselier (en souvenir de son père lorrain) par opposition à la croix gammée des Nazis. Selon cette source[86], le général de Gaulle l'aurait choisie lui-même pour sa valeur hautement symbolique.

Blason de la Lorraine.

- Le blason de la Lorraine est d'or, à la bande de gueules[note 10], chargée de trois alérions d'argent. À l'origine c'est celui de la maison d'Alsace, les comtes de Basse-Alsace portent de gueules à la bande d'argent côtoyée de deux cotices fleuronnées du même et que ceux de Haute-Alsace portent de gueules à la bande d'or accompagnée de six couronnes du même, trois en chef et trois renversées en pointe, les ducs de Lorraine ont choisi d'or à la bande de gueules. En raison de leurs liens avec le Saint-Empire germanique et la maison de Hohenstaufen, ils placèrent des petites aiglettes sur la bande, qui finirent par être stylisées en alérions, un rare exemple d'armes parlantes par anagramme[87]. Les trois oiseaux se présentent en brochette car les Ducs de Lorraine prétendent descendre de Godefroy de Bouillon. Godefroy, en croisade devant Jérusalem, transperce, dit-on, 3 pigeons d’un seul coup de flèche. Comme le pigeon n’est pas un symbole assez prestigieux, les Lorrains le remplacent par un aigle.
- Le chardon lorrain est d'origine angevine. René Ier de Naples l'introduisit en Lorraine et il fut adopté par la suite. René II de Lorraine y ajouta la légende : « Ne toquès mi, je poins » (Ne me touche pas, je pique) qui devint : « Qui s'y frotte, s'y pique ».

La plupart de ces symboles sont représentés sur la flèche du palais ducal de Nancy (ci-dessus), notamment les célèbres Alérions du Blason, le tout étant surmonté de la couronne princière.
En 2010, une pièce de 10 € en argent, gravée par Joaquin Jimenez, a été mise en circulation en Lorraine. Elle représente le drapeau armorié et la carte de la région. Elle a cours légal dans toute la France.

### Gastronomie

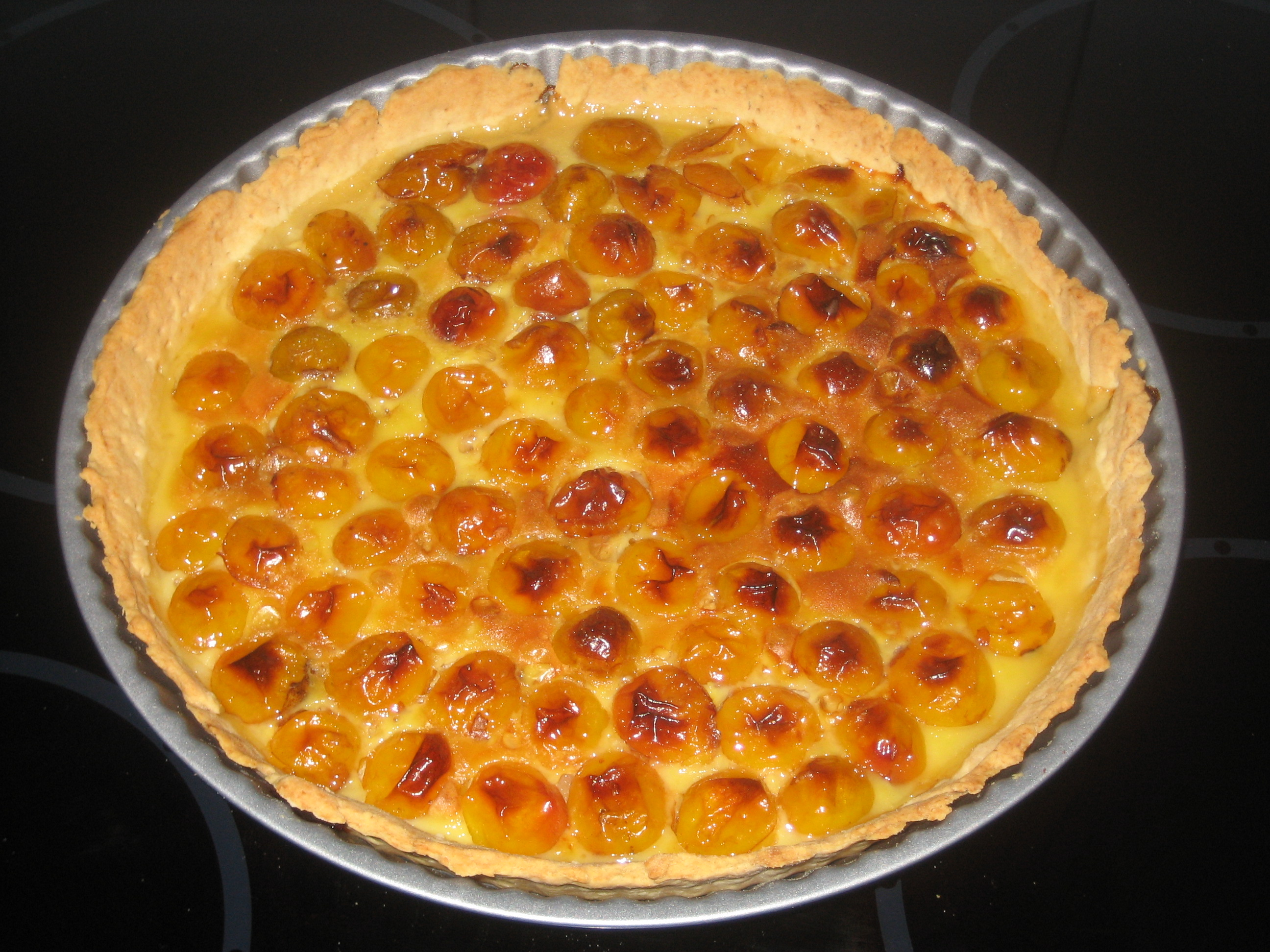
Tarte aux mirabelles.

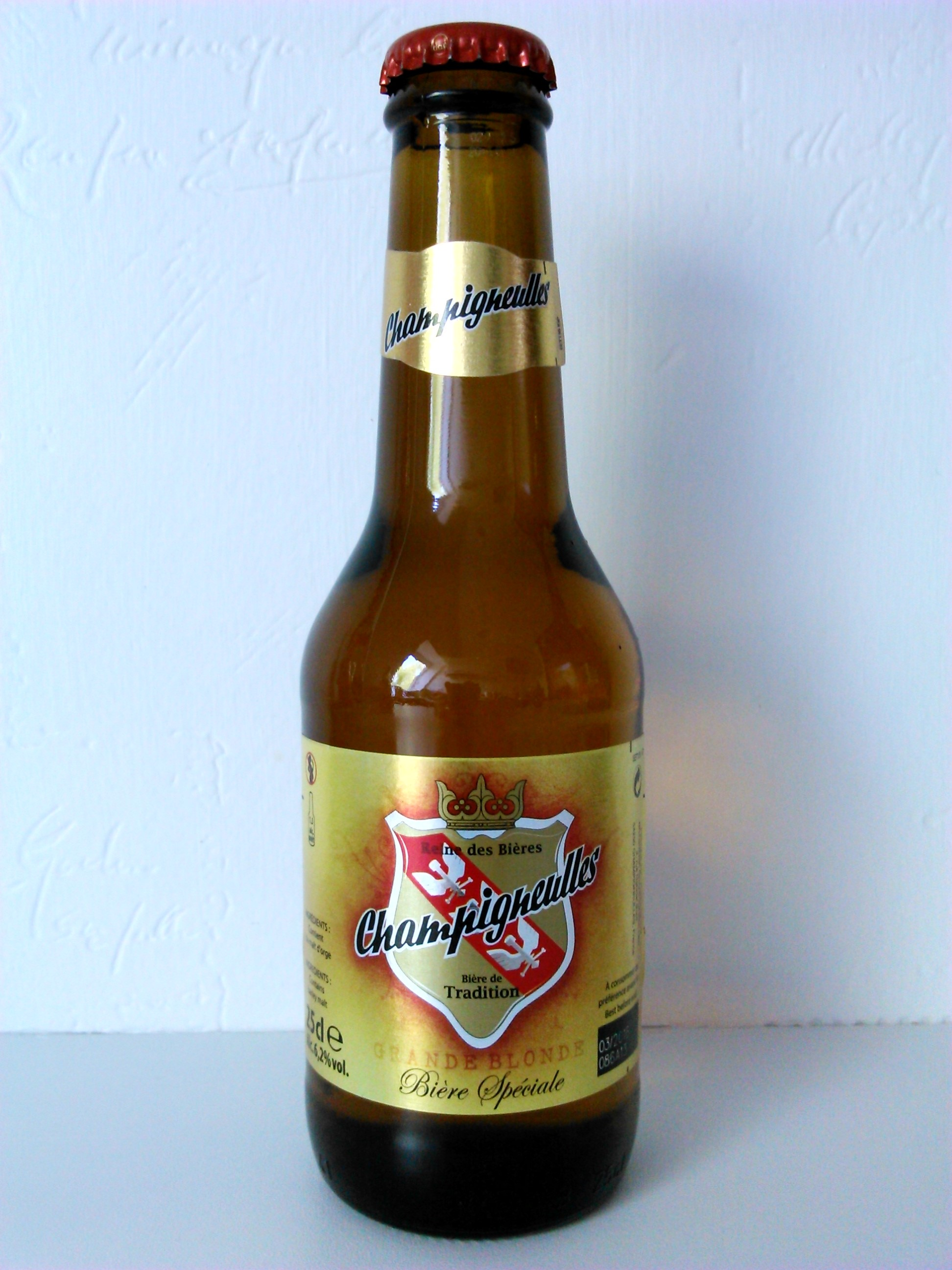
Bouteille de bière Grande blonde de Champigneulles ; sur le logo Champigneulles apparait une version stylisée du blason de la Lorraine.

Comme dans beaucoup de régions de France, la gastronomie tient une place importante. Réputée pour sa quiche lorraine, la Lorraine a également une cuisine riche en plats traditionnels.
La région propose des spécialités culinaires de haute réputation. La Moselle, le Bayonnais et le Xaintois sont connus pour leurs recettes à base de mirabelle (tarte, eau de vie, crème, liqueur…). La vallée de la Fensch a aussi sa spécialité, la wagotine. Nancy est réputée pour son boudin, ses macarons, ses bergamotes, ses florentines de sœurs et ses chocolats, mais est aussi la ville où furent inventés le baba au rhum et la bouchée à la reine, le Lunévillois pour le pâté lorrain et l'oriquette (brioche), le Toulois pour sa tarte aux pavots, Boulay-Moselle également pour ses macarons, Verdun pour ses dragées et ses chocolats, Saint-Mihiel pour ses rochers et ses croquets, Stenay pour ses biscuits Cochon, Metz pour sa tarte au me'gin, ses macarons Paris-Metz et ses chocolats, Commercy et Liverdun pour leurs madeleines, Bar-le-Duc pour sa confiture de groseilles épépinées, Rambervillers pour sa tête de veau, Vittel pour ses grenouilles, Saint-Dié pour son pain gallu, Remiremont pour ses nonettes de pain d'épice fourré et son Bras de Vénus, La Bresse pour ses confiseries et le miel de sapin des Vosges, la vallée de Clefey pour ses conottes, Le Val d'Ajol pour son andouille. La potée lorraine est un plat paysan à base de pommes de terre, de chou et de viande de porc provenant des milieux agricoles de la région.
Autres spécialités et produits du terroir : petit salé, choucroute lorraine, tourte lorraine, tarte aux oignons, pankoufes, kneppes, houds, fuseau lorrain, gros lorrain, gras-double lorrain, foie gras, perche à la Savigny, brochet à la lorraine, lapereau en gelée, cochon de lait en gelée, ragout d'anguilles à la meusienne, soupe de poissons, soupe à l'oignon, fricassée de volaille, échine de porc à la lorraine, vautes (crêpes), perle de lorraine (pâte de fruit), fraise de Woippy, myrtille des Vosges, groseille, rhubarbe, pommes, quetsches, fruits au sirop, géromé (fromage), brouère (fromage), cidre fermier, vins des côtes-de-Toul, des côtes-de-Moselle, des côtes-de-Meuse, eaux-de-vie de framboise, de poire, de quetsche, de cerise.
La Mirabelle de Lorraine détient une Indication géographique protégée (IGP).
La Lorraine est la troisième région brassicole de France après l'Alsace et le Nord-Pas-de-Calais. Au début du XXe siècle, la région comptait 356 brasseries. Aujourd'hui, la Brasserie de Champigneulles est la dernière grande brasserie lorraine encore en activité mais il existe de nombreuses brasseries artisanales (ou microbrasseries). La culture de la bière en Lorraine est toujours vivante grâce notamment à plusieurs musées : le Musée Européen de la Bière de Stenay dans la Meuse, le Musée français de la brasserie de Saint-Nicolas-de-Port en Meurthe-et-Moselle et l'Écomusée vosgien de la brasserie de Ville-sur-Illon dans les Vosges.

### Sociétés savantes
- Académie de Stanislas
- Académie nationale de Metz
- Académie lorraine des sciences
- Société d'émulation du département des Vosges
- Société d'histoire de la Lorraine et du Musée Lorrain
- Société d'histoire et d'archéologie de la Lorraine
- Société d'histoire naturelle de la Moselle
- Société philomatique vosgienne
- Société des Philathènes

## Personnalités lorraines
De très nombreuses personnalités sont originaires de Lorraine ou ont marqué la Lorraine de leur empreinte. La liste de ces personnalités étant trop longue, nous ne retiendrons qu'un seul nom : Saint Nicolas, personnage emblématique de la région, patron de la Lorraine et des Lorrains. L'église Saint-Nicolas-des-Lorrains de Rome lui est dédiée.

## Jumelages
La région Lorraine est jumelée avec la Sarre et la Rhénanie-Palatinat.
La Lorraine a entamé très tôt une collaboration avec les Länder frontaliers, afin de parvenir à une plus grande intégration transfrontalière. Ce processus a abouti en 1995 à la création de la Grande Région, qui associe la Lorraine et ses deux partenaires allemands à leurs voisins belges et luxembourgeois. De nombreux projets de coopération ont depuis été mis en œuvre, dans tous les domaines (transports, santé, culture, éducation, recherche, etc.).